# Вулли, Леонард
Сэр Ча́рльз Ле́онард Ву́лли (англ. Charles Leonard Woolley; 17 апреля 1880, Аппер-Клэптон, ныне Хакни в черте Лондона, — 20 февраля 1960, Лондон) — ведущий английский археолог первой половины XX века.
На протяжении более сорока лет вёл раскопки памятников материальной культуры Шумера, Древнего Египта, Сирии, Нубии, древней Анатолии. В 1935 году за свои открытия удостоен рыцарского звания, в 1957 году награждён медалью Питри Лондонского университета, имел также боевую награду — французский Военный крест. Почётный доктор Дублинского и Сент-Андрусского университетов. Почётный член Турецкой исторической организации, Королевского института британских архитекторов, Королевского общества древностей. Был женат на Кэтрин Вулли — одной из первых женщин-археологов, которая работала вместе с ним до собственной кончины в 1945 году.
Леонард Вулли происходил из семьи священнослужителя. В 1904 году окончил Новый колледж Оксфордского университета (бакалавр теологии, магистр искусств), в 1905—1908 годах служил в Эшмоловском музее помощником хранителя. В дальнейшем Вулли никогда не работал в учебных или научных учреждениях, существуя на гранты от частных фондов и гонорары от изданий своих книг. Первые раскопки осуществил на территории Британии летом 1907 года. В 1908—1911 годах работал на раскопках на территории Нубии, результатом которых стало первое обследованное кладбище государства Мероэ в Караноге. Далее в сезоны 1912—1914 работал в Каркемише, где его помощником был Томас Лоуренс. В 1914—1916 годах служил в британской разведке на территории Египта (формально состоял в Королевском вспомогательном флоте) в звании капитана, в 1916—1918 годах находился в турецком плену, был освобождён после окончания Первой мировой войны. В сезон 1919 года возобновил раскопки в Каркемише, прерванные из-за военных действий в Сирии.
В 1921—1922 годах руководил раскопками в Амарне в Египте. Наибольшую известность ему принесло руководство англо-американской экспедицией Пенсильванского университета на развалинах древнего Ура (12 сезонов в 1922—1934 годах). Вулли был специалистом-универсалом; в 1930-е годы заинтересовался древнейшими связями эгейского региона, Восточного Средиземноморья и Месопотамии. В 1937—1939 и 1947—1949 годы руководил раскопками в Алалахе. В годы Второй мировой войны служил в Управлении по гражданским делам британской армии в звании подполковника, добился принятия инструкций, разъясняющих для офицерского состава войск союзников правила обращения с объектами культурного наследия на освобождённых территориях.
Автор многочисленных трудов по археологии и древней истории. Благодаря археологической деятельности Вулли в Уре началось систематическое изучение шумерского общества. По результатам раскопок в Уре Л. Вулли выдвинул гипотезу, что всемирный потоп, описанный в Библии, был воспоминанием о сильнейшем наводнении в древнем Шумере. В историографии конца XX — первых декад XXI веков, Леонард Вулли именуется последним археологом-дилетантом, который приобретал необходимые навыки на практике, чья деятельность была неотделима от колониальной экспансии Британской империи.

## Биография

### Становление (1880—1908)

#### Происхождение. Школьные годы

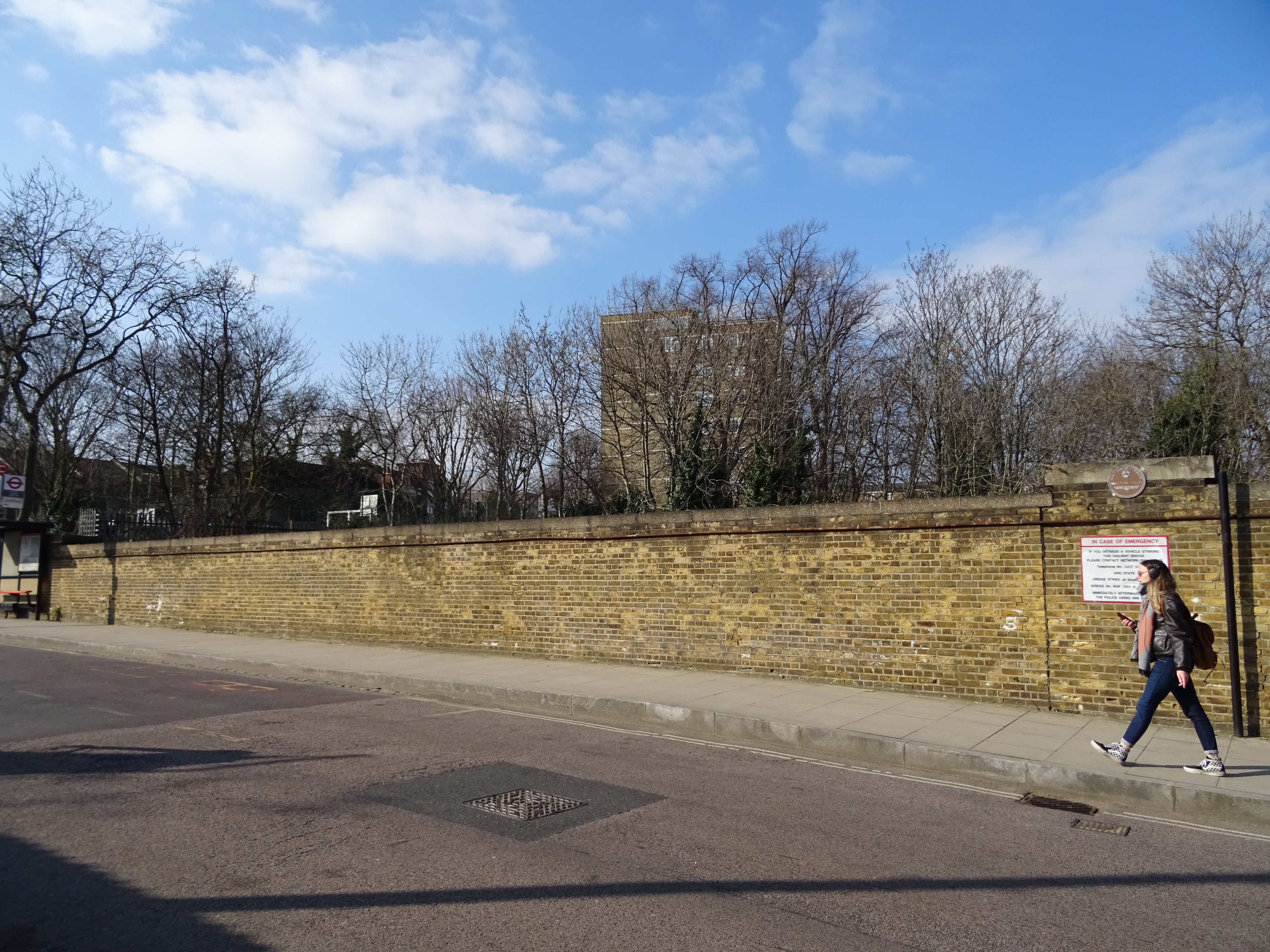
Саутволд-роуд в Хакни в марте 2021 года. Справа на стене вверху видна круглая мемориальная доска, обозначающая место дома семейства Вулли

Род Вулли происходил от дворянина из деревни Wolf’s Lea (Линкольншир) Джона Воллейуса, который участвовал в походе против «Непобедимой армады», получив в награду купеческую грамоту, а после кончины в 1595 году был похоронен в Соборе Святого Павла. Его потомки успешно занимались торговлей вином, часть родственников в 1800-е годы эмигрировала в США и Австралию. По материнской линии — семейства Кэткартов — в предках будущего археолога были три графа, епископ и два генерала, в том числе Уильям Шоу Кэткарт.
Чарльз Леонард Вулли родился 17 апреля 1880 года в Аппер-Клэптон, ныне район Хакни, что в Лондоне, в доме № 13 по Саутволд-роуд. Его отец — преподобный Джордж Герберт Вулли — был викарием соседнего прихода Св. Матфея. От жены Сары у него было одиннадцать детей, Леонард (имя Чарльз в обиходе никогда не использовалось) был третьим по счёту ребёнком и вторым сыном, после Сары Луизы и Джорджа Кэткарта Вулли. Далее на свет появились ещё три сына и пять дочерей, из которых последним выжившим стал Джеффри Гарольд. Семья священника не располагала большими доходами, не слишком сердечными были и отношения между домашними, но в семье культивировалось просвещение. Дочерей отдали в приходскую школу, тогда как сыновьям начальное образование давали дома, оно включало, преимущественно, изучение классических языков и Библии. Отец, судя по воспоминаниям, был строг и склонен к безапелляционным суждениям; при этом он был тонким знатоком искусства, ради приобретения новых картин, книг и гравюр, фарфоровых изделий, готовым пожертвовать повседневными нуждами. Он был прекрасным пианистом, знатоком музыки Бетховена. В свою очередь, его сыновья были равнодушны к спорту и другим доступным в те времена развлечениям. Далее Герберт Вулли был переведён в приход Святых Петра и Фомы в Бетнал-Грин, где возглавил также приходскую школу. За углом располагалась Художественная галерея Уайтчепел. Братья Вулли получили свидетельство о начальном образовании, а далее перешли в школу Пармитера, в нескольких минутах ходьбы от дома. Вулли подвергся насмешкам однокашников за фамилию, сходную с английским словом «овечья шерсть» (wool), но разъяснил, что она англосаксонская и происходит от слова «волк».
В 1891 году 11-летний Леонард Вулли выиграл стипендию школы Святого Иоанна, в которой обучались будущие священники. Он быстро проявил выдающиеся способности: в четырнадцать лет участвовал в пробных экзаменах в Оксфордский университет и получил высшие оценки по Священному Писанию, латыни и математике. В старших классах он единственный раз преуспел в спорте, победив в чемпионате по плаванию на 350 метров. Каникулы семья проводила в Кингсдауне в Кенте. Герберт и Сара иногда ездили в Париж, в основном, покупать антикварные вещи или севрский фарфор. Леонард был невысокого роста, не отличался крепостью сложения, никогда не выделялся в командных играх, однако был прилежен и красноречив. В общей сложности он получил девять школьных наград, а в 16 лет победил на конкурсе эссе с темой «Греческая драма в сравнении с современной». В последний учебный год он также был задействован в школьном театре. В декабре 1898 года Леонард выиграл стипендию в Новый колледж в Оксфорде.

#### Определение призвания

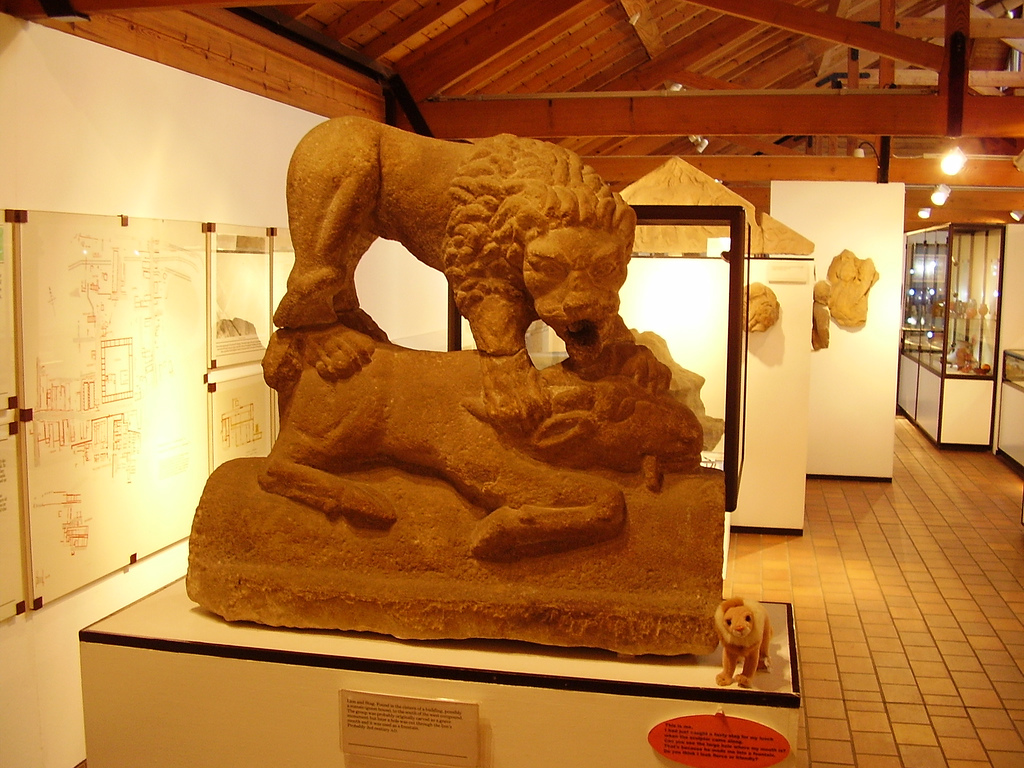
Статуя Корбриджский лев, открытая при участии Вулли

Леонард Вулли сразу обратил на себя внимание главы колледжа Уильяма Спунера; тьютором стал преподобный Гастингс Рэшдалл — известный философ и историк. По итогам испытаний 1901 года Леонард стал вторым, как и на выпускных промоциях 1903 года. Рэшдаллу он каялся, что греческая история и философия «оказались не самой сильной его стороной». На испытаниях на степень бакалавра богословия в 1904 году он снова оказался вторым, что не позволяло получить стипендию в Колледж Магдалины, куда он намеревался поступать. В своих поздних воспоминаниях Вулли приводил историю (названную его биографом «апокрифической»), что когда он после провала заявил начальнику Спунеру, что рассчитывает на должность учителя, тот ответил: «Что же, мистер Вулли, я решил, что вы будете археологом». Судя по воспоминаниям, именно Спунер на всю жизнь привил Вулли представления о реальности всех событий и лиц, которые были описаны в Ветхом Завете. Особенно студента заинтересовала жизнь праотца Авраама.

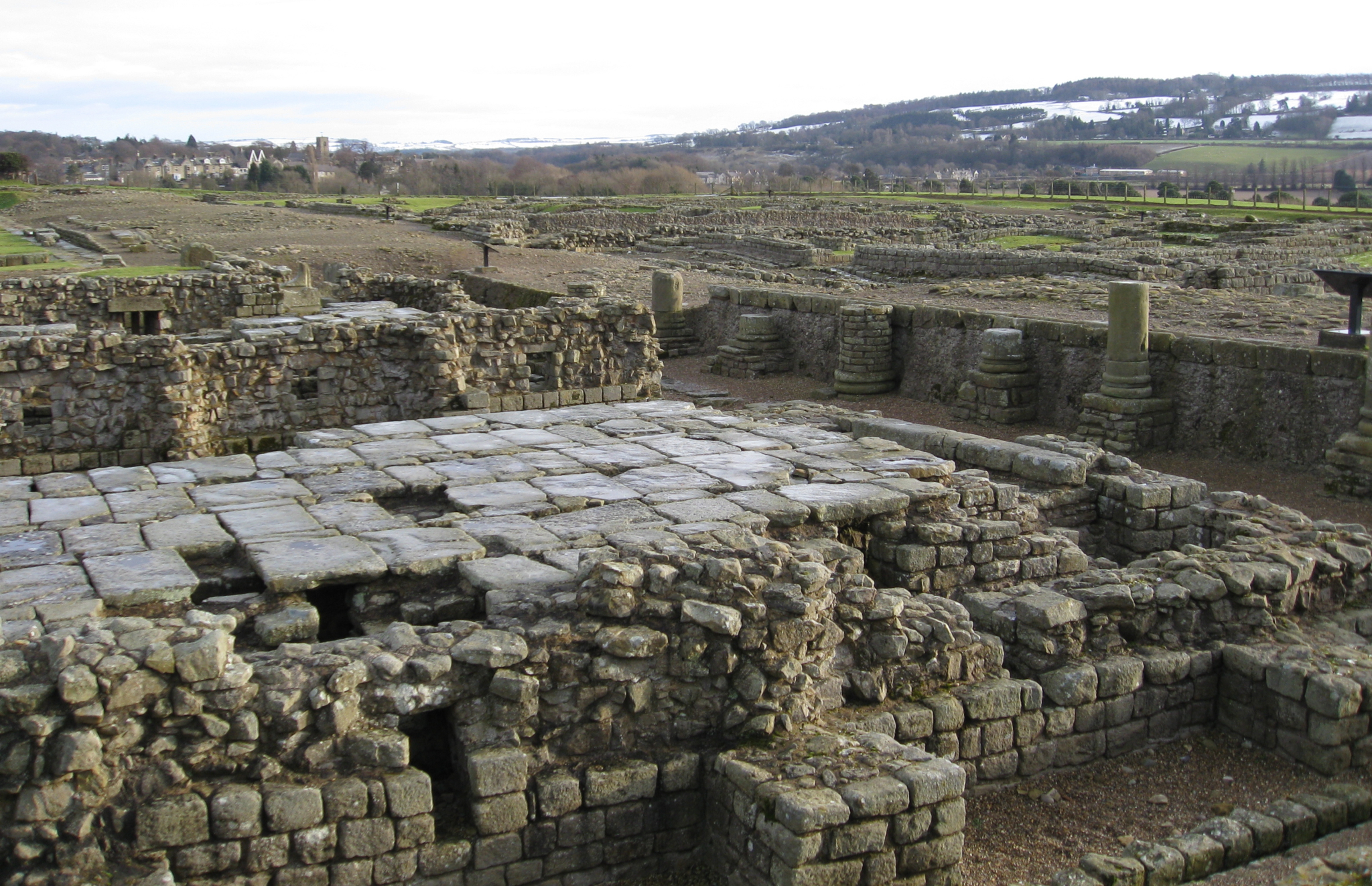
Римские руины в Корбридже

Летом 1904 года Вулли, вероятно, отказался от церковной карьеры. Младший брат Гарольд тогда выиграл стипендию в школу Св. Иоанна и получал более высокие оценки, чем Леонард; в дальнейшем он стал священником. Средства позволили совершить путешествие по Франции и Германии, формально, для усовершенствования в новоевропейских языках. Далее молодому учёному была предложена оплачиваемая должность в Оксфорде, что очень обрадовало отца, едва сводившего концы с концами. Сын был приглашён на неформальное собеседование к Дэвиду Хогарту, который, вероятно, был знакомцем Герберта Вулли. Действительно, в 1905 году Леонард получил должность помощника хранителя Ашмолеанского музея. В 1907 году он впервые соприкоснулся с полевой археологией, поехав в Корбридж, где в руинах римского военного лагеря были обнаружены несколько зданий. Непосредственно работами руководил Фрэнсис Хаверфилд, с которым Вулли быстро нашёл общий язык: ещё в 1906 году был нанят для каталогизации сочинений Бёртона в библиотеке Крайст-чёрчского колледжа. Хаверфилд рекомендовал молодого коллегу Артуру Эвансу. Вулли вспоминал: «я никогда не изучал археологические методы, даже по книгам… и я не имел ни малейшего представления о том, как сделать кроки на местности». Когда начались раскопки, Хаверфилд навещал их раз в неделю и никогда не критиковал методы, применяемые Вулли. Его интересовали только находки. 12 августа 1907 года о работах Леонарда написали в газете «Таймс», приписав ему открытие античной статуи льва, хотя она была случайно обнаружена рабочими. 9 сентября было опубликовано интервью с археологом.
Дэвид Хогарт по результатам раскопок решил, что Вулли является серьёзным и многообещающим специалистом. Ранее, в 1905 году произошло знакомство с Томасом Лоуренсом, отец которого был знаком с Гербертом Вулли и хотел пристроить «непутёвого» сына; его кандидатура также заинтересовала Хогарта, который был связан с британской разведкой. В целом, работа в музее тяготила Леонарда, и в 1908 году он подал в отставку. Ему предложили место в экспедиции музея университета Пенсильвании, направляемой в Нубийскую пустыню. Руководителем стал британец Уоллис Бадж.

### Раскопки 1908—1914 годов

#### Экспедиция Музея Пенсильванского университета в Нубии

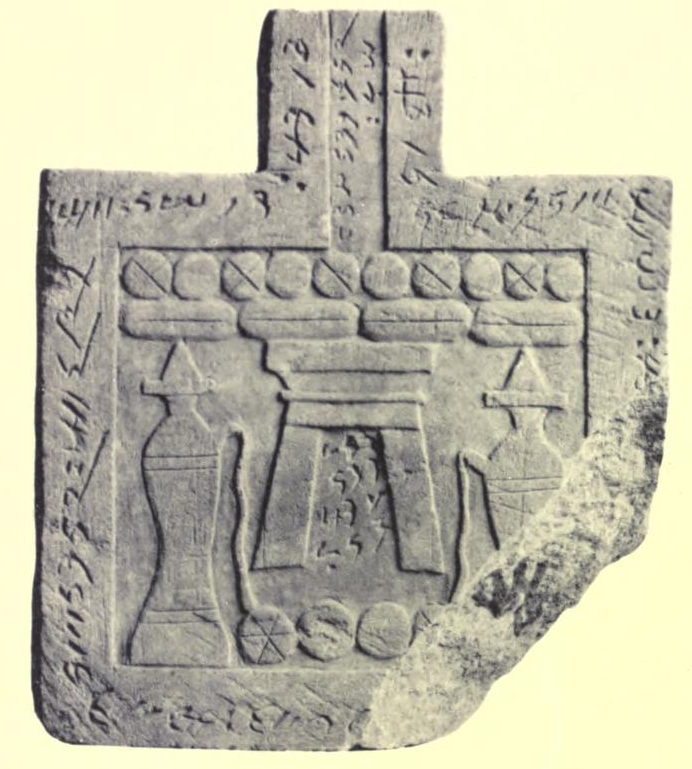
Алтарь из Каранога

В Судане Вулли ближе всего сошёлся с молодым американским археологом Рэндаллом Маклвером, с которым его поставили работать на некрополе Каранога. Здесь были обнаружены первые целостные захоронения царства Мероэ. Для Вулли первое пребывание на Востоке сопровождалось дальнейшей социализацией: он осознал важность такта и этикета в обращении с местными жителями, а также значение бакшиша. Археологи обнаружили бронзовые изделия греческого происхождения, но, в общем, Леонард не испытывал энтузиазма. Он откровенно писал, что мероитская цивилизация — это лишь периферия, «уникальная для условий Африки, но не внёсшая никакого вклада в общий поток культуры и искусства». Подобные взгляды были характерны для Вулли до конца жизни: им руководила не любовь к прошлому ради него самого, а интерес к генеральной линии развития мирового искусства. На начальном этапе Вулли сосредоточился на усвоении археологических методов, в которых Маклвер (ученик Питри) был опытным наставником. Затем американца перебросили ближе к Вади-Хальфе, а Вулли остался главным на раскопках Каранога, занимаясь фиксацией находок (включая составление стратиграфических планов и фотографирование) и управлением непрофессиональными копателями, набранными из местных жителей. В переписке он не скрывал радости от завершения экспедиционного сезона. Написанный совместно с Маклвером отчёт был оперативно опубликован с предисловием спонсора экспедиции Экли Кокса и главой о мероитских надписях, написанной Фрэнсисом Гриффитом. Вулли принадлежали главы об истории первого нильского порога и о роли негритянского элемента в формировании древнеегипетской культуры. Книга даже удостоилась сдержанно-позитивного отзыва в «Бюллетене Американского географического общества».
Во время экспедиционного сезона 1909 года скончалась мать Леонарда. После окончания работ в апреле 1910 года Леонард Вулли рассчитывал посетить Филадельфию, но затем отправился в Лондон через Италию. В переписке он отмечал, что энтузиазм итальянцев к археологии и своему прошлому полностью противоположен британскому равнодушию к истории: Италия, будучи бедной страной, тратила на финансирование раскопок в десять раз больше средств, чем Британия. Англичанина пустили на раскопки античных бань в Теано. Он пытался устроиться на раскопки в Лептис-Магна, но начавшаяся итало-турецкая война разрушила эти планы. Новое применение Вулли нашёл его старший наставник Хогарт. Во время разведывательной поездки в 1910 году он оценил значение городища Каркемиш на Евфрате, участок которого через посла Генри Лейарда был арендован Великобританией ещё в 1878 году. Хогарт привлёк к работам Лоуренса и Кэмпбелла Томпсона, но далее был отозван в Оксфорд, где возглавил Ашмолеанский музей. В 1911 году Вулли всё-таки посетил США, пребывание в которых продлилось немногим более двух недель, поскольку Хогарт доверил ему руководство раскопками Каркемиша. Пока шла подготовка, Вулли пригласил Аурель Стейн, поручив ему привести в порядок экспозиции в Британском музее, снабдив экспонаты (в том числе коптские ткани) карточками и этикетками. В разгар работы археолога поразил аппендицит, операцию оплатил лорд Карнарвон, в доме которого Вулли поправлялся.

#### Раскопки в Каркемише

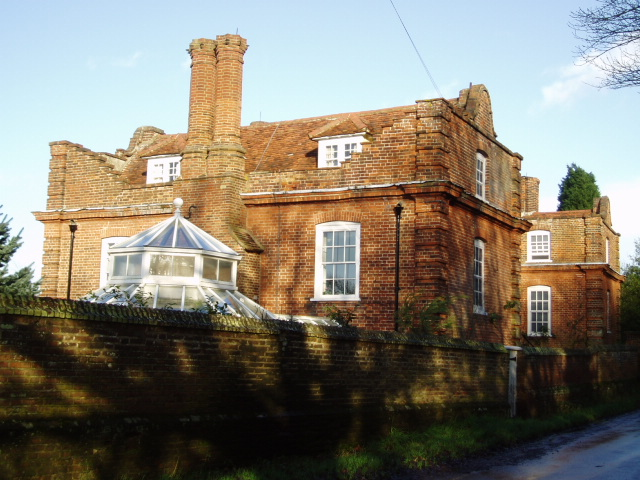
Усадьба «Олд Риффэмс» в 2007 году

В августе 1911 года лорд Карнарвон официально предложил Вулли присоединиться к его египетской археологической экспедиции (с продлением контракта на следующий год), однако Леонард после размышлений решил работать с Хогартом. Полученный аванс был так велик, что Леонард со старшим братом Джорджем на паях купили дом для всей семьи, чтобы туда мог вселиться вышедший на пенсию отец и жить все братья и сёстры. Усадьба «Олд Риффэмс» располагалась в деревне Данбери в Эссексе, была построена в XVI веке и значительно расширена в последующие эпохи. Землю сдавали арендаторам, усадьба требовала найма садовника, повара и горничной. Вся семья зависела от заработков Джорджа и Леонарда, которые оплачивали также расходы на образование своих братьев и сестёр; отец продолжал коллекционировать живопись и фарфор. Биограф Алан Гонор отмечал, что хотя Вулли был, по-видимому, первым британским археологом, который зарабатывал этой профессией на жизнь, в сословном британском обществе он относился к аристократии (в том числе в силу происхождения родителей), что предоставляло известные деловые и репутационные преимущества, однако, требовало соответствующего образа жизни.
Базой раскопок в Каркемише был Алеппо, куда Вулли прибыл через Египет в феврале 1912 года. Сезон заканчивался, поскольку археологи работали на Ближнем Востоке с сентября по апрель, когда не было сильной жары. Леонард обнаружил, что ему негде работать и жить, помощник отсутствовал. В конце концов из Египта приехал Лоуренс. Щедрое финансирование из анонимного источника объяснялось тем, что близ места раскопок германская компания должна была построить мост для железной дороги Берлин — Багдад; иными словами, Хогарт, а затем и Вулли в первую очередь исполняли разведывательные функции. Десятником над рабочими сначала был киприотский грек Григориос Антониу, служивший ещё у Эванса на Крите, он же обучил своего преемника — сирийца Ходжу Хамуди, который, как выяснилось, пять лет провёл в банде разбойников, но так и не был изобличён и схвачен турецкими властями. Личным слугой Вулли был араб Хаджи Вахид, который также имел преступное прошлое, кроме того, славился пристрастием к алкоголю. Фотографом был Шейх Ахмед, который ближе всего сошёлся с Лоуренсом и стал его «правой рукой». Именно Лоуренс поддерживал связь с начальством, пересылая сообщения и найденные и купленные предметы через Бейрут. Рядовые рабочие были организованы по четвёркам: к каждому копателю с лопатой прикреплялся сборщик находок, который просеивал грунт, и два чернорабочих с корзинами, которые сбрасывали отработанную землю и прах в Евфрат. За найденные предметы рабочие получали не только бакшиш. Лоуренс, поняв, насколько для арабов важен личный престиж, «премировал» особо важные находки патронами, которые можно было истратить на праздничный залп в воздух. Это сильно сказывалось на настроениях копальщиков и стимулировало бесперебойную работу, а носильщики стремились выслужиться, перейдя в категорию копачей и сборщиков. Всеобщая конкуренция препятствовала утаиванию находок; с раскопок практически ничего не утекало на чёрный рынок. Сотрудники Вулли отмечали, что он обладал авторитарным характером (что контрастировало с его малым ростом), был чрезвычайно въедливым и целеустремлённым, зачастую начиная работать от рассвета и обрабатывая находки до двух или трёх часов ночи. Изо всех британских археологов он наиболее доверял местным жителям и стремился сократить число сотрудников-европейцев до минимума.

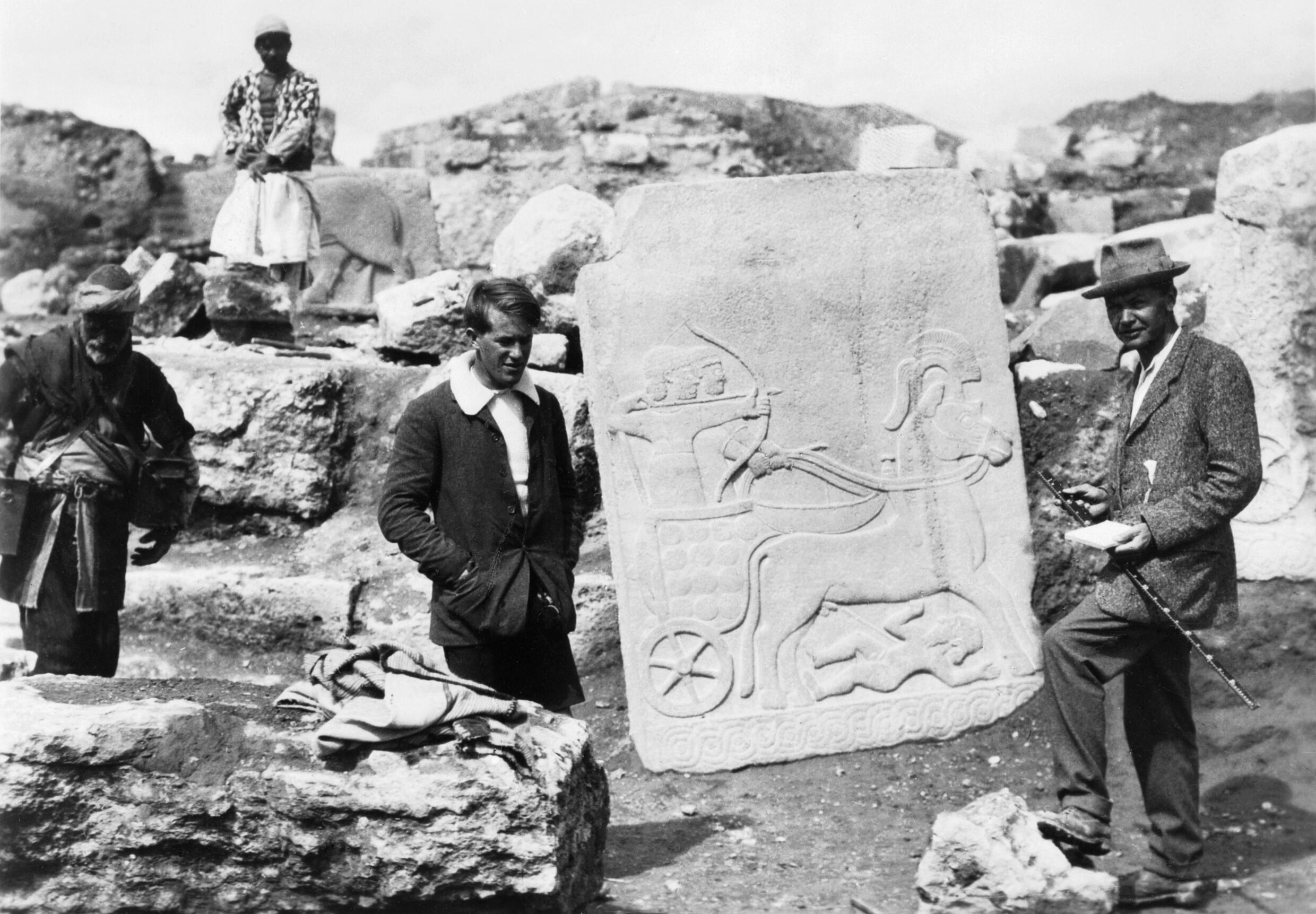
Томас Лоуренс (слева) и Леонард Вулли на раскопках Каркемиша весной 1912 года демонстрируют хеттский рельеф с изображением колесничих

Биограф Гарри Уинстон считал организацию работ «безответственной»: соседские помещики-арабы не регистрировали землю в собственность, чтобы не платить туркам поземельного налога, но за мзду позволяли англичанам копать на своей территории, хотя бывали трения из-за оценки стоимости находок. Губернатор Алеппо принял Вулли и Лоуренса безо всякой приязни и отказался подтвердить их фирман (Леонард к тому времени нанял 120 землекопов). В мемуарах описан следующий эпизод: когда губернатор собирался уходить, Леонард вытащил револьвер и прижал ствол к его уху, заявив, что пристрелит его месте, если не получит разрешения на работы. Переводчиком служил Хаджи Вахид. После того, как губернатор уступил насилию, его отблагодарили кофе и сигаретами. Рабочие устроили пальбу в воздух, считая своё начальство великими героями, что Вулли охарактеризовал как «пандемониум». Работы возобновились в октябре 1912 года, когда Вулли отчитывался Хогарту, что на него работают 200 туземных копателей, однако выделенные средства истощились и пришлось брать взаймы у алеппского ростовщика. Лоуренс хотел провести Рождество дома и склонял к тому же Вулли. Опасаясь угрозы для англичан со стороны местных жителей, и, в особенности, немцев, начальство одобрило внеочередной отпуск. На каникулах Вулли гостил у лорда Карнарвона и по почте руководил контрабандной доставкой двух ассирийских рельефов, которые местные армяне и курды выкопали на немецком участке, утаили от руководства и были готовы продать за сумму от 800 до 1000 фунтов стерлингов. В феврале 1913 года под личным наблюдением Лоуренса на военном судне в Британский музей было доставлено 19 ящиков древностей, купленных на чёрном рынке. Январь — февраль 1913 года Вулли провёл в семейном доме в Эссексе.

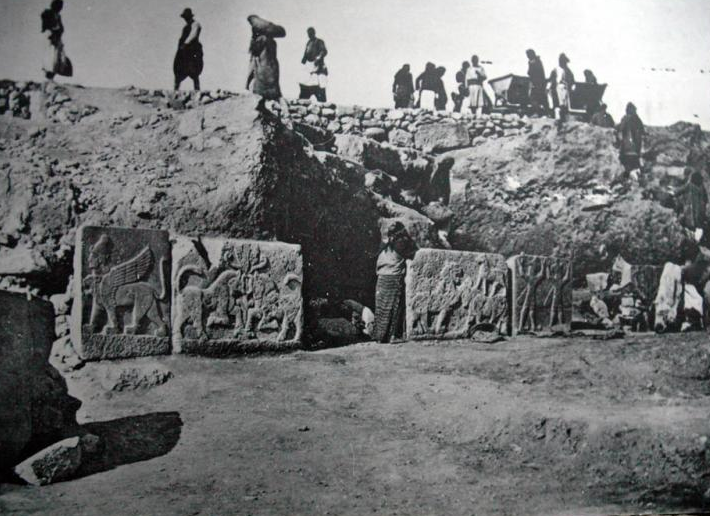
Рельефы, обнаруженные Вулли в Каркемише

Толщину культурного слоя в Каркемише Вулли оценил в 50 футов. В конце концов его команда докопалась до хеттского периода, выяснив, что городское поселение непрерывно существовало в течение четырёх тысяч лет. Главной сложностью было пробиться через римские слои, поскольку строители Античности перерабатывали материалы более древних построек в бетон, а попытка использовать взрывчатку, чтобы избавиться от битого камня, привело к конфликту с немецкими железнодорожниками. Полное уничтожение римского слоя оказалось самой дорогостоящей и трудоёмкой частью раскопочной работы. Вулли аргументировал снос руин римского поселения Эвропус тем, что «существуют сотни римских городищ, сохранившихся намного лучше». Литературный дар Леонарда позволил успешно популяризировать находки через прессу и книги, написанных простым, но ярким стилем, снабжённых многочисленными иллюстрациями. В раскопочный сезон 1913—1914 годов у Вулли и Лоуренса наконец-то появился капитальный дом прямо на месте работ, для входа в который Томас вырезал из алебастра рельеф, напоминающий по стилю хеттский. Леонард с гордостью писал, что дом обошёлся всего в 75 фунтов стерлингов, но его украшали мозаичные полы, толстые ковры, мраморный камин, а также была установлена огромная медная ванна.
В течение 1913 года Вулли немало времени провёл в Бейруте, где усовершенствовал свой арабский язык в американской миссионерской школе и пережил короткий роман с учительницей Фаридой аль-Альде. С апреля 1913 года последовали многочисленные находки в хеттских захоронениях: бронзовые и керамические изделия тонкой работы, украшения и цилиндрические печати. О этом времени сохранились свидетельства британского консула в Алеппо — мистера Фонтана, который с женой посетил раскопки. Вулли в тот период пользовался полным доверием со стороны рабочих. Разведывательные функции входили в обязанности археологов, которые могли наблюдать немецкие работы в бинокль. Главой немецкой резидентуры в Сирии был археолог Макс фон Оппенгейм, с которым Вулли заключил сделку: строители нуждались в материале для изготовления бетона, поэтому британцы продали своим противникам все ненужные отвалы с раскопок. Это вызвало иск со стороны местного шариатского суда, инспирированного униженным когда-то губернатором, которого подзуживал бывший владелец земель, где располагалось городище, — Хасан-Ага. Из Алеппо в Каркемиш были переброшены войска, чтобы воспрепятствовать работам и передачу каменного материала. Однако Вулли, получив от немцев оговорённую сумму, стал использовать для перевозки стройматериалов собственных рабочих, тогда как командующий карательным отрядом юзбаши удовлетворился взяткой сигаретами. На заседание суда явились и Вулли, и Лоуренс, прения сторон закончились дракой, после чего Хаджи Вахид взял кадия под прицел. Лоуренс изъял из архива суда документы, а кади объявил, что дело закрыто. Вулли утверждал, что губернаторские воины из Алеппо при появлении англичан встали по стойке «смирно» и отсалютовали. Через месяц с инспекцией прибыл Хогарт, который встретился с губернатором и убедился, что демонстрация силы была действенной и не повлекла дурных последствий. Немалую роль в успехе сыграли дружеские отношения Вулли с шейхом местного племени курдов по имени Бусрави. Англичанин снабжал его алкоголем, до которого Бусрави был большим охотником («мы сначала курды, а затем мусульмане»), в конце концов они побратались и много лет поддерживали дружескую переписку. Шейх бахвалился, что сможет выставить для охраны раскопок две тысячи всадников.
В 1913 году Вулли и Лоуренс совершили поездку в Палестину по заданию Палестинского фонда; вероятно, она носила политический характер. Они посетили Лондонскую еврейскую миссию в Цфате, общались в Тверии с христианским миссионером-сионистом доктором Торрансом, который считал, что заселение Палестины евреями будет предвестием второго пришествия Христа. Лоуренсу в апреле 1914 года удалось замирить 18 шейхов местных арабских племён, которые сорок предшествующих лет враждовали друг с другом. Это было необходимо, так как на раскопках постоянно возникали конфликты между землекопами из враждующих кланов. В конце концов они образовали два вооружённых отряда и отказывались работать и принимать пищу вместе. Их главарей Хамуди связал и держал в фотографической тёмной комнате до тех пор, пока они не договорились о выплатах виры за обиды и не согласились сотрудничать. Хамуди и араба Дахума взяли с собой в Англию на каникулярное время. Вулли уехал домой в Эссекс, а Лоуренс поселил арабов во флигеле в оксфордском саду своей матери. Леонард откровенно писал о близких отношениях Томаса с Дахумом, который «отличался прекрасным сложением и был замечательно красив».

### Первая мировая война (1914—1918)

#### Военная разведка

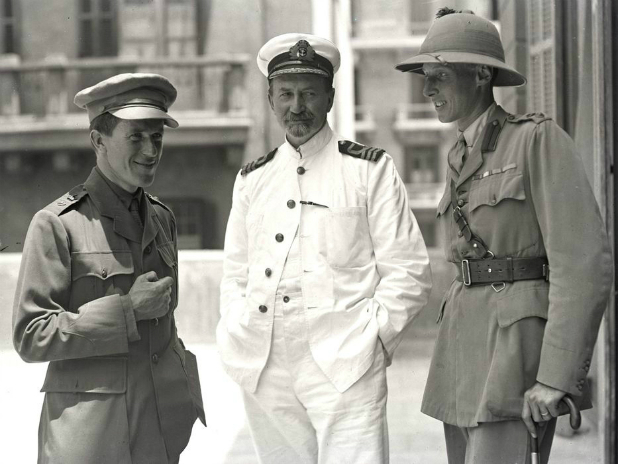
Британские разведчики: Томас Лоуренс, Дэвид Хогарт, Доуни, Гай

В начале 1914 года Фонд исследований Египта пригласил Вулли на Синай для поисков следов блуждания Моисея и колен Израилевых; в действительности он должен был проверить точность карт по турецко-египетской границе. Раскопки в Каркемише были официально закрыты 7 декабря 1913 года, 20-го числа Вулли и Лоуренс были в Яффе, а в начале января следующего года остановились у миссионера Стерлинга в Газе, до 11 января исследовали местность до Беэр-Шевы, дожидаясь капитана Ньюкомба — куратора из военной разведки. 8 февраля Вулли и Лоуренс расстались: Томаса отправляли на юг — к заливу Акаба, — тогда как Леонарду нужно было ехать на север до Дамаска. После возвращения из Сирии Вулли пребывал в семейной усадьбе в ожидании нового назначения, временно получив синекуру в Британском музее с жалованьем 250 фунтов стерлингов в год. Для содержания отца-пенсионера и двух незамужних сестёр (Эдит и Марджори) этого было явно недостаточно. Годом ранее от скарлатины скончалась сестра Элис, заразившись от собственной малолетней дочери. Лоуренс писал, что Ньюкомб представил своему начальству в разведке крайне лестный для археологов отчёт и рекомендовал их для военной разведки в сентябре 1914 года, когда началась мобилизация. Оба археолога работали над отчётом, названном «Пустыня Син». Издание финансировали Королевское географическое общество и Фонд исследования Палестины; в картографированном описании Синайского полуострова был заинтересован и лорд Китченер. 23 сентября Леонард Вулли был призван как резервист и направлен в учебный центр корпуса подготовки офицеров, но уже 14 октября по собственному желанию был зачислен в Королевскую полевую артиллерию. Его брат Гарольд также ожидал назначения на фронт, временно отложив рукоположение. В усадьбе разместили офицеров Глостерского полка. Эдит Вулли вышла замуж за Мэтью Лакстона, одного из квартирантов.

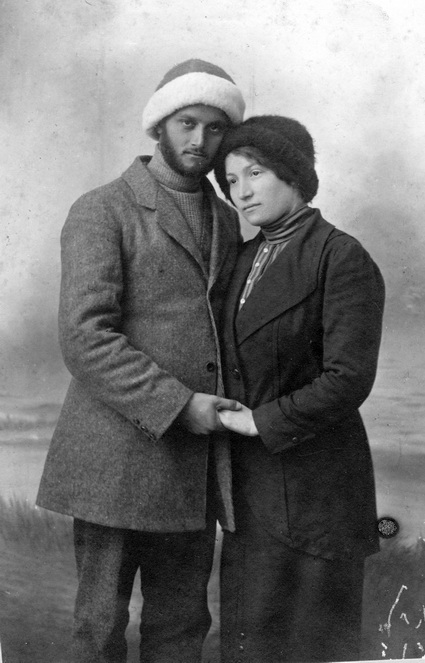
Авшалом Файнберг и Сара Ааронсон в 1916 году

Во вторую неделю декабря 1914 года Вулли и Лоуренс были через Саутгемптон откомандированы в Каир, куда направились также Ньюкомб, отозванный с французского фронта, и Хогарт, который завершил некую миссию в Афинах. В столице Египта все собрались на Рождество. Штаб разведотдела (подчинённого флотской разведке) разместился в отеле «Савой»; капитан Вулли в основном занимался сверкой карт и аналитической работой. Его опубликованные воспоминания и письма домашним подвергались цензуре; некоторое представление о работе отряда Хогарта — Ньюкомба дают письма Лоуренса, которые тот пересылал дипломатической почтой без досмотра. Выясняется, что основной работой Леонарда было ведение досье на потенциально полезных и вредных контактах на Ближнем Востоке, кроме того, его активно использовали для вербовочной деятельности, благодаря знанию многих языков и коммуникабельности. Ему доверяли поездки за пределы Каира, поскольку он хорошо умел хранить секреты. В его опубликованных мемуарах и переписке он лишь единожды раскрыл имя своего визави; на фоне ярких подвигов Лоуренса Аравийского Вулли навсегда остался в тени. В апреле 1915 года Леонарда перевели из информационного бюро главой резидентуры Порт-Саида, где он встречал и сопровождал Гертруду Белл, с которой был знаком ещё по Каркемишу. Порт-Саид был главной базой для морской части Дарданелльской операции. В откровенном письме отцу от августа 1915 года Вулли описал операцию, которой лично руководил с 30 июня по 10 июля 1915 года, когда с борта французской шхуны забрасывал в Бейрут важного агента.
В Порт-Саиде одной из главных баз резидентуры была яхта лорда Розбери «Саида», на борту которой Вулли мог вести аристократический образ жизни и устраивал роскошные обеды, рассуждая, что каждый день работы может оказаться последним в жизни: в течение 1915 года британская армия терпела поражения на всех фронтах в Дарданеллах, Сирии и Ираке. Основная часть работы проходила за письменным столом, хотя хватало конспиративных встреч. Для допроса двух монахов-траппистов пришлось просить разрешения папы Римского. Сотрудники Вулли в основном числились в Египетской службе древностей, имелся гидросамолёт со штатным пилотом капитаном Уэлдоном, который был ответственным за связь. Из местных агентов выделялся араб-христианин Шарль Бутаги, про которого после войны сложилась легенда, что он был обучен и завербован Лоуренсом. На самом деле он был человеком Ньюкомба, поскольку отец Бутаги был помощником британского консула в Хайфе. Он владел отелем «Виндзор», который был удобной перевалочной базой и местом конспиративных встреч. Через Вулли шла также связь с еврейской разведывательной сетью, созданной Авшаломом Файнбергом; сам Авшалом квартировал в Порт-Саиде, разработав шифр для передачи сведений британцам. Глава сионистов-разведчиков Аарон Ааронсон находился в Дамаске, где служил советником турецкого губернатора Сирии Джамаль-паши. Однако Вулли забраковал младшего брата Ааронсона после личного собеседования и отправил того в Америку.
К июню 1916 года «Саида» и резидентура Вулли находилась под наблюдением германской контрразведки, что делало невозможным дальнейшие морские операции по заброске информаторов и агентов на палестинском побережье. Начальство предложило его отозвать и направить в отпуск до следующего назначения, однако 3 июля Вулли попросил санкции на последнюю важную операцию. 17 августа произошла катастрофа: яхта подорвалась на турецкой мине в заливе Аяс и затонула в течение минуты. Навыки пловца позволили Вулли выжить и спасти повара, после чего они провели в воде около четырёх часов. Подобранные турецкой канонеркой англичане были взяты в плен и отправлены для следствия в Стамбул.

#### Турецкий плен

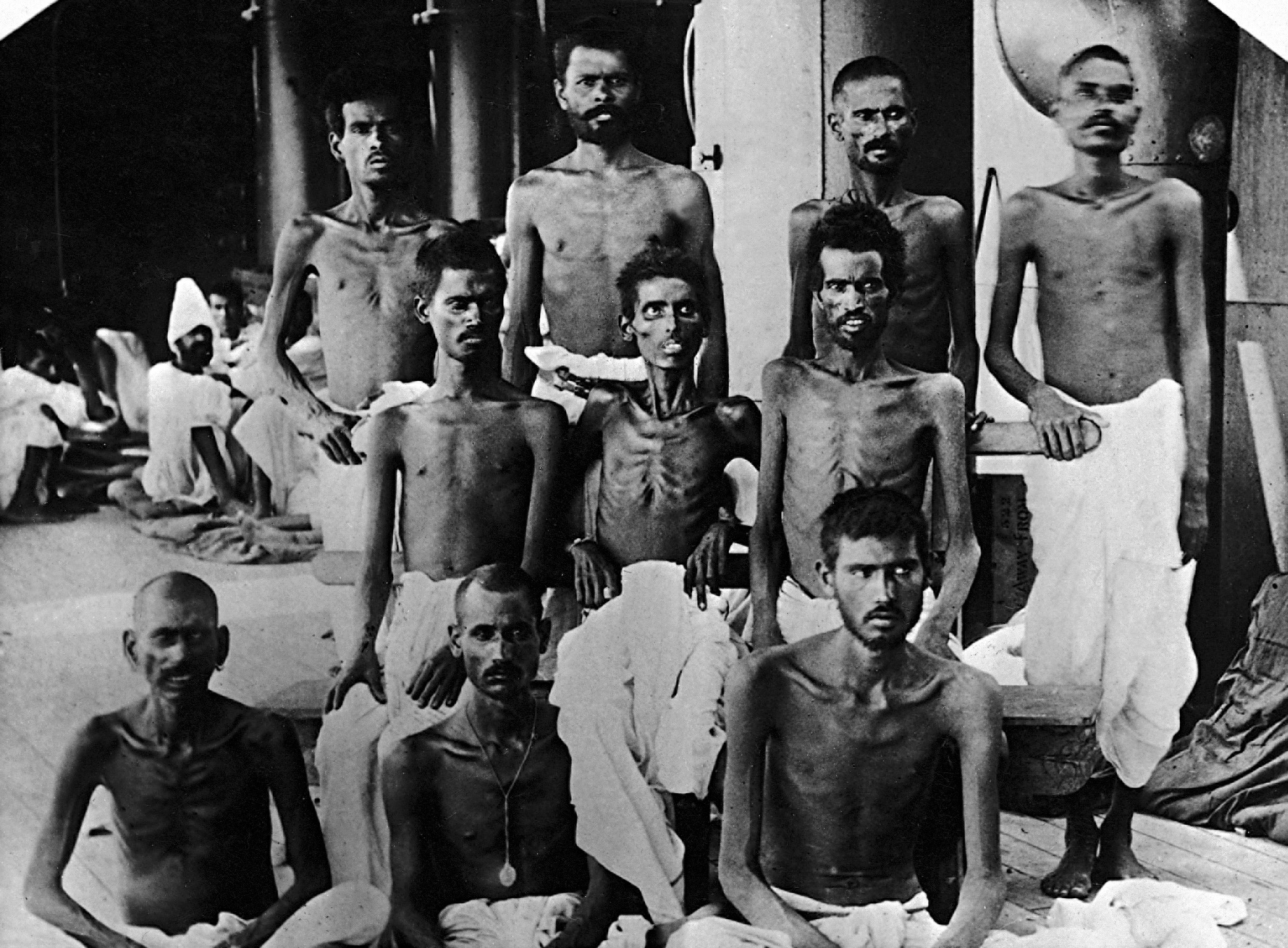
Индийские военнослужащие британской армии, пленённые под Эль-Кутом в 1916 году

После затопления «Саиды», кроме Вулли и повара, выжили лейтенант Данлоп, лейтенант Николсон и командир яхты капитан Крэбтри. Последний, получив самые тяжёлые ранения, скончался ко времени начала следствия. Разбирательство осуществлялось на военной базе Кастамуни, расположенной к северо-востоку от Анкары и примерно в пятидесяти милях от побережья Чёрного моря. Британцев доставили 29 сентября 1916 года; к тому времени уже был создан концлагерь для пленных, захваченных в Кут-аль-Амаре на реке Тигр. Британские офицеры рассматривались турецкими командирами как равные себе, относящиеся к одной общественной страте (в османском обществе главную роль играла религия и родовитость, этническая принадлежность была вторичной). Большинство британских пленных перегоняли пешком; многие умерли в пути или сразу после прибытия. Команда Вулли была размещена вместе с офицерами 30-й бригады в здании бывшей греческой школы, рядовые, — преимущественно гуркхи, раджпуты и пенджабцы, — были помещены в брошенных домах. Офицеров было по восемь-девять человек на камеру, но каждый имел отдельную койку. На содержание офицеров выделяли 7 лир в месяц, реальные расходы создавали долг в 2 лиры в месяц на человека (кормёжка стоила шесть лир, не считая стирки и прислуги). Вулли стал заядлым курильщиком, что увеличивало расходы. В конце концов через голландского посланника было заключено соглашение, что старшие офицеры будут получать больше денег (полковник по 15 лир, майор — по восемь), тогда как норма снабжения оставалась общей для всех. Деньги, поступавшие от родных, изымались турецким начальством для покрытия долгов.
Леонард Вулли вместе с майором Сайером был поставлен старостой в столовой, ответственным с британской стороны за контролем качества питания и точной развеской пайков. После протестов англичане добились, чтобы медицинский персонал раз в неделю выпускали на базар делать закупки по списку (тюремная администрация установила 50 % надбавку на табак). Далее офицеры потребовали обновить обстановку и брались оплатить мебель сами, но им отказали в предельно грубой форме. Когда наступила зима и потребовалась тёплая одежда, американское консульство в порядке гуманитарной помощи прислало каждому пленному по свитеру и шинели. Месяцем ранее Красный Полумесяц прислал комплекты летней одежды, включая панамы цвета хаки. Панамы пригодились сразу, поскольку комендант приказал при посещении его кабинета носить головные уборы и отдавать честь по уставу. Чтобы убить время, офицеры устроили регулярные просветительские занятия, лекции для которых читали имевшиеся специалисты. Вулли был доверен курс древней истории, для которого он стал рисовать карты. Изображённая им схема Хеттской империи была конфискована турецким начальством «как имевшая прямое отношение к текущей войне». Именно в лагере Вулли выработал свой лёгкий популярный стиль, который не противоречил серьёзному научному содержанию. Окончив курс истории Бронзового века, он перешёл к римскому лимесу на Востоке и эволюции ветхозаветной религии. На занятия с Вулли приходили даже турецкие охранники, знавшие английский, и британские рядовые. Другие офицеры рассказывали о золотодобыче, автомобилестроении, причинах провала Галлиполийской операции, астрономии и прочем. Сам Леонард усердно занимался итальянским языком, а другие офицеры преподавали русский, арабский, новогреческий, турецкий, бирманский и тамильский языки. К марту 1917 года сложился лагерный оркестр, для которого в городе приобрели скрипку, гитару и два кларнета. Дирижёром был врач Парсонс; сам Вулли играл на пианино и пел в составе хора. Процветал тотализатор, поскольку с осени 1916 года тянулся футбольный чемпионат между командами, собранными из англичан и шотландцев. Зимой выпускники Оксфорда и Кембриджа играли в хоккей.
К весне 1917 года в городе стали скапливаться беженцы — в основном, армяне, греки и левантийские евреи, многие из которых имели французское или британское подданство. Офицеры собрали 140 лир для нужд беженцев (продовольственный паёк англичан был урезан вдвое), причём комендант искренне недоумевал по поводу такой щедрости. Заключённые стали издавать рукописный журнал, который служит важным источником по условиям пребывания британцев в Кастамуни. Издание редактировали лейтенанты Элтон и Джонс. Когда появилась возможность полулегально проникать в город, офицеры пользовались услугами греческих девушек, вероятно, и Вулли тоже искал женского внимания. В журнале появлялись стихи и песни скабрёзного содержания. 8 августа 1917 года во время сильного пожара в городе, застроенном деревянными домами, четверо офицеров из Эль-Кута попытались бежать. Идея была: воспользоваться контактами кастамунских контрабандистов, которые должны были доставить беглецов за русскую линию фронта по морю. Троим удалось добраться до разбойников, которые действительно отвезли их в Крым. Единственный из англичан, знавший турецкий язык, по фамилии Свит, был пойман в ту же ночь и помещён в карцер до распоряжения из Стамбула. 17 сентября Свита прогнали через весь город в назидание, а потом перевели в лагерь строгого режима, где он скончался от гриппа.
После побега был назначен новый комендант, резко ужесточивший режим. 27 сентября офицеров перевели в лагерь Чангри на полдороге к Анкаре. Пленных поместили в грязную казарму, бывшую ранее конюшней; сток для воды в кухне был забит и она всегда была залита; туалеты Вулли описывал непечатными словами. Воду для сотни офицеров и их прислуги брали из единственного колодца. В ноябре офицеров перевели на станцию Кедос на Измирской железной дороге. Османский комендант отличался суровостью нрава и говорил на смеси турецкого и французского языков, которую никто не понимал. В апреле 1918 года его заменили, а порядки значительно смягчились, британцам разрешили снимать квартиры в городе. Новый комендант следил, чтобы услуги предоставлялись пленным по справедливым ценам и даже ссужал деньги нуждающимся, за что получил от своего начальства выговор. В мае 1918 года Вулли устроил лагерный театр (и сам шил костюмы для первой постановки), а капитаны Элтон и Брикман основали Шекспировское общество. В августе пленных впервые посетил консул нейтральной Голландии, но он же завёз в лагерь испанский грипп. 27 августа в Кедосе начался сильный пожар, который за два часа уничтожил 2000 зданий из 2300, имевшихся тогда в городе. Англичане приняли активное участие в тушении, и комендант даже позволил им снести мечеть, мешавшую эвакуации. В отчёте, направленном в Стамбул, указывалось, что большинство жителей выжили и сохранили часть имущества только благодаря британцам. Сам Вулли спас свои бумаги и выпуски рукописного журнала. Рукописные материалы пленных были опубликованы издательством Блэквелла в 1920 году под редакцией самого Вулли. Далее британцев отправили в пересыльный лагерь Учак близ Измира. В конце 1918 года Леонард Вулли вернулся в родительский дом.

### Меж мировыми войнами (1919—1939)

#### Снова в Каркемише

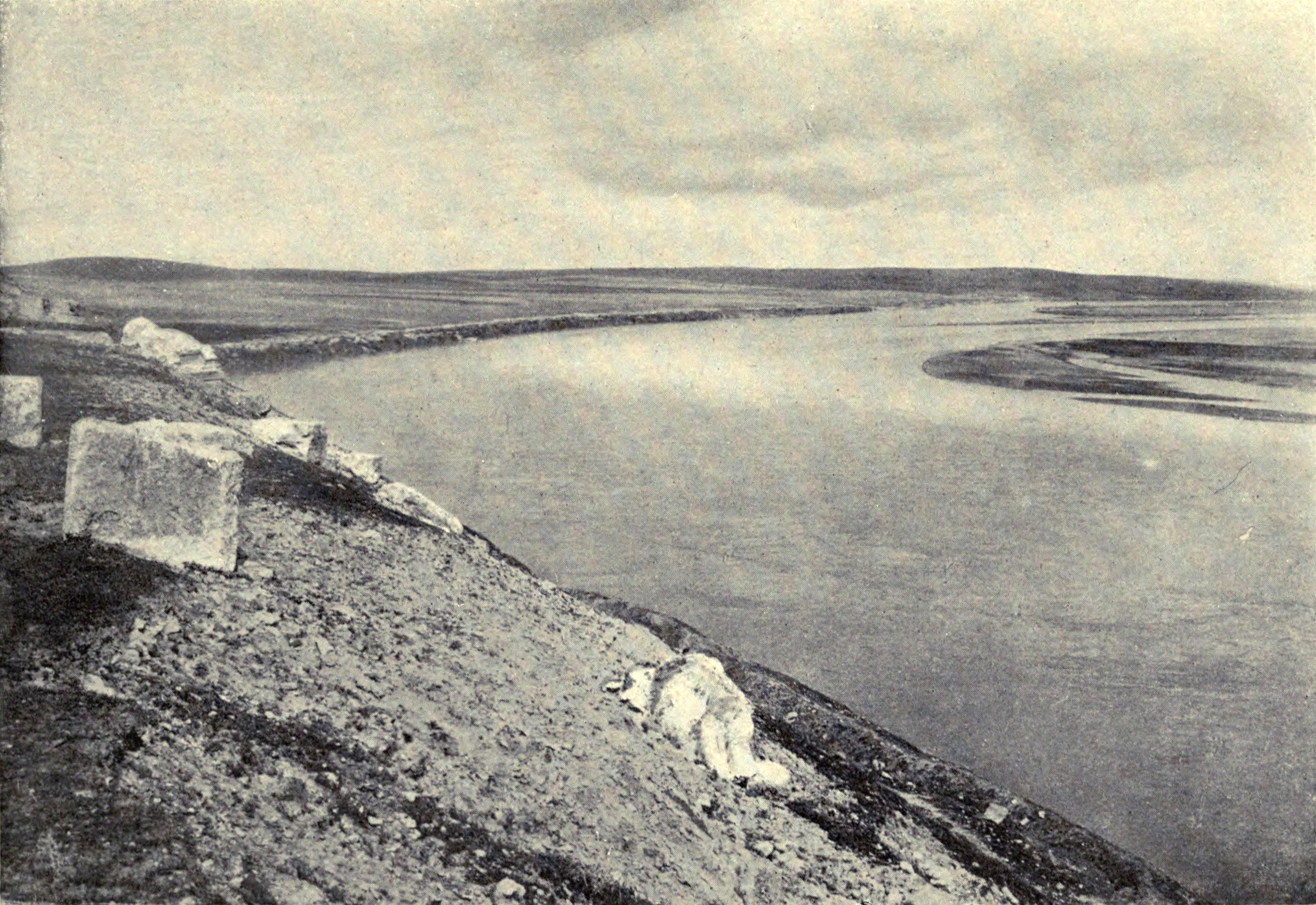
Река Евфрат с Каркемишского холма. Фото Дэвида Хогарта 1910 года

Леонарду Вулли после возвращения из лагеря был предоставлен отпуск, который тот провёл в отцовском доме в Эссексе. Вулли-старший стал вспыльчивым и почти всё своё время проводил за фортепиано. Младший брат Берти был убит во время битвы на Сомме, сестра Эдит с мужем уехали в Сомерсет. Брат Гарольд дослужился до капитана и вернулся в семинарию, полный энтузиазма стать священником. В начале 1919 года Леонарду Вулли было присвоено временное майорское звание, и он был откомандирован политическим советником в совместную англо-французскую комиссию. По инициативе французской стороны ещё в апреле 1917 года он был награждён Военным крестом. Спонсоры также желали, чтобы он продолжил раскапывать Каркемиш: сложность заключалась в том, что в силу соглашения Сайкса — Пико регион был передан Франции и оккупирован французскими войсками. По пути на раскопки Вулли купил у «чёрных копателей» бронзовую статуэтку Афины и терракотового Аполлона для Британского музея. Работы возобновились в июне 1919 года под защитой французского агента Ф. Поше, который постоянно лоббировал его интересы в штабах Алеппо и Дамаска. Майор Вулли 1 сентября получил 500 фунтов стерлингов на оплату расходов. За время войны зону раскопок охраняли Хамуди, Хаджи Вахид и Дахум, которым фонд задолжал 56 фунтов. Вулли нанял землекопов за твёрдую плату 300 пиастров в месяц, что соответствовало трём фунтам стерлингов. Работы пришлось вести в условиях партизанской войны, в октябре они встали из-за противодействия французского командования. Раздосадованный Леонард 11 ноября выехал в Каир, куда прибыл 26-го числа.
Глава Британского музея Фредерик Кеньон настаивал на продолжении раскопок. Леонард сообщил, что готов подписать контракт, действующий с 1 декабря 1919 года, но с условием своей демобилизации и повышения жалованья. Переписка с Хогартом тянулась до марта 1920 года, всё это время Вулли платили посуточно 1 фунт 10 шиллингов, а также ему полагалась компенсация в 400 фунтов стерлингов из-за общего подорожания. Зима была суровой, в Каркемише выпал снег, отношение французских оккупантов к археологам было откровенно враждебным, несколько раз начиналась стрельба. Пришлось отдельно выписывать разрешение для Хаджи Вахида ходить вооружённым, а также требовать от французской комендатуры компенсации за повреждения археологических объектов. 12 апреля 1920 года началось турецкое наступление на французские позиции, турки заявили Вулли, что не гарантируют безопасности ни ему, ни его людям, и 19 апреля раскопки окончательно прервались. Лето археолог провёл с отцом в Эссексе, продолжая вести тяжбу с военными за компенсацию погубленных скульптур Каркемиша. Общество исследований Египта предложило Вулли контракт, но он мало интересовался древностями страны пирамид, желая завершить сирийское предприятие. В «Олд Риффэмс» Вулли завершал отчёт о раскопках в Каркемише, который был ему заказан попечительским советом Британского музея, который опубликовал две части в 1914 и 1915 годах. Подготовка к публикации третьей части отчёта с переводом найденных хеттских табличек затянулась на три с половиной года. Одновременно Вулли написал свою первую популярную книгу «Мёртвые города и живые люди», которую выпустил в свет в июле 1920 года. Замысел этой книги вызревал ещё до войны, по форме это было собрание очерков, написанных в характерном для археолога юмористическом стиле. Рецензенты и публика тепло отнеслись к книге. 75-летний Джордж Герберт Вулли пожелал осенью 1920 года переселиться в Бат к дочери Эдит. Леонард, получив гонорары, жалованье, накопившееся за годы пребывания в лагере, и личную долю от гранта археолога, купил отцу дом в Бате за 2200 фунтов стерлингов на Батвик-хилл. Это было нелёгкой задачей, поскольку Герберт нуждался в просторных помещениях для домашнего музея, отапливаемой оранжерее для коллекции субтропических растений и саде, ибо привык питаться только самостоятельно выращенными овощами и фруктами. От прежнего поместья пришлось избавляться. 19 декабря 1920 года брат Гарольд был рукоположён в Соборе Ковентри, на церемонии собрались все представители семьи.
Весь 1921 год прошёл для Вулли в ожидании завершения турецко-французского конфликта. Благодаря Хогарту Леонард жил в Бейруте (новый год он тоже встречал в Ливане), где читал лекции по результатам раскопок в Каркемише. Фактически он продолжал быть агентом разведки, который был лично заинтересован в продолжении раскопок в Сирии. 24 марта 1921 года через консульство Алеппо пришло строгое письмо за личной подписью Мустафы Кемаль-паши, воспрещавшее всякие работы до перемирия. Общество исследований Египта настаивало, чтобы Вулли приезжал в Тель-Амарну и начинал работы. Археолог был вынужден согласиться, перебросив в Египет помощников, нанятых для сирийских работ. 28 декабря Вулли официально отказался от продолжения работ в Каркемише. Попечительский совет принял решение заплатить ему 100 фунтов стерлингов гонорара за вторую часть отчёта о раскопках, вышедшую во время войны.

#### Египет
С начала 1922 года Вулли стал работать в Амарне вместе с профессиональным египтологом Томасом Питом. Его основным участком раскопок стал квартал рабочих-строителей близ фараонова дворца. Первый археологический сезон был очень кратким, завершившись к середине января 1922 года. Это произошло из-за необходимости отозвать деньги из Алеппо, поскольку дом и полевой музей в Каркемише были повреждены французами и разграблены турками, а хранитель Хамуди пропал без вести. В марте 1922 года раскопки в Амарне возобновились и широко освещались в газете «Illustrated London News». Вулли уловил интерес широкого круга британских читателей и обратил внимание, что раскопанное им городище имело много сходства с английскими городами XX века, застроенными типовыми домиками представителей рабочего класса, а иероглифические документы позволяют судить о беспорядках и забастовках. Сотрудники Вулли в основном были ветеранами экспедиций Флиндерса Питри. Они открыли два микрорайона с широкими улицами и перекрёстками. Типовые дома были, на взгляд Вулли, «более роскошными, чем считается допустимым в наши дни»: четыре комнаты, просторная прихожая, зала, отдельная кухня. Дома были одноэтажными, плоская крыша предназначалась для сна в жаркий сезон. Частыми находками были ткацкие станки, каменотёсные инструменты. Привязные камни свидетельствовали, что в каждой семье был, по крайней мере, один осёл.
В мае 1922 года Вулли навсегда расстался с египтологией, поскольку получил предложение возглавить совместную экспедицию Британского музея и Музея университета Пенсильвании в Уре Халдейском.

#### Первые сезоны в Уре

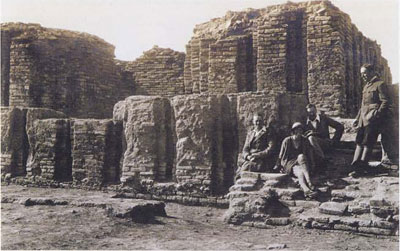
На раскопках Ура в 1924 году. В центре Кэтрин Килинг, рядом Леонард Вулли, крайний справа отец Леон Легран, эпиграфист из Пенсильванского университета

Проект совместных с англичанами раскопок Ура Халдейского предложил директор Музея университета Пенсильвании Джордж Байрон Гордон в феврале 1920 года, но его реализация затянулась из-за политической конъюнктуры. Бюджет на первый сезон был исключительно щедрым, 25 000 долларов. Местоположение Ура было известно с античности: в шести милях от русла Евфрата, в 300 км к югу от Багдада и в 160 км к северу от Басры. Доктор Холл из Пенсильванского университета в течение четырёх месяцев 1919 года проводил пробные раскопки и обнаружил руины дворца Ур-Намму. Отождествить объект позволили документы из клинописного архива на шумерском языке. 29 октября 1922 года из Басры на место прибыли Вулли и его ассистенты архитектор Ньютон и Уилл Лоуренс, младший брат Томаса Лоуренса. Куратором раскопок выступала Гертруда Белл, которая активно лоббировала создание Иракского музея и настаивала, чтобы все находки поступали в его фонды; впрочем, Вулли должен был получить право отбора материалов для музеев Лондона и Филадельфии. Для самого Леонарда было важно обратиться к области библейской археологии и древнейших письменных культур земного шара. Из Сирии доставили Хамуди в сопровождении его сыновей Яхьи и Ибрагима, которых поставили десятниками над двумястами местными копателями. В ночь с 7 на 8 ноября палаточный лагерь археологов подвергся разбойному нападению, были украдены много вещей и турецкие золотые монеты стоимостью 30 фунтов стерлингов. Вулли писал, что нападавших схватили, но ценности вернуть не удалось. После этого Лоуренс отказался от работы и уволился навсегда; взамен него требовался опытный эпиграфист со знанием шумерского и аккадского языков, им стал Сидни Смит. Вулли и Ньютон разработали проект стационарного дома для начальства с четырнадцатью комнатами и отдельными помещениями для охраны; стоимость укреплённого лагеря оценили в 150 фунтов, учитывая дармовую рабочую силу и кирпичи, взятые из древних руин. Дом был возведён за рекордные двадцать дней, и Рождество команда встречала под крышей.

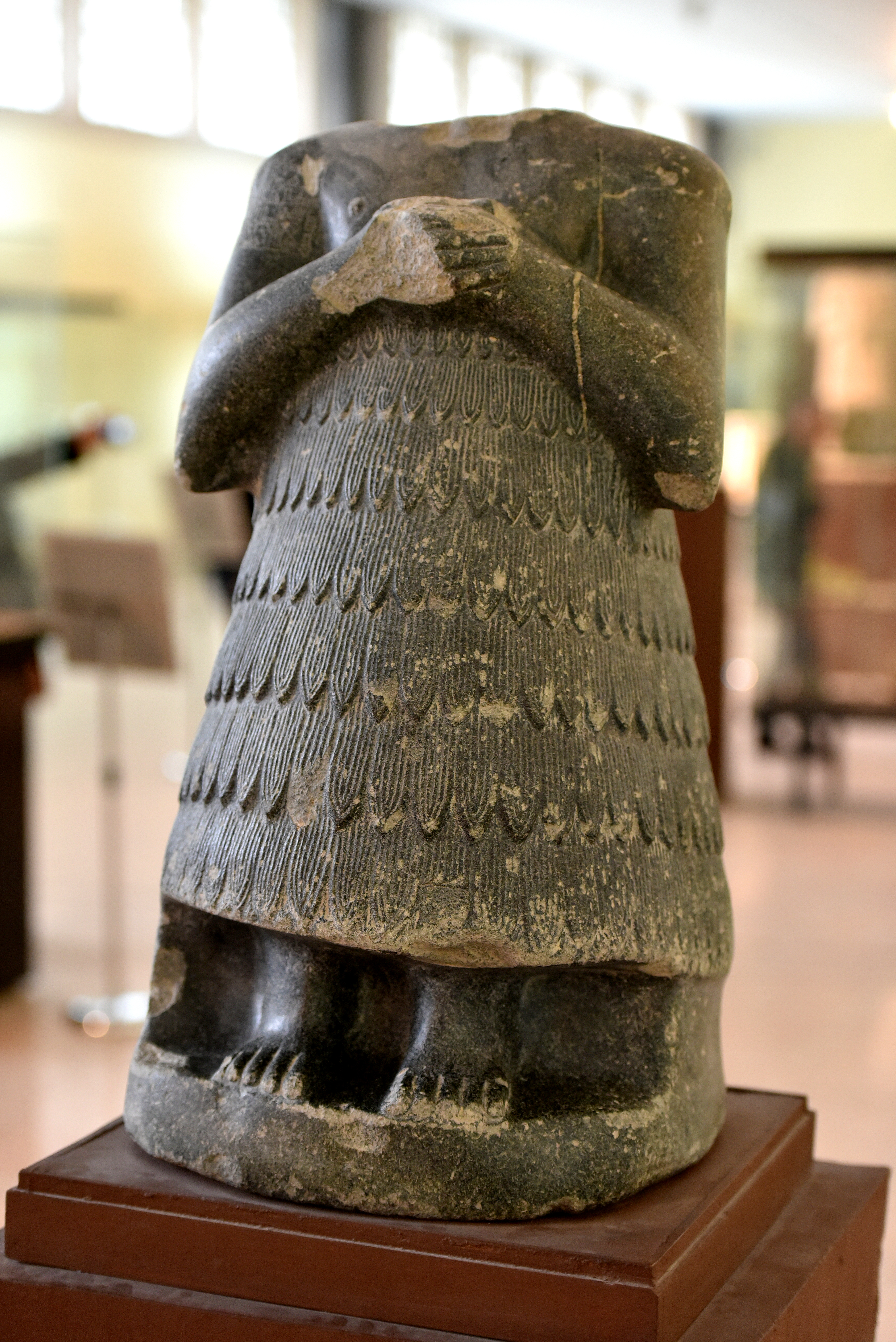
Статуя царя Энтемены из Иракского музея

Первые два сезона в Уре были посвящены раскопкам Большого зиккурата, а также выездным экспедициям в Эриду и Эль-Убейд, где Холл в 1919 году обнаружил архаическую месопотамскую культуру. Здесь Вулли нашёл каменные орудия и следы первичной цивилизации низовий Евфрата, где первые поселенцы укрепляли острова посреди болот. В феврале 1923 года прибыла Гертруда Белл, чтобы разделить находки. В долю правительства Ирака вошла безголовая диоритовая статуя царя Энаннатума (на самом деле она изображала его сына Энтемену), которая вызвала споры, поскольку Британский музей отобрал её для себя. В сезон 1923—1924 годов Вулли был готов представить публике свои гипотезы, как находки в Уре и его окрестностях позволяют подвести фактологическую базу под события, описанные в Ветхом Завете, включая постройку Вавилонской башни. Для Вулли в этом заключался элемент конкуренции с Эвансом и Картером, которые сделали сенсационные открытия на Крите и в гробнице Тутанхамона, в условиях, когда археология была модной темой. Его поддерживала Гертруда Белл, которая считала, что Вулли в буквальном смысле «творит чудеса». Она вновь инспектировала раскопки в январе и марте 1924 года. В Кише параллельно работала оксфордская экспедиция Лэнгдона, которая выяснила, что в хронологическом порядке самыми древними городами Шумера были Киш, Урук и Ур. Во всех городах находили множество свидетельств разрушительного потопа, случившегося, вероятно, до 1800 года до нашей эры.

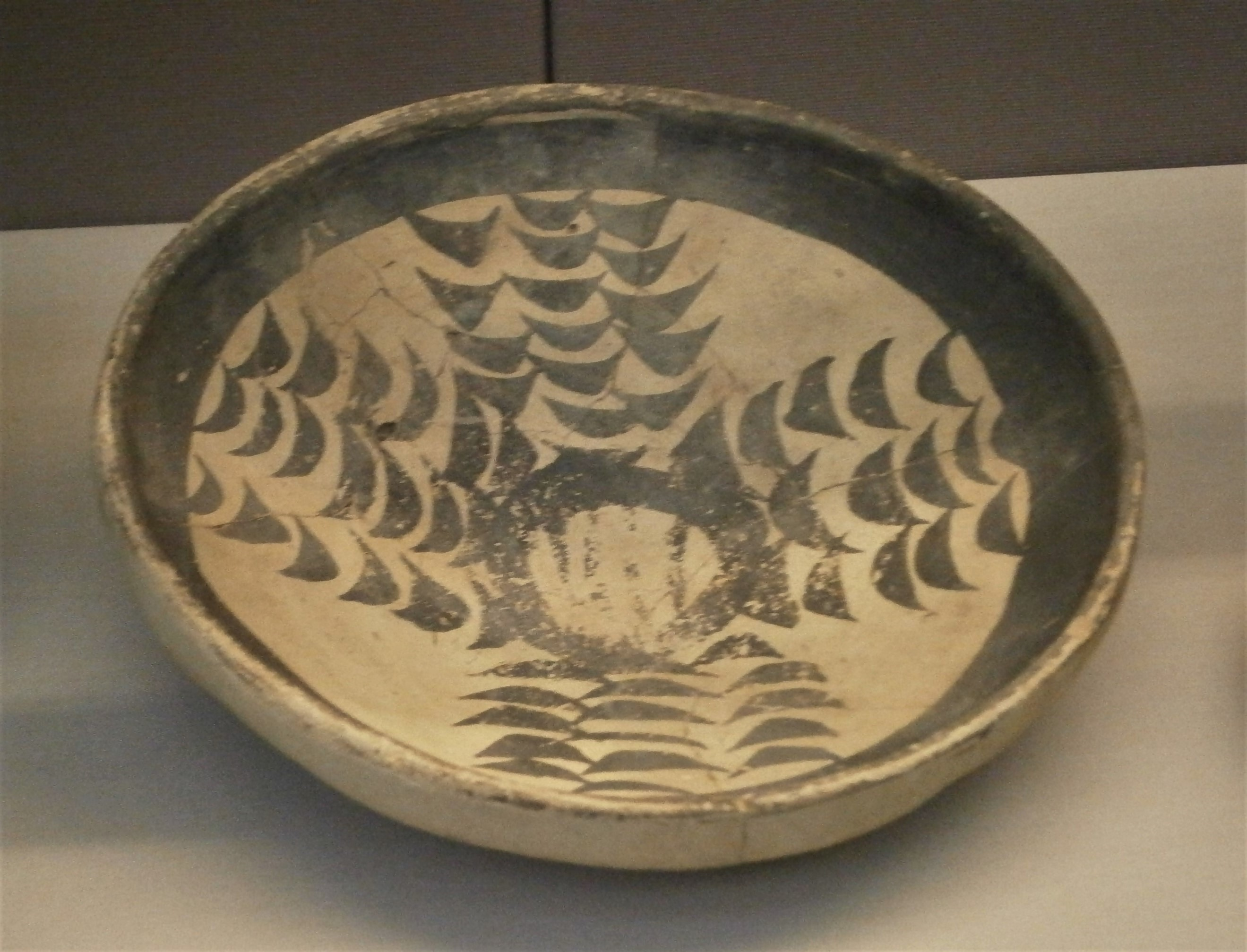
Расписная чаша позднеубейдского периода

В мае 1924 года Вулли ездил в Багдад и организовал популярную лекцию для новой арабской элиты Иракского королевства и британских чиновников наблюдательной комиссии на арабском и английском языках. Лекция была повторена 10 июля в бывшем дворце паши, где Г. Белл устроила выставку находок из Ура. По её мнению, «Вулли превзошёл сам себя», весьма довольны были и американские спонсоры. Между тем, археолога сильно раздражало, что наиболее ценные находки приходилось отдавать в Багдад, он даже пригрозил прервать раскопки. Одной из причин непримиримости Вулли был очередной конфликт из-за диоритовой статуи богини Бау. Той же весной на раскопки впервые прибыла эксцентричная вдова Кэтрин Килинг, чьи намерения были совершенно неясными. Участники команды прозвали её «Джекил и Хайд в юбке», ибо, несмотря на огромную эрудицию и утончённость, она страдала сильнейшими мигренями и почти мгновенно переходила от жизнерадостности к депрессии. Её муж — полковник-разведчик, служивший в Египте, — покончил жизнь самоубийством при странных обстоятельствах. После завершения сезона Леонард и Кэтрин вместе вернулись в Лондон. Он навещал её в доме в Бэкингемшире, но в основном жил между Британским музеем и отцовским домом в Бате, готовя серию объёмных статей по результатам раскопок, а также читал публичные лекции с демонстрацией диапозитивов. В Лондоне он познакомился со священником-ассириологом отцом Леоном Леграном, которого университет Пенсильвании с самого начала хотел прикрепить к экспедиции в качестве эпиграфиста.
Осенью 1924 года Вулли и Легран встретились в Бейруте и проехали в Каркемиш, где англичанин хотел отыскать следы пропавших коллекций, обещанных Британскому музею. Здесь они нашли телохранителя Вахида и взяли его с собой. За время их отсутствия экспедиционный дом в Уре был атакован термитами, которые сожрали рукописи отчётов о раскопках в урском городище и в Эль-Убейде. Зима 1925 года оказалась холодной, на базе не хватало дров, и Легран предложил для замены топлива битум, который использовали вместо строительного раствора в древности. В эту же зиму были найдены детали известняковой отделки большого зиккурата с надписями, из которых следовало, что он был построен при царе Ур-Намму. Осенью 1925 года команда пополнилась выпускником Нового колледжа Максом Маллованом, который стал сотрудником Вулли на долгие годы.

#### Женитьба

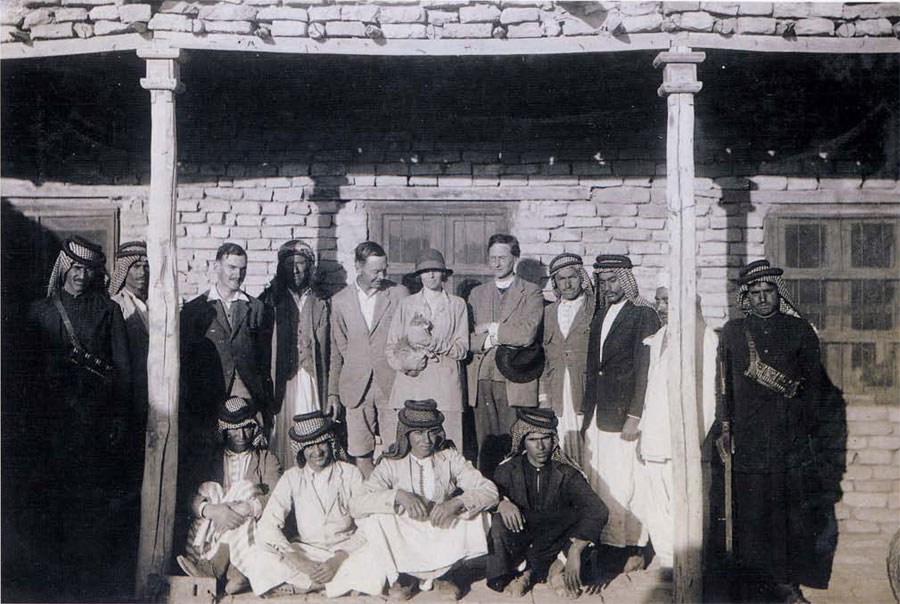
Команда Вулли на террасе экспедиционного дома. Третий слева — Макс Маллован, далее стоят Хаммуди, Леонард и Кэтрин Вулли, отец Эрик Берроуз

В раскопочный сезон 1926 года отец Легран был заменён новым американским эпиграфистом — отцом-иезуитом Эриком Берроузом. Присутствие на раскопках Кэтрин Килинг вызывало беспокойство попечителей экспедиции по обе стороны океана, опасавшихся, что в пуританском и ханжеском обществе Америки и Великобритании это повредит репутации археологов. После кончины Гертруды Белл Леонард Вулли лишился серьёзного покровителя и летом 1926 года вернулся в Лондон с намерением укрепить свои позиции в метрополии. 1920-е годы были богаты на археологические сенсации, поэтому Вулли ещё годом ранее сделал ставку на новейшие технические достижения и стал первым исследователем древности, который использовал для популяризации своей работы радиовещание. В Савой-Хилл была открыта первая радиостанция, а репутация Вулли как блестящего лектора сделала его одним из первых приглашённых в студию гостей. Его попросили подготовить серию из шести радиолекций. В основу цикла Леонард решил положить сенсационную новость об историчности пророка Авраама и даже заявил, что нашёл в Уре его дом. Интересу к Вулли способствовала редакция газеты «Таймс», в которой с 14 мая 1923 по 28 апреля 1926 регулярно печатались корреспонденции археолога.
Во время летнего отпуска Леонарда в батском доме скончался его отец Герберт Вулли. По завещанию собранная им коллекция отправлялась на аукцион, чтобы не вызывать ссор среди наследников. Большая часть уникального собрания гравюр была разрознена и продана по бросовым ценам. На личные дела оказала воздействие и политическая ситуация: Великая стачка 1926 года прервала железнодорожное сообщение, Вулли долго не мог начать организацию нового раскопочного сезона. В августе вновь всплыла тема участия миссис Килинг в урских раскопках, до начала которых оставался месяц: отчёта потребовал американский куратор. Леонард писал, что Флиндерс Питри охотно пользовался помощью добровольцев-женщин, способных к длительной кропотливой работе. Кэтрин Килинг была отличной рисовальщицей, чьи работы использовались в отчётах и корреспонденциях в прессе, тогда как в штате экспедиции не предполагалось ставки художника и этой работой пришлось бы заниматься Малловану или самому Вулли. «Я полагаю, что присутствие дамы вызывает положительный моральный эффект в отношении молодых археологов и поддерживает их тонус на должном уровне». В письме упомянуто, что миссис Килинг около сорока лет и она вдовствует уже семь лет, не собираясь выходить замуж повторно. Очередной раскопочный сезон начался 19 октября 1926 года. Оказалось, что радиолекции Вулли возымели эффект и на раскопках объявилось не только множество туристов, но и христианские паломники. Туристы были богаты: с визитами приезжали индустриальный магнат-фундаменталист из Бирмингема сэр Чарльз Марстон, бельгийский король Альберт, чилийские и японские дипломаты.
11 апреля 1927 года 46-летний Леонард Вулли обвенчался с 37-летней Кэтрин Килинг. Церемонию провёл брат Гарольд, который тогда был настоятелем церкви в деревне Монк Шерборн. Здесь собралось всё семейство Вулли, со стороны Кэтрин не было никого. Брачный контракт подписывали жена Гарольда Дженет и муж Эдит Мэтью Лакстон. Леонард, как и многие из его братьев и сестёр, к тому времени сделался закоренелым холостяком. По мнению биографа Гарри Уинстона, все женатые или замужние Вулли «демонстрировали явную неспособность к какой-либо теплоте или взаимопониманию в своих семьях». Кэтрин казалась расчётливой и одновременно легкомысленной. Макс Маллован утверждал, что у неё была «привычка автоматически очаровывать всех, кто её окружал, когда она была в настроении». Новые родственники не нравились Кэтрин и она на месте объявила, что намерена общаться с ними как можно меньше; возражений она вообще не воспринимала. Судя по имеющимся свидетельствам, брак никогда не был консумирован, а в первую брачную ночь Кэтрин заперла Леонарда в ванной комнате отеля, где они остановились. Сестра Леонарда Эдит, с которой он поделился подробностями, не надеялась на доброе будущее. В дальнейшем Кэтрин страдала сильнейшими истериками и мигренями. Уже через несколько недель они стали обсуждать развод, но на общем собрании семейства Вулли было решено, что от этого сильно пострадает профессиональная репутация Леонарда. Личные неприятности не должны были помешать раскопкам: Вулли телеграфировал Хамуди, что ему с женой требуется отдельный дом, в котором миссис Вулли должна была располагать отдельной спальней и ванной комнатой.

#### Открытие царского некрополя и следов Потопа
Сенсационные открытия в Уре последовали в шестой сезон раскопок. К тому времени сложился актив арабских копальщиков (происходивших, преимущественно, из области заречных болот), которые приобрели квалификацию и пользовались доверием научной группы. Хамуди и два его сына осуществляли строгий надзор. Вулли не уставал повторять, что его команда не является кладоискателями, им интересна история во всей её полноте. Когда были обнаружены остатки священной дороги поздневавилонского периода, сразу начались многочисленные находки керамики, бронзы, керамических и каменных бусин. Хамуди было велено выдавать премии за каждую находку, чтобы самые ценные не уплыли на чёрный рынок. Вскоре стало ясно, что археологи нашли некрополь чрезвычайно высокопоставленных особ. Найденная цилиндрическая печать относилась к временам Саргона Аккадского. Пройдя сквозь слой мусора, копальщики вскрыли захоронения I династии Ура. Были расчищены более двух тысяч могил простолюдинов, но главным «призом» оказались 16 нетронутых царских захоронений. Открытие «града Авраамова» в сезон 1927 года в СМИ заслонило чудеса Крита и Тутанхамона. Особое впечатление произвели кинжал в филигранных ножнах из золота и лазурита и шлем Мескаламдуга в виде причёски, в которых Вулли интересовали технологии и дизайн. Далее последовали находки чаши для питья, маркированной тем же титулом, что и у Гильгамеша, и множество иных изделий из гробницы Шубад, в том числе древнейшие музыкальные инструменты. Публику шокировали многочисленные человеческие жертвоприношения в царском заупокойном комплексе.

Находки из царского некрополя
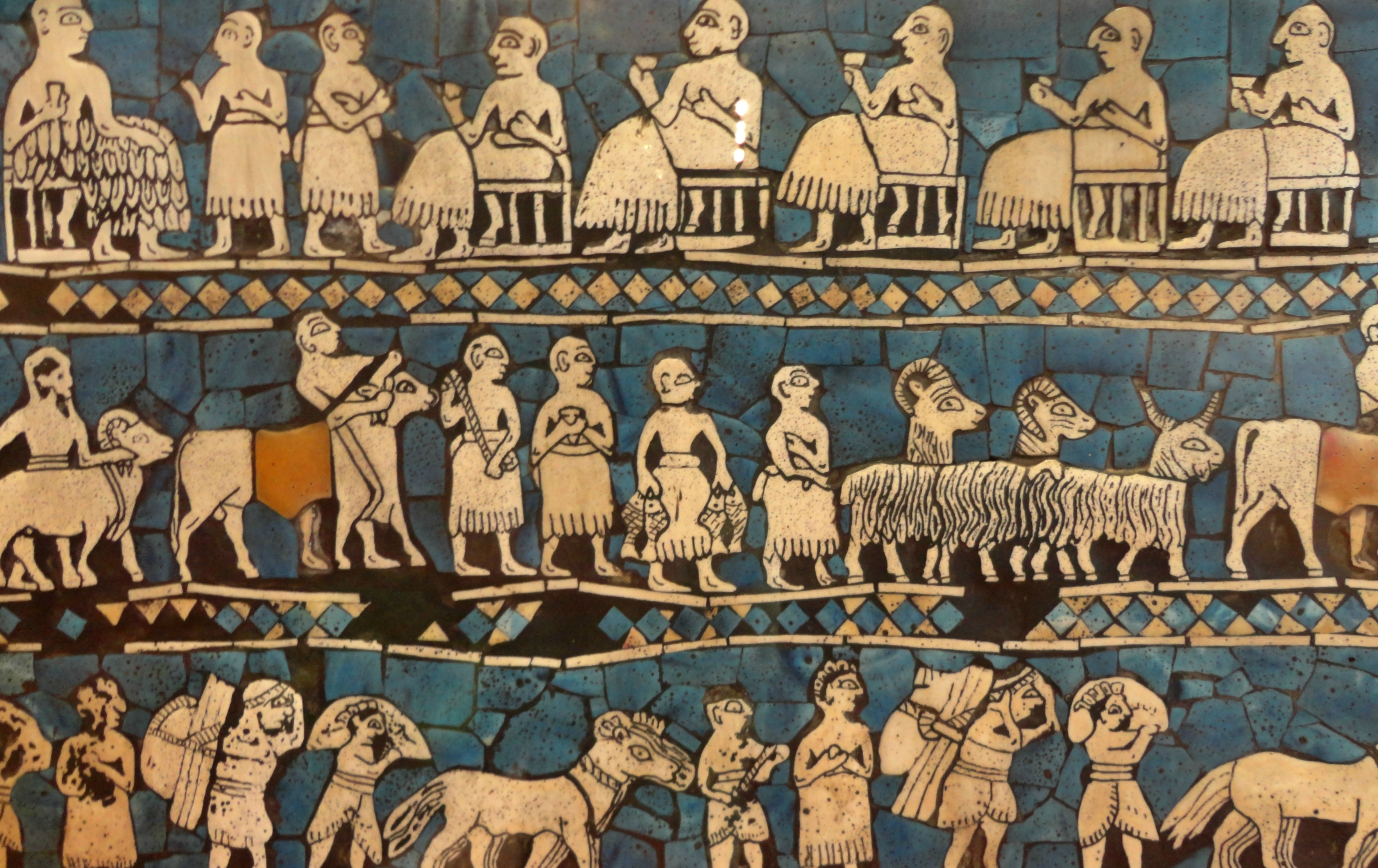
«Сторона мира» Урского штандарта
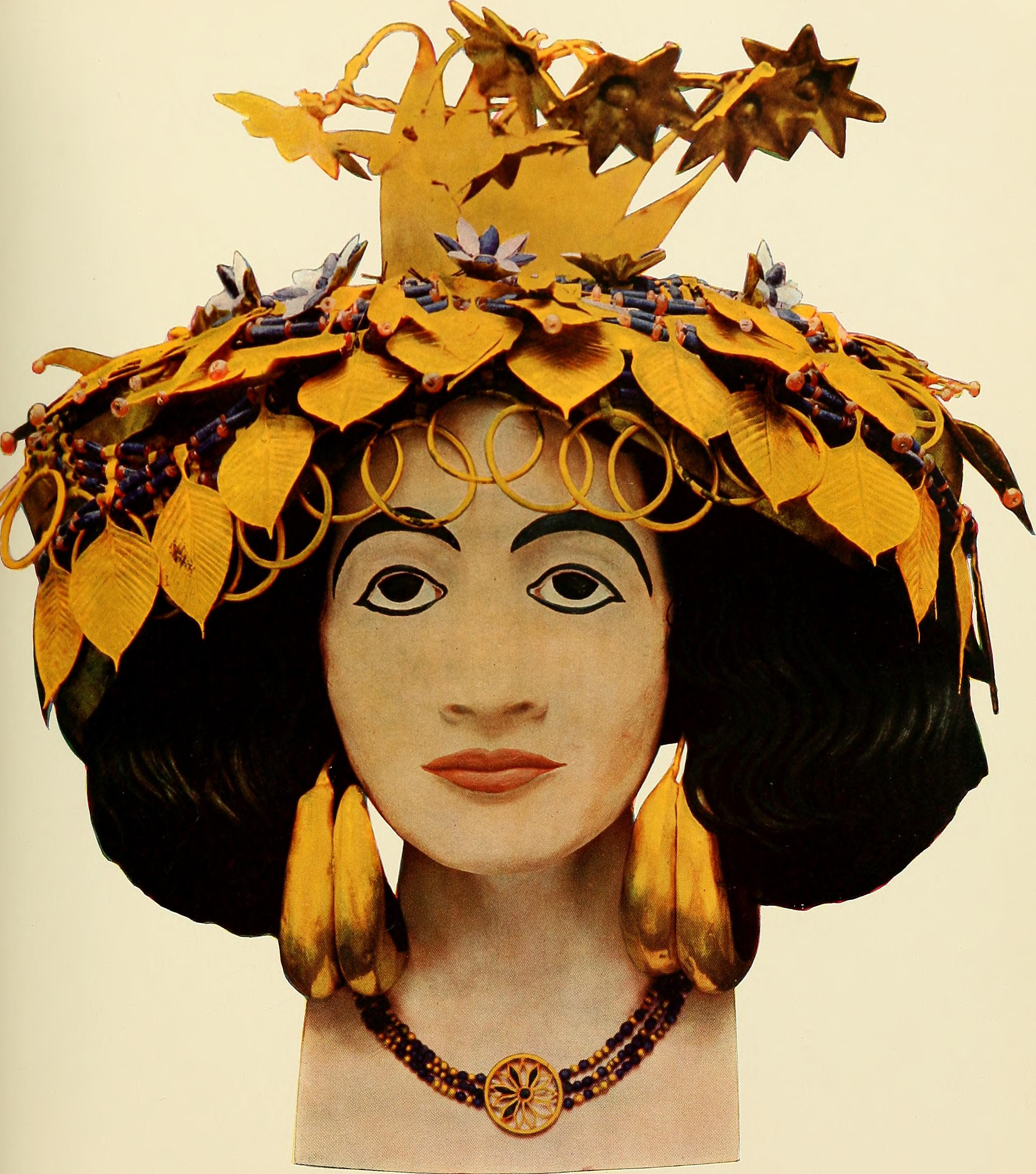
Реконструкция убора царицы Шубад, выполненная супругами Вулли
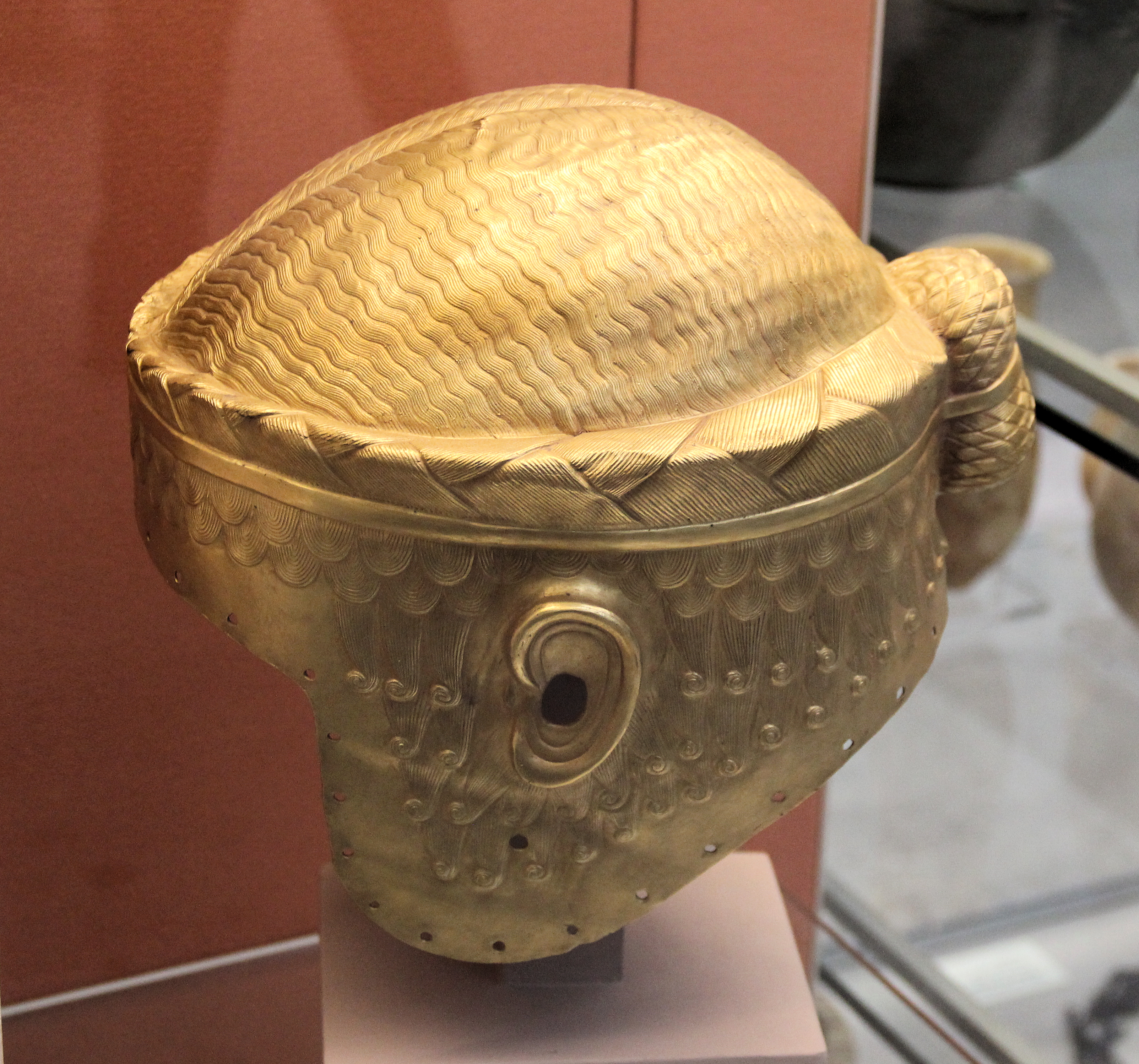
Золотой шлем Мескаламдуга
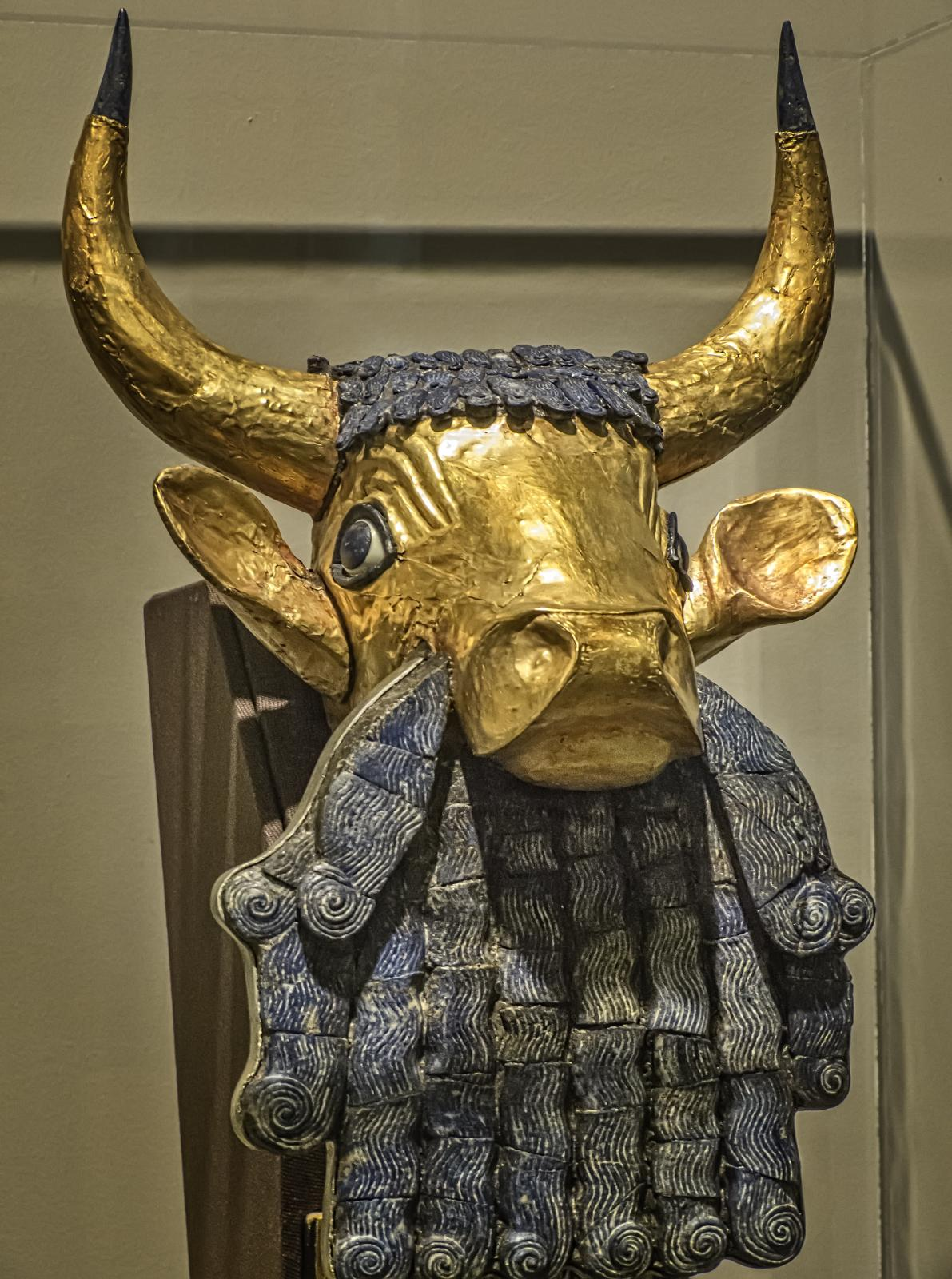
Голова быка из золота и лазурита

В 1929 году была опубликована книга «Ур халдеев», которая с последующими дополнениями и переизданиями стала одним из величайших бестселлеров на археологические темы и сделала Вулли богатым человеком. Отношения с Кэтрин продолжались, именно она стала в их тандеме ведущей стороной, которой Леонард подчинялся почти по всем деловым вопросам. Значительная часть археологических зарисовок и реконструкций принадлежала именно ей: миссис Вулли полагала, что рисование помогает ей от мигреней. Пыталась она самореализоваться и как писательница.
В сезон 1929 года Вулли попытался углубиться в культурный слой ниже уровня царского некрополя и обнаружил толстый слой наносных отложений, в котором не было следов культурной деятельности. Под наносами находились каменные орудия и расписная керамика убейдского типа. Дальнейшее археолог описывал так:

Я ещё раз спустился в шахту, осмотрел её и, пока делал записи, пришел к совершенно определённому выводу. Однако мне хотелось узнать, что скажут об этом другие. Вызвав двух участников экспедиции, я изложил им суть дела и спросил, что из этого следует. Оба стали в тупик. Подошла моя жена, и я обратился к ней с тем же вопросом.

— Ну, конечно, здесь был потоп! — ответила она не задумываясь. И это был правильный ответ.

Раскопки Ура сезона 1927 года
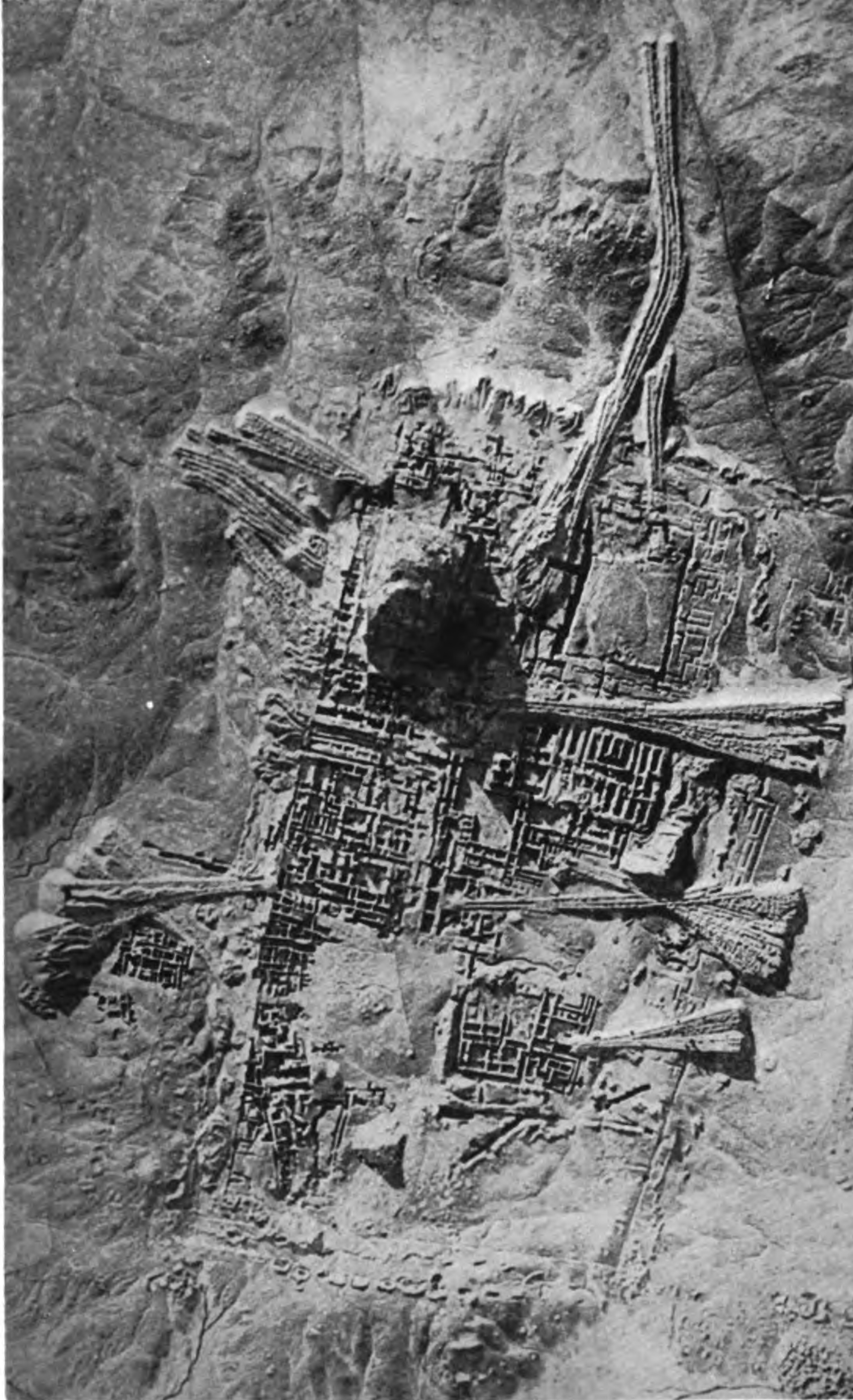
Аэрофотосъёмка раскопанной части городища
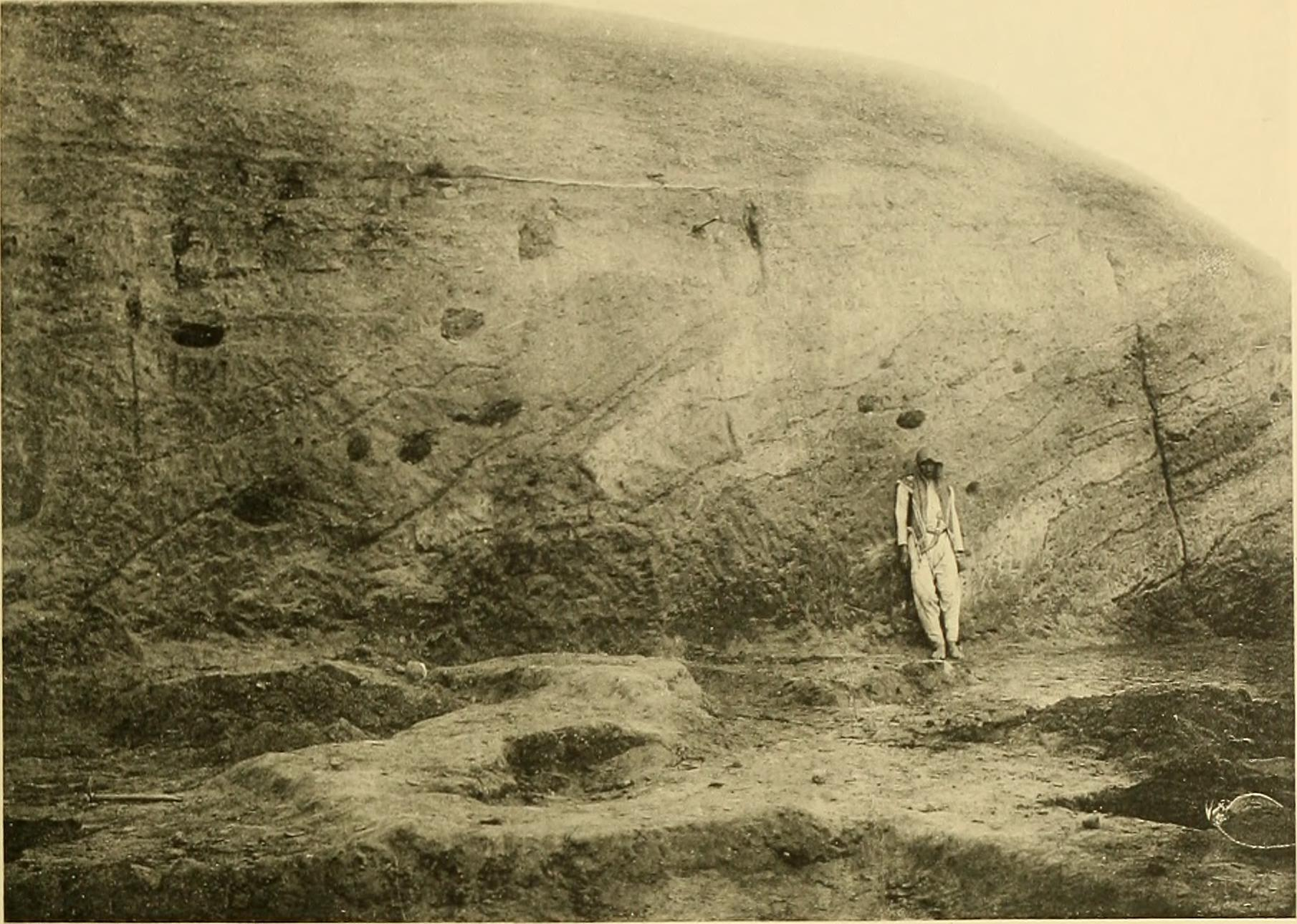
Наносы «всемирного потопа»
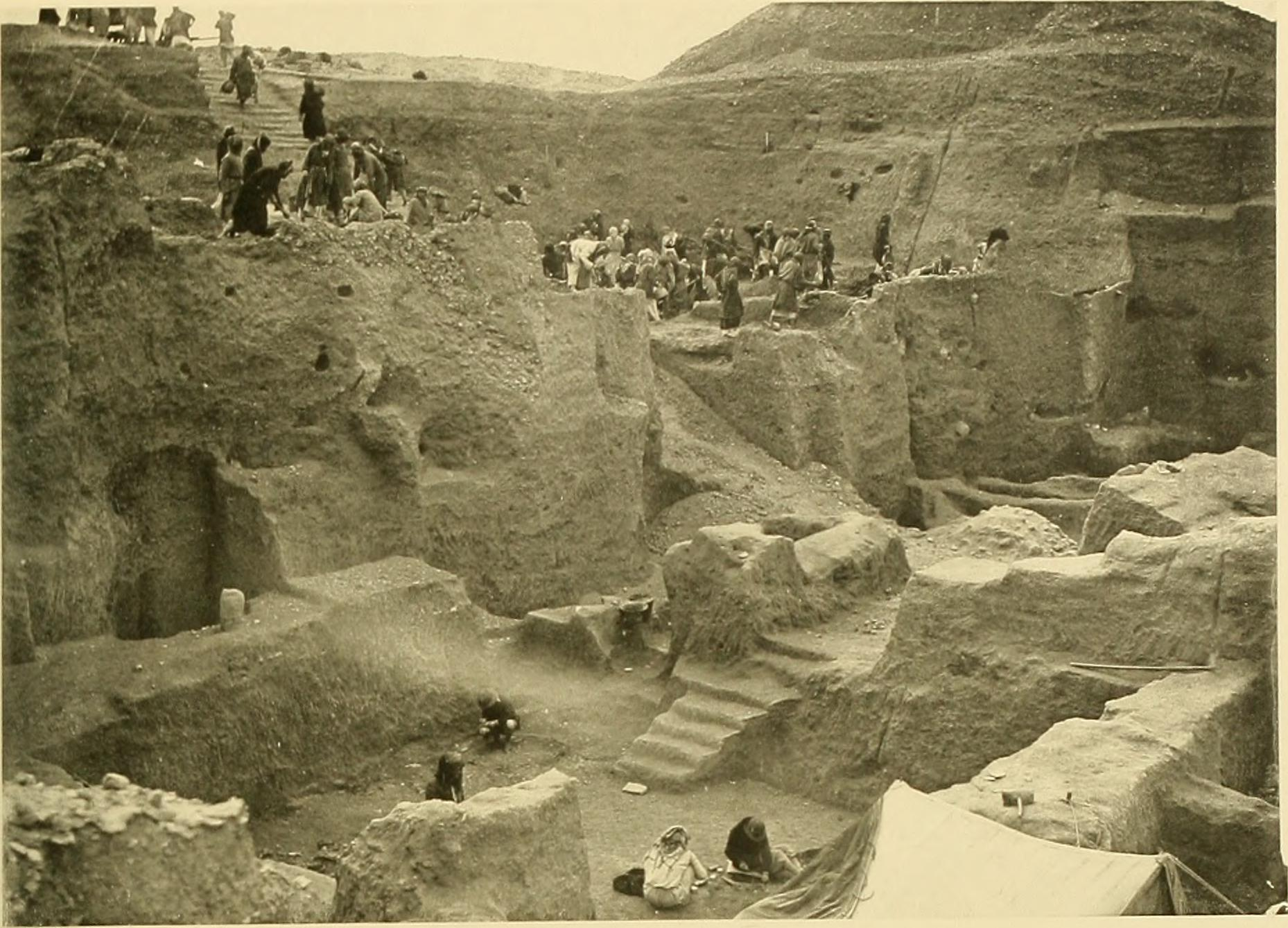
Раскопки царского некрополя
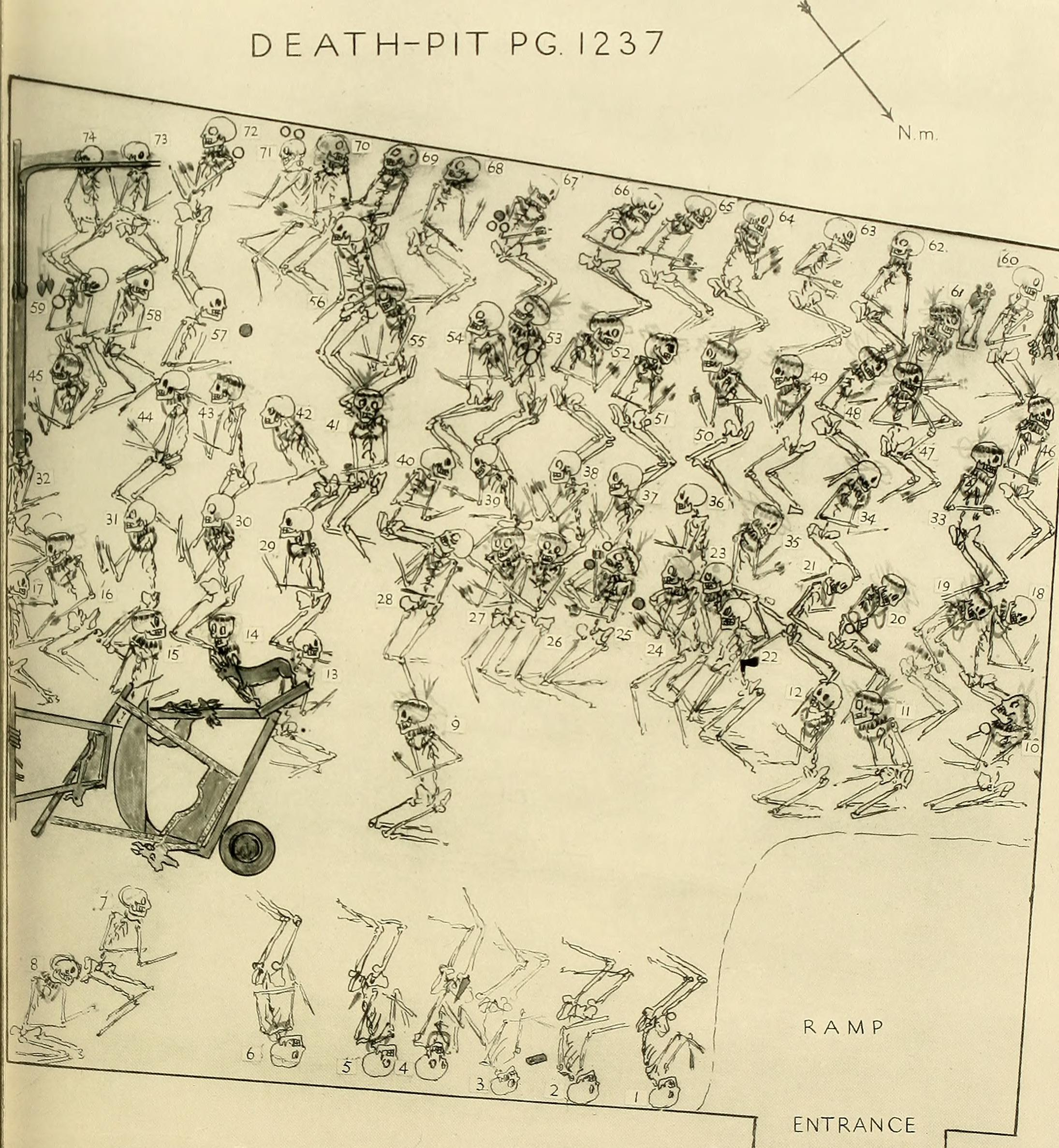
Схема захоронения человеческих жертв

#### Завершающие сезоны в Уре
После назначения на раскопки в 1930 году штатного архитектора Джона Роуза четыре сезона заняли исследования большого зиккурата. Роуз восстановил последовательность перестроек башни и реконструировал изменения в технологии кладки. Продолжались и открытия драгоценностей, в том числе фигурки барана в кустах. Вулли отлично понимал важность пропаганды своих находок, поэтому интенсивно выступал по радио, печатался в прессе и писал популярные книги. Писательство давалось ему легко и воспринималось как отдых. В начале 1928 года, направляясь на раскопки, они с Кэтрин посетили Данию, где имели большой успех. Во время летних каникул 1928 года супруги снимали дом № 41а на Честер-сквер, в Челси; Вулли был заявлен докладчиком на Конгрессе востоковедов в Оксфорде и на пути в Бейрут запланировал лекции в Швеции.
Осенью 1928 года раскопки Ура навестила уже добившаяся известности Агата Кристи, которую привлекли публикации Вулли в прессе. Сам Леонард был занят, но всё-таки писательница увидела раскопки «потопных» наносов, а сам глава экспедиции провёл экскурсию по раскопанным жилым домам. К Рождеству писательница должна была вернуться на родину, но запланировала в 1929 году вновь посетить экспедицию. После отъезда Кристи последовал четырёхдневный визит Ауреля Стейна, который сочувственно отнёсся к гипотезе о Потопе. К тому времени команда Вулли лишилась эпиграфиста, поскольку отец Берроуз был поражён гепатитом, а затем и дизентерией. Леонарду приходилось самому читать древние надписи, поскольку он на практике более или менее овладел аккадским языком. Это оказалось особенно важным после открытия царского архива III династии. В следующий сезон супруги Вулли снимали дом на Сент-Леонардс-Террас, по соседству с Агатой Кристи. Далее они опять переехали, обосновавшись до конца 1930-х годов на Эмбаркмент-Гарденс в доме № 7. После переезда Вулли был приглашён Мадридским университетом читать лекции об Уре. В 1930 году Агата Кристи приехала в Ур до конца сезона. Отношения её с Кэтрин были неровными, но нет сомнений, что её нестандартная личность не могла не привлекать писательницу как материал для новых произведений. Визит Кристи совпал с приступом аппендицита у Маллована, которого срочно прооперировали в Насирии. Кэтрин распорядилась прикрепить его к писательнице в качестве чичероне, и он возил её на руины Ниппура (также площадку Пенсильванского музея), в Багдад, Неджеф и Кербелу. После окончания весеннего сезона, оба Вулли, Кристи и Маллован вместе поехали через Грецию, где между писательницей и её гидом вспыхнул роман, завершившийся свадьбой. В дальнейшем отношения между Вулли и Маллованом расстроились, и после 1931 года археолог уволился. В 1936 году Агата Кристи выпустила в свет детективный роман «Убийство в Месопотамии», посвящённый «многочисленным друзьям-археологам», в котором Кэтрин Вулли послужила прототипом героини, погибающей от рук загадочного убийцы. Детектив был задуман по предложению Эгли Уитборна, архитектора из экспедиции Вулли. Кроме того, в образе мужа-археолога, страстно влюблённого в жертву, угадывается Леонард, а в черновых набросках плана книги даже фигурируют «супруги Вулли».

Находки в Уре 1930-х годов
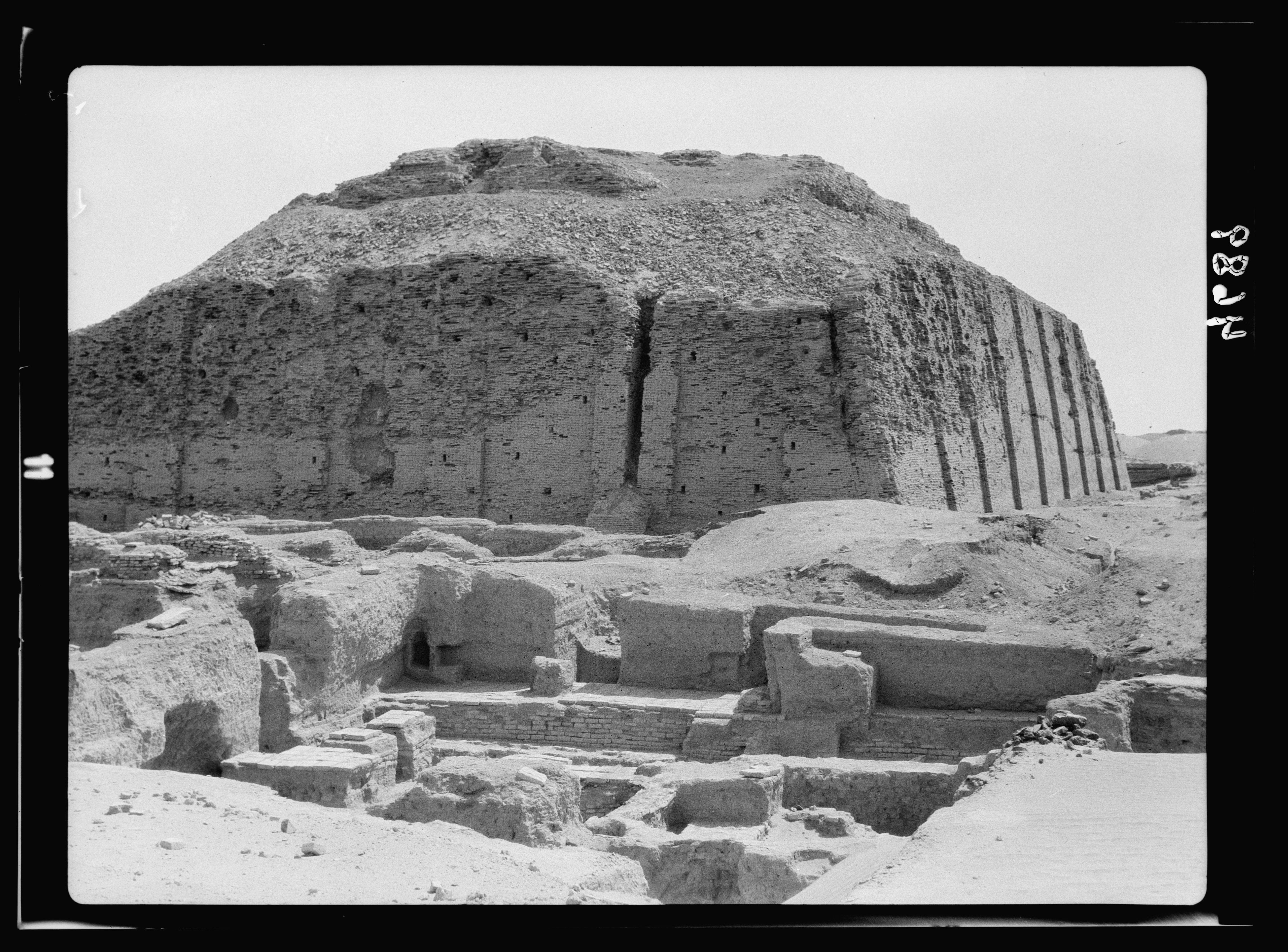
Зиккурат в Уре в 1932 году
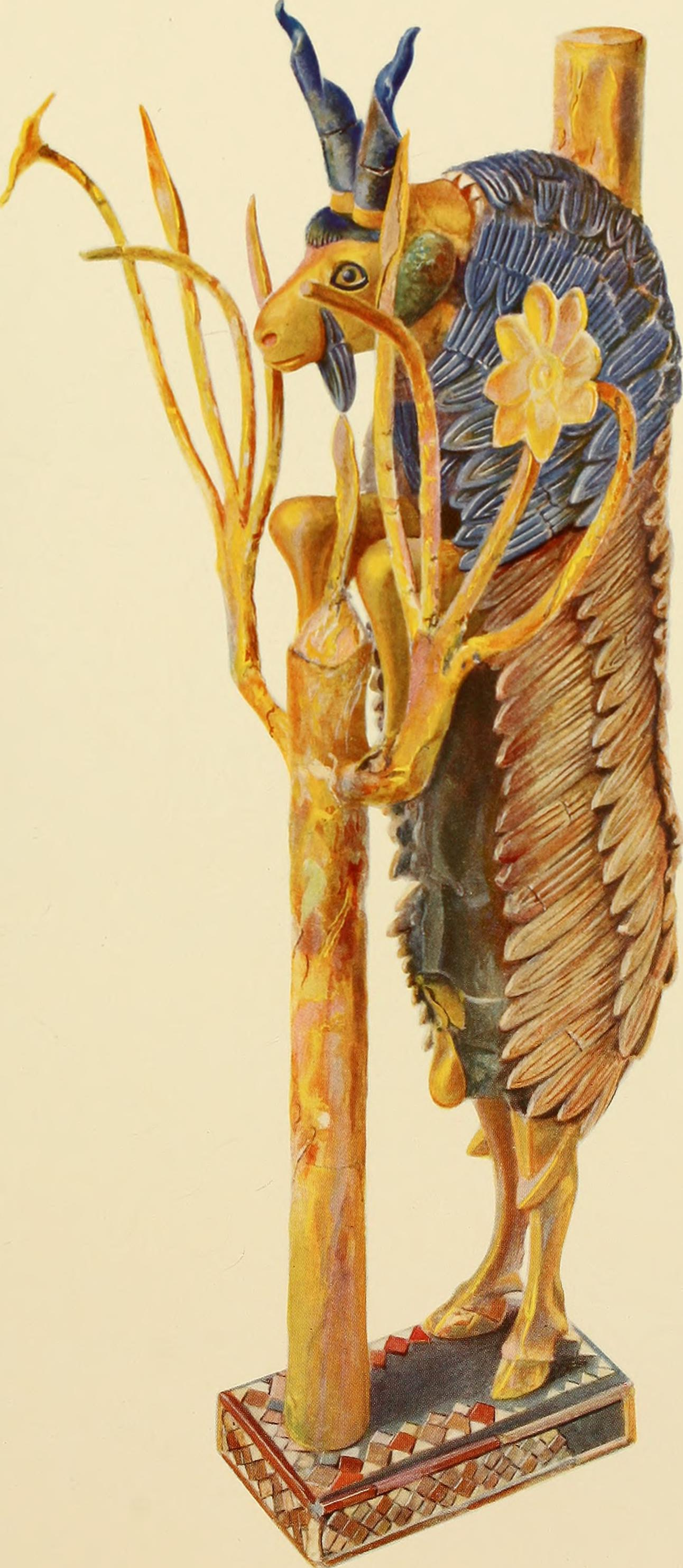
Фигурка барана из золота и лазурита
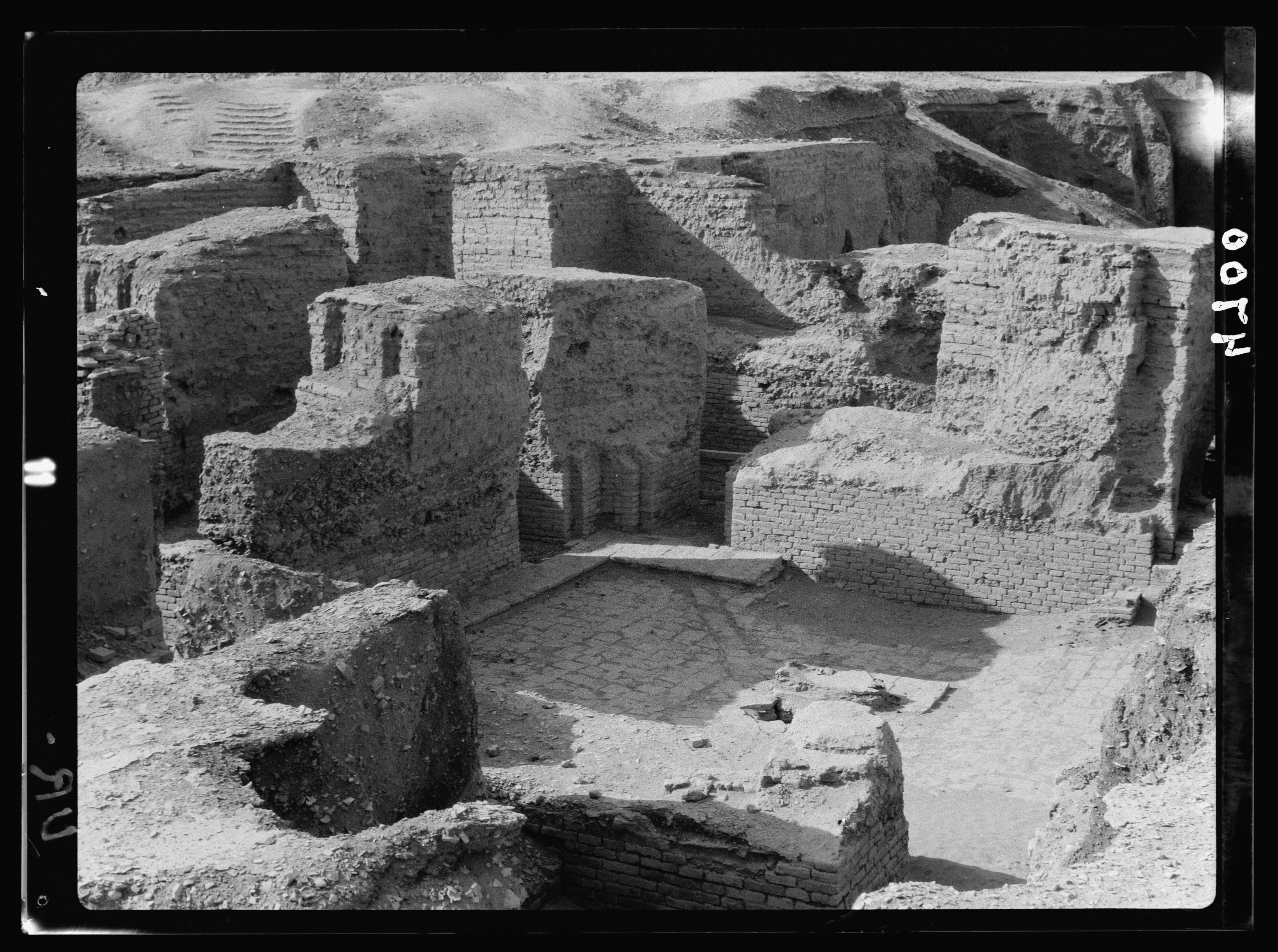
Раскопки жилых домов
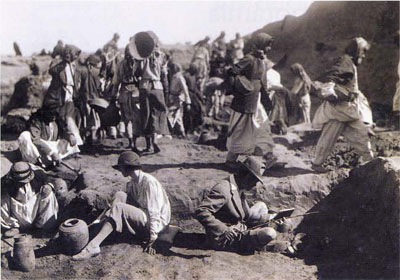
Кэтрин и Леонард Вулли на раскопе

В 1934 году Вулли начал продажу отцовского дома в Бате и отдыхал от раскопок в снятом на лето коттедже в Лечфорде, где увлёкся рыбалкой. В том же году он получил множество академических наград: университеты Дублина и Сент-Эндрюс присудили ему почётные докторские степени, Новый колледж сделал его постоянным членом, как и Королевский институт британских архитекторов, Вулли был избран в престижный литературный клуб «Атенеум». Фонд Карнеги выделил грант на публикацию серии научных отчётов о раскопках Ура, а молодой искусствовед Энтони Блант убедил Вулли дать серию лекций о шумерском искусстве в Музее Курто. В июне 1935 года Леонард Вулли был возведён в рыцарское достоинство за его археологические достижения, церемония инвеституры прошла в Букингемском дворце. Таким образом, учёного поставили в один ряд с Флиндерсом Питри и Артуром Эвансом. Статус леди усилил присущий Кэтрин снобизм. Отношения между супругами были сложными, она стремилась контролировать каждый шаг Леонарда, запрещала ему видеться с родными и даже отправить свадебный подарок крестнице — племяннице Маргарет Лакстон. Впрочем, её мать Эдит — сестра Леонарда — также была несчастлива в браке, хотя и стремилась сохранять его любой ценой. Состояние здоровья леди Вулли ухудшилось, она заметно ослабела и похудела. Наконец, Кэтрин обследовал сэр Сесил Уэйкли, хирург-консультант, старший преподаватель анатомии Королевского колледжа Лондона, мастер Объединённой Великой Ложи Англии и президент Библейской лиги, и диагностировал рассеянный склероз. Болезнь жены помогала Леонарду Вулли терпеливо сносить перепады её настроения. Смена социального статуса не изменила образа жизни Вулли, он продолжал покупать готовое платье и значительную часть заработков тратил на семьи своих братьев и сестёр.

#### Аль-Мина, Телль-Атчан и Индия

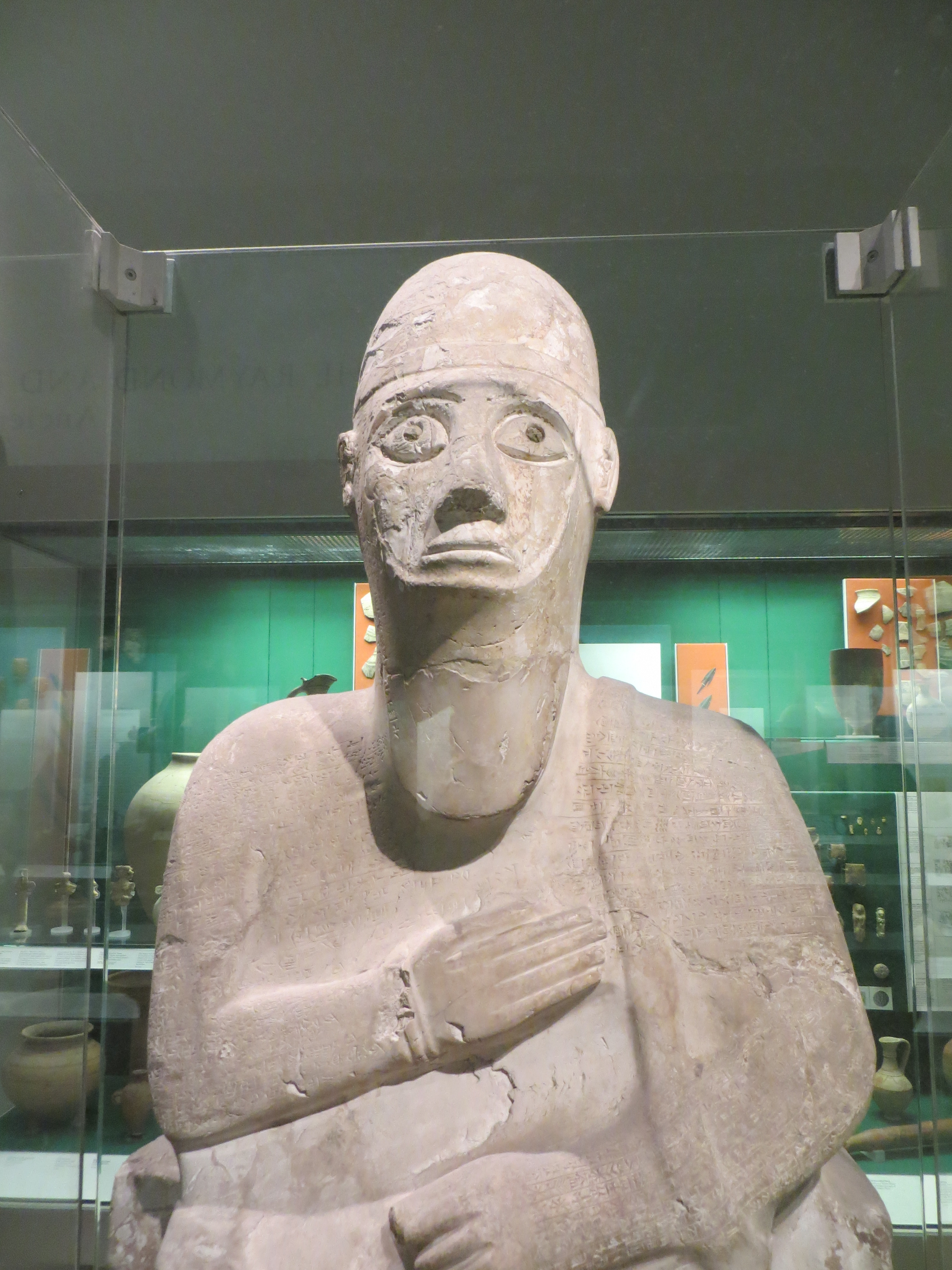
Статуя Идри-ми. Британский музей

Проект археологического исследования побережья к северу от Оронта был предложен ещё в 1934 году Флиндерсом Питри, который создал для этого фонд The Biblical Research Account. Объединённый археологический комитет Британской академии отказал ему в выделении концессии, объявив, что этот регион зарезервирован для Леонарда Вулли и Британского музея. Вулли совершил обследование побережья весной 1935 года и получил разрешение французских властей копать на подмандатной территории. Место было удобным во всех отношениях, будучи равно удалено от Алеппо, Дамаска и Бейрута, где Кэтрин могла получать все блага цивилизации и найти подходящую компанию богатых американцев и европейцев. Вулли не рассчитывал на сенсационные находки, собираясь раскрыть важный для истории бронзового века «перекрёсток» культур и торговых путей. Он выбрал два участка на северо-западе Сирии: Аль-Мину и Телль-Атчан. В его команде, кроме Кэтрин, участвовали Э. Лейн (музей Виктории и Альберта) и Э. Готт (участник последнего сезона в Уре). Главным спонсором оказался начальник военного штаба в Каире Нил Малкольм, то есть экспедиция носила политические цели. Десятником служил бессменный Хамуди, хотя он заметно постарел и потерял былую лёгкость на подъём. Вулли рационально подошёл к выбору места раскопок: его интересовали курганы, изобилующие битой керамикой. Тель-Атчан располагался на главной магистрали между Алеппо и Средиземным морем. Аль-Мина интересовала его из-за записи Геродотом мифа об Амфилохе, построившим город в Сирии. Начавшиеся пробные раскопки выявили как минимум десять сменявших друг друга культурных слоёв, восходящих, вероятно, к микенской эпохе. Через месяц была опубликована обзорная статья в «The Times», одновременно Вулли отправил длинное письмо-отчёт Артуру Эвансу. Из него следовало, что в акрополе раскопанного поселения сохранилась только керамика IX—IV веков до н. э., однако в Телль-Атчане всего за три дня разведки была найдена керамическая голова быка хеттского или минойского типа, а также бронзовый меч с полулунной рукоятью. Найденные эпиграфические памятники пересылались Сидни Смиту в Британский музей, он же почти сразу определил, что древний город именовался Алалахом. Важнейшей находкой стала «автобиографическая» статуя с надписью, из которой следовало, что изображён был царь Идри-ми.
Лето 1936 и 1937 годов супруги Вулли проводили в Англии. Их соседом был Нил Малькольм, который в отставке сделался успешным бизнесменом и стал одним из самых щедрых частных спонсоров археолога. Он регулярно приглашал Вулли в свой рыбацкий коттедж в Уилтшире, вдобавок, он мог находить общий язык с Кэтрин в любом настроении. Другой сосед — коллекционер Джордж Эвморфопулос — впервые побывал в Уре в 1929 году и также был исключительно щедр к Вулли. Их общим с Леонардом другом стал Энтони Блант. В социальной жизни археологов и искусствоведов Челси немалую роль играла и Фрейя Старк. В августе 1936 года ухудшилось состояние здоровья Кэтрин Вулли, она даже временно удалилась в дом сестринского ухода «Куинсгейт», где лечилась от болей в пальцах ноги; пневмония, которой она страдала, судя по свидетельству Фрейи Старк, беспокоила её значительно меньше.
Сезон 1938 года принёс многочисленные эпиграфические находки, в том числе 20 глиняных клинописных табличек; они происходили из обширного дворца. Далее Вулли оказался на перепутье. Ещё в 1937 году правительство Британской Индии пожелало видеть его на должности инспектора Археологической службы. 15 июня 1938 года в прессе упоминалось, что археолог принял приглашение вице-короля лорда Линлитгоу. Речь шла о генеральной инспекции перспективных мест раскопок, которые могли бы принести сенсационные результаты, а также оценке деятельности индийских университетов и уровня подготовки специалистов. Газета «Таймс» написала об отъезде Леонарда и Кэтрин в Индию 26 октября. Инспекция продлилась три месяца, в основном охватывая территории между Карачи и Лахором, с визитом на самолёте на тибетскую границу. Основными проводниками и гидами Вулли были первооткрыватели Индской цивилизации Ракхал Дас Банерджи и бывший генеральный директор Археологической службы Джон Маршалл. Результаты инспекции были неутешительны: не существовало средств и возможностей резко увеличить финансирование раскопок и реставрационных работ в огромной стране.

### Вторая мировая война (1939—1945)
С февраля по июнь 1939 года Вулли продолжил раскопки в Телль-Атчане, отправив в Лондон множество найденных глиняных табличек. Летом археолог успел подготовить первую часть отчёта о раскопках в Алалахе и подготовил ряд популярных публикаций. Был завершён и отчёт по состоянию индийской археологии. Конференция Индийского общества по докладу госсекретаря Индии лорда Шетланда, поддержанного вице-королём, объявила, что главой Археологической службы Индии должен стать археолог с мировым именем. Лучшей кандидатуры, чем у Вулли, не существовало. Репортаж об этом занял целый разворот «Таймс» от 13 июля. Вулли высоко оценил имевшиеся достижения, но при этом указывал, что хотя археология Индии страдает от нехватки средств, резкие финансовые вливания принесут только вред, поскольку в Археологической службе отсутствуют подготовленные специалисты. Иными словами, нужно было начинать с изменения структуры управления раскопками и подготовки археологов. В Индии возникла сильная оппозиция, которая пригласила для отповеди Ауреля Стейна, но дискуссия не успела развернуться в полную силу.

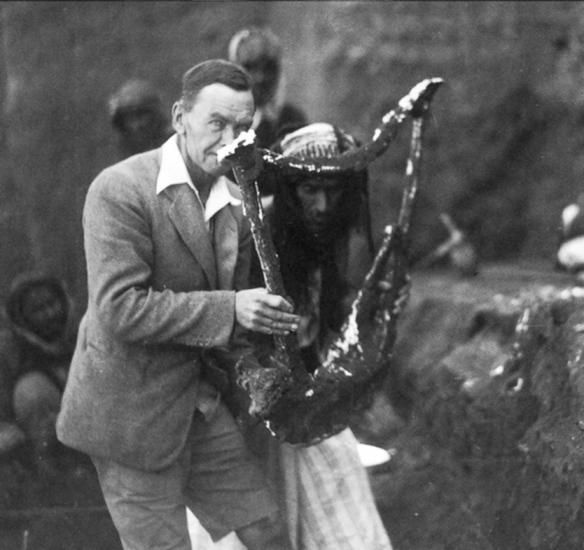
Леонард Вулли с раскопанной царской арфой в руках

4 сентября 1939 года Леонард Вулли был призван на военную службу в чине капитана и причислен к разведотделу военного министерства. Вулли возглавил консультативный отдел по Ближнему Востоку и был обязан вести дневник, где фиксировал и комментировал все значимые события в этом регионе. В основном он писал секретные отчёты о стратегии ближневосточных правительств, особенно турецкого и арабских. В декабре он прочитал лекцию в Королевском обществе искусств, посвящённую искусству Индии. Находясь в Лондоне, он не был оторван и от научной жизни: в 1942 году Королевский институт антропологии присудил ему Медаль Гексли и даровал право прочитать лекцию на тему открытия Угарита. После смены руководства Британской секретной службы Энтони Блант (который только что выпустил книгу о графике Пуссена) обратил внимание Вулли на то, что богатейшим художественным собраниям Европы угрожает гибель во время войны с нацизмом. Именно Блант порекомендовал археолога руководству разведки как крупного специалиста по спасению художественных ценностей. Вулли перевели во вновь созданное управление по связям с общественностью под контролем сэра Джеймса Григга, причислили к Объединённому штабу и дали временное звание майора. Основной его задачей стало составление картотеки памятников и коллекций изобразительного искусства с целью скорейшей оценки ущерба, нанесённого войной. В 1942 году Вулли по личному распоряжению Черчилля перевели в Управление по гражданским делам. При помощи британских и зарубежных коллег (и непременном участии Кэтрин) Вулли составил список важнейших сокровищ искусства с указанием места их хранения, факта кражи или повреждения. После того, как к этому проекту подключился Гарвардский университет, в реестр были добавлены архивы. В октябре 1943 года Вулли был повышен до подполковника и назначен советником по археологии в Управлении по гражданским делам. По распоряжению Черчилля ему предоставили престижное жильё на Парк-лейн. Вулли работал фактически в одиночку, поскольку ему были даны полномочия самостоятельно привлекать музейных кураторов, археологов, искусствоведов — с запретом обращаться к торговцам антиквариатом и женщинам. В общей сложности он мобилизовал сорок человек из крупнейших музеев Лондона и Оксфорда, а также Британских археологических школ в Риме и Афинах. Все кандидаты владели языками изучаемой страны, обладали высокой квалификацией и при этом были годны для секретных поручений.
В марте 1944 года Вулли был переподчинён Группе по памятникам, изящным искусствам и архивам под председательством сэра Роберта Абди, который был представителем в Верховной ставке европейского фронта союзников. В апреле Вулли был формально подчинён резерву командования Королевских ВВС. Армейским командирам всех уровней была спущена инструкция о необходимости защиты памятников и произведений искусства, все спорные ситуации следовало разрешать через офис Леонарда Вулли. Сам он особенно заботился, чтобы подготовленные им люди участвовали в поисках тайников и укрытий, куда нацисты прятали похищенные и вывезенные произведения искусства. Вскоре его назначили ответственным за работу с американским командованием. Вулли очень хотел перевести в свой отдел Бланта, но ему предоставили майора Эллиса Уотерхауса, также выпускника Нового колледжа, который полностью оправдал надежды. Кэтрин Вулли, несмотря на обычные для неё мигрени и перепады настроения, во всём помогала мужу и каждый день работала секретарём в его офисе (на неформальной основе), несмотря на то, что к лету 1945 года испытывала сильнейшие боли. К осени пришлось нанять ей сиделку. В ноябре её состояние резко ухудшилось, она задыхалась, но упорно отказывалась от госпитализации. Вечером 7 ноября 1945 года 58-летняя Кэтрин заявила, что умрёт этой ночью. Леонард принял это за её обыкновенный каприз. Наутро он обнаружил её мёртвой, лежащей в спокойной позе и с умиротворённым выражением. Вскрытие проводил доктор Уэйкли, который поставил диагноз «бронхопневмония на фоне сердечной недостаточности и рассеянного склероза». Кэтрин Вулли была похоронена в деревне Бишопторп в Йоркшире, при этом присутствовали сам Леонард Вулли и её единственная подруга Маргарет Смит. Попрощаться приходили и Маллован с Агатой Кристи. Вулли, несмотря на нелёгкий брак, искренне скорбел и сокрушался, что лишился «вдохновляющей помощницы». После смерти Кэтрин Вулли осталось состояние в 41 996 фунтов стерлингов (в основном, доставшееся от первого мужа), из которых 8000 она завещала Сомервильскому колледжу на учреждение стипендии имени Кэтрин и Леонарда Вулли для поддержки археологов-ближневосточников. Весь свой личный архив она приказала уничтожить, что и было сделано.

### Последние десятилетия (1946—1960)

#### Последние раскопки в Телль-Атчане

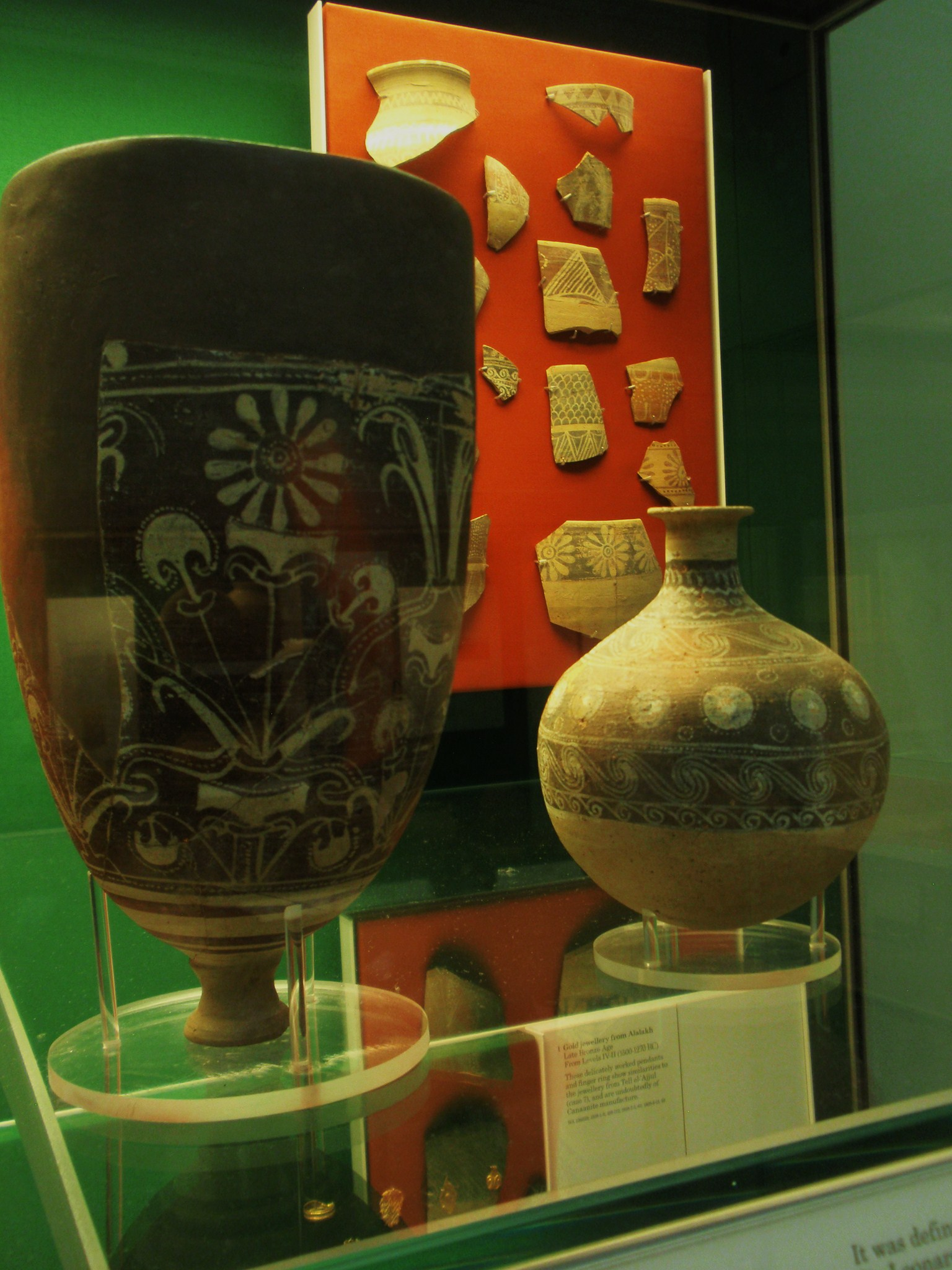
Керамика из Алалаха в экспозиции Британского музея

Ещё будучи на военной службе, в феврале 1945 года Леонард Вулли был избран членом Королевского географического общества (КГО), в котором 8 января 1946 года прочитал лекцию о взаимодействии географических и археологических методов при исследовании древних торговых путей. В качестве примера он приводил свои раскопки на Оронте. На следующий день он сделал запрос непременному секретарю Королевского географического общества о финансировании из средств КГО нового сезона раскопок в Телль-Атчане, оценив бюджет в 4000 фунтов стерлингов. В январе 1946 года он был командирован военными властями в оккупированную Германию, главным образом, для оценки потерь музеев Берлина и последствий бомбардировки Дрездена. 14 февраля его отправили в Северную Африку и Турцию, во-первых, оценить потери античных памятников Ливии, во-вторых, наладить связи с новым турецким руководством. Территория его довоенных раскопок отошла Турецкой республике, что придавало работе Вулли дополнительный стимул. 29 апреля 1946 года его демобилизовали с сохранением почётного звания подполковника. Вулли выставил на продажу дом в Челси, который во время войны сдавался в аренду, а летом 1946 года объехал графство Кент в поисках постоянной резиденции. Наследство Кэтрин и имевшиеся средства позволяли не экономить. Он выбрал коттедж в усадьбе Вортен-Милл в двух милях от Ашфорда. Здесь было достаточно просторно, чтобы разместить библиотеку из 2000 томов и коллекцию живописи и археологических предметов и скульптур. Домашними делами у Вулли занимались молодые супруги Уотерс, которые половину дня работали у приходского священника Чемберлена. По мнению Г. Уинстона, одной из причин покупки этого дома стала супруга священника, тридцатилетняя Лилиан Чемберлен, которая манерой поведения и эксцентричностью напоминала Кэтрин. Их роман не остался незамеченным в деревне, причём Вулли сравнивали с «птицей, вырвавшейся из клетки». Впрочем, в феврале 1947 года начинался раскопочный сезон, и они временно расстались.
Через Стамбул и Алеппо Вулли добрался до места своих раскопок. Раскопочная команда полностью обновилась: главным помощником стал географ Уильям Брайс, были присланы турецкие археологи Бахадыр Алкым, Тахсин Озгуч и Ахмет Донмез, десятниками служили сыновья Хамуди — Яхья и Алави. Особенностью сезона 1947 года стала стеснённость в средствах: разведка более не была заинтересована в этом регионе, КГО и Британский музей не располагали фондами, а прежние спонсоры умерли до или во время войны. К удивлению самого Вулли, ему удалось получить бюджетное финансирование от государства на 1948—1949 годы. Самыми важными открытиями следующего сезона стали находки керамики позднего неолита и раннего бронзового века, подтверждающие оживлённые торговые связи левантийского региона с Палестиной, курдскими землями и Кавказом. Аналогичная керамика около 2000 года до н. э. появлялась и в царских гробницах хеттов. Становилось возможным выстроить картину ранних миграций из Месопотамии в Сирию и предложить правдоподобную гипотезу происхождения хеттов, а также заполнить пробелы в хронологии между энеолитическими поселениями Телль-Эш-Шейха и бронзовым веком Атчаны.
Как обычно, Вулли рекламировал свои достижения в прессе и в 1947 году разместил в «Illustrated London News» материал о «затерянном граде Алалахе» и его царе Ярим-Лиме. В общей сложности было пройдено 17 археологических слоёв. Наиболее важными с точки зрения археологии стали находки сезона 1949 года: дворцовый и храмовый клинописные архивы, относящиеся к правлению трёх царей, открывающие большой простор для реконструкций, в том числе внешней политики XVIII века до н. э.

#### Леонард Вулли на покое

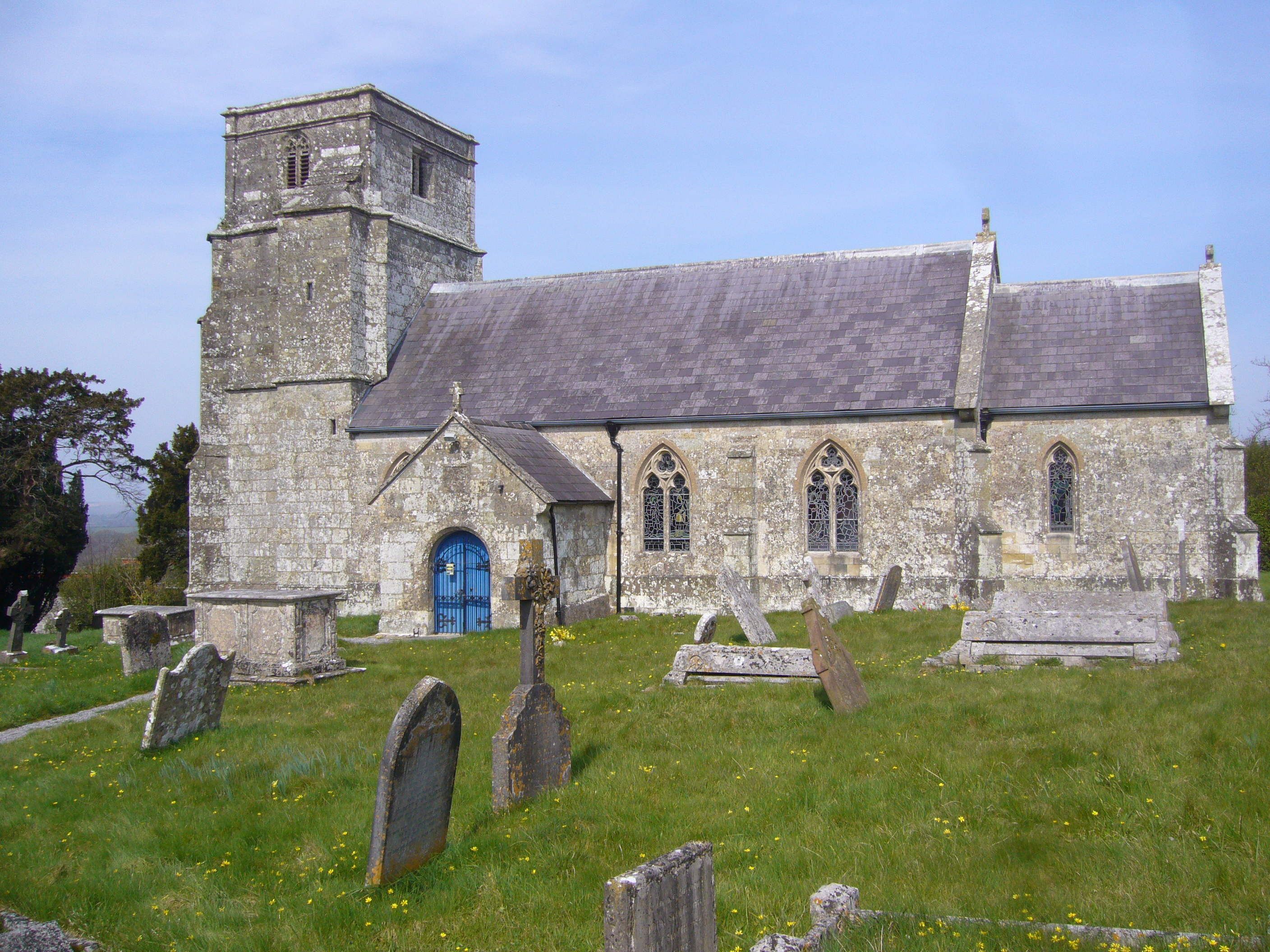
Церковь Сент-Кэтрин в Сэджхилле. Фото 2014 года

После возвращения Леонарда в Вортен-Милл Лилиан Чемберлен разошлась с мужем и обосновалась в доме Вулли. Оба оказались равнодушны к общественному мнению. 17 декабря 1947 года преподобный Чемберлен подал в суд, где было подтверждено прелюбодеяние его жены с археологом, который должен был заплатить штраф. 68-летний Леонард ввёл Лилиан в круг своих знакомых и напоминал «влюблённого юнца». Однако эти отношения вызвали интерес прессы; брат-священник Гарольд просил не разрушать семьи сослуживца, сестра Эдит также призывала к соблюдению приличий. Леонард и Лилиан купили усадьбу Нью-Холл в Суссексе, взяв с собой Уотерсов в качестве прислуги. Проблема заключалась в том, что прибывший на каникулы сын Лилиан, обучавшийся тогда в Дартмутском военно-морском колледже, привёз с собой старшего наставника, и образовался ménage à trois. Скандальная связь закончилась тем, что Вулли пришлось откупаться от миссис Чемберлен, приобрести ей с любовником дом и обеспечить ренту на всю оставшуюся жизнь. Себе он оставил средства, достаточные, чтобы дожить до 80-летия. На новый, 1948 год, Вулли купил елизаветинский Сэджхилл-Манор близ Шефтсбери, куда перевёз заботившихся о нём Уотерсов.
В 1949 году Вулли был приглашён в Сомервиль-колледж прочитать лекцию памяти Арчибальда Сайса, которую он совместил с переговорами об учреждении стипендии имени Леонарда и Кэтрин. Тем не менее, скандалы предыдущего года не прошли бесследно, и в академическом мире Британии к Вулли проявилось холодное отношение. Археолог затворился в Сэджхилле, где о нём заботились Альфред и Бетти Уотерс и их подрастающие дети. Именно Леонард забирал из роддома первенца Бетти. В основном он занимался обработкой своих археологических находок и писал новые научно-популярные книги, поскольку нуждался в заработке: сэр Леонард по-прежнему объезжал распродажи в поисках картин и антиквариата. Для души он ходил в церковь Сент-Кэтрин, поскольку никогда не отрекался от «тихого, уверенного христианства»; сделался он и церковным старостой. Леонард был англиканином, но поддерживал веру католиков Уотерсов и даже вызывал им машину, чтобы те могли съездить на праздники в отдалённую церковь. В усадьбе была бильярдная, и этой игрой Вулли очень увлёкся. Помимо рыбалки, он собирал грибы, к которым пристрастился на Ближнем Востоке; для его гостей блюда из грибов были в новинку. Он не любил многолюдных сборищ, иногда приглашая одного-двух посетителей или друзей и родных. Чаще всего приезжали Маллован и Агата Кристи; иногда появлялся 80-летний Малькольм, а также брат Гарольд и сестра Эдит. Из новых друзей, появившихся во время войны, выделялся Джулиан Хаксли.
В 1950 году его избрали в Королевское общество искусств. В пятидесятые годы Вулли нередко наезжал в Лондон, преимущественно, когда его приглашали на заседания Британского музея или читать публичные лекции. Он экономил на проезде, установив хорошие отношения с диспетчером Эксетерской железной дороги, иногда его подвозил местный торговец углём, у которого был грузовик. Местное Общество Шефтсбери даже пригласило Вулли на раскопки; сохранилось и объявление о его лекции в местной ратуше. Глава Общества Т. Портер убедил Вулли начать писать мемуары, которые и были опубликованы в 1953 году. Благодаря лёгкости стиля и большой откровенности в описаниях войны, книга имела большой успех. В 1955 году археолог совершил последнюю поездку в США, где получил медаль Люси Уортон Дрексел. В конце жизни у Вулли резко ухудшился слух, что ограничило круг его общения. В 1957 году Лондонский университет наградил его медалью Флиндерса Питри, что поставило учёного в один ряд с Аурелем Стейном, Артуром Эвансом, аббатом Брейлем, Арчибальдом Уэйсом. В 1958 году по приглашению Хаксли Леонард Вулли принял участие в написании под эгидой ЮНЕСКО многотомной «Всемирной истории».
В 1957 году оказалось, что Вулли больше не в состоянии содержать Сэджхилл-Манор; предстояло расстаться и с семьёй Уотерсов. Бетти Уотерс утверждала, что сэр Леонард утратил волю к жизни, хотя ещё располагал рентой в 2000 фунтов стерлингов на два последующих года; поступали и гонорары от переиздания книг. Директор инженерной компании в Шефтсбери отставной капитан Уорбертон собирался тогда приобрести поместье Кингсуорси-Корт, недалеко от Винчестера, и предложил Вулли поселиться в усадьбе, оплачивая только собственные нужды. Сэр Леонард принял это приглашение, после чего оплатил год содержания Уотерсов, чтобы они спокойно искали другую работу. В новом доме Вулли было комфортно, он продолжал общаться с Хаксли и вести практически прежний образ жизни, включая поединки на бильярде. После января 1958 года начался регресс: археолог писал Джульетте Хаксли, что под Новый год потерял сознание, сильно ушибся и очнулся в больнице, где ему удалили все зубы. После этого его состояние ещё год было более или менее приемлемым, он даже продолжил посещение аукционов. В 1959 году в Новом колледже была учреждена почётная профессорская должность, формальное назначение на которую получил Вулли. Королевское общество древностей в том же году присудило ему золотую медаль за раскопки в Уре и Атчане, однако физическое состояние сэра Леонарда уже не позволило принять эти почести. В начале января 1960 года он вновь потерял сознание и более не вставал. Поскольку состояние не позволяло держать его дома, больного перевезли в частную клинику на Фицрой-сквер в Лондоне, где за Вулли ухаживали Т. Портер из Общества Шефтсбери и его жена. К 14 февраля археолог ещё сохранял ясное сознание, но лишился речи. В этот день он подписал чек, свидетелем чего был Джулиан Хаксли. Далее он подписал завещание в присутствии Гарольда Вулли, причём из-за слабости не смог написать имени и поставил два креста. Все свои коллекции археолог передал Национальному фонду («с правом продажи без оценивания в случае крайней необходимости»), а прежнее завещание в пользу Эшмоловского музея, Нового колледжа, школы Св. Иоанна и сестры Эдит, было аннулировано. Дееспособность завещателя засвидетельствовали адвокат Стэнтон и сиделка Джанет Майлз. Душеприказчик Гарольд Вулли сумел сохранить большинство произведений, среди которых было хорошее собрание Тёрнера, подлинники Брейгеля и Ангелики Кауфман, и поместил их в Бирмингемский музей. 20 февраля 1960 года 79-летний Леонард Вулли скончался. Вскрытие показало, что причиной смерти стал карциноматоз брюшной полости. 24 февраля состоялась кремация, на которой присутствовали Хаксли, издатель Блэквелл, леди Бонэм-Картер (супруга комиссара Ирака в 1920-е годы), брат Гарольд и сестра Эдит. На поминальной службе 14 марта присутствовали Маллованы и представители всех британских археологических центров.

## Деятельность археолога и историка

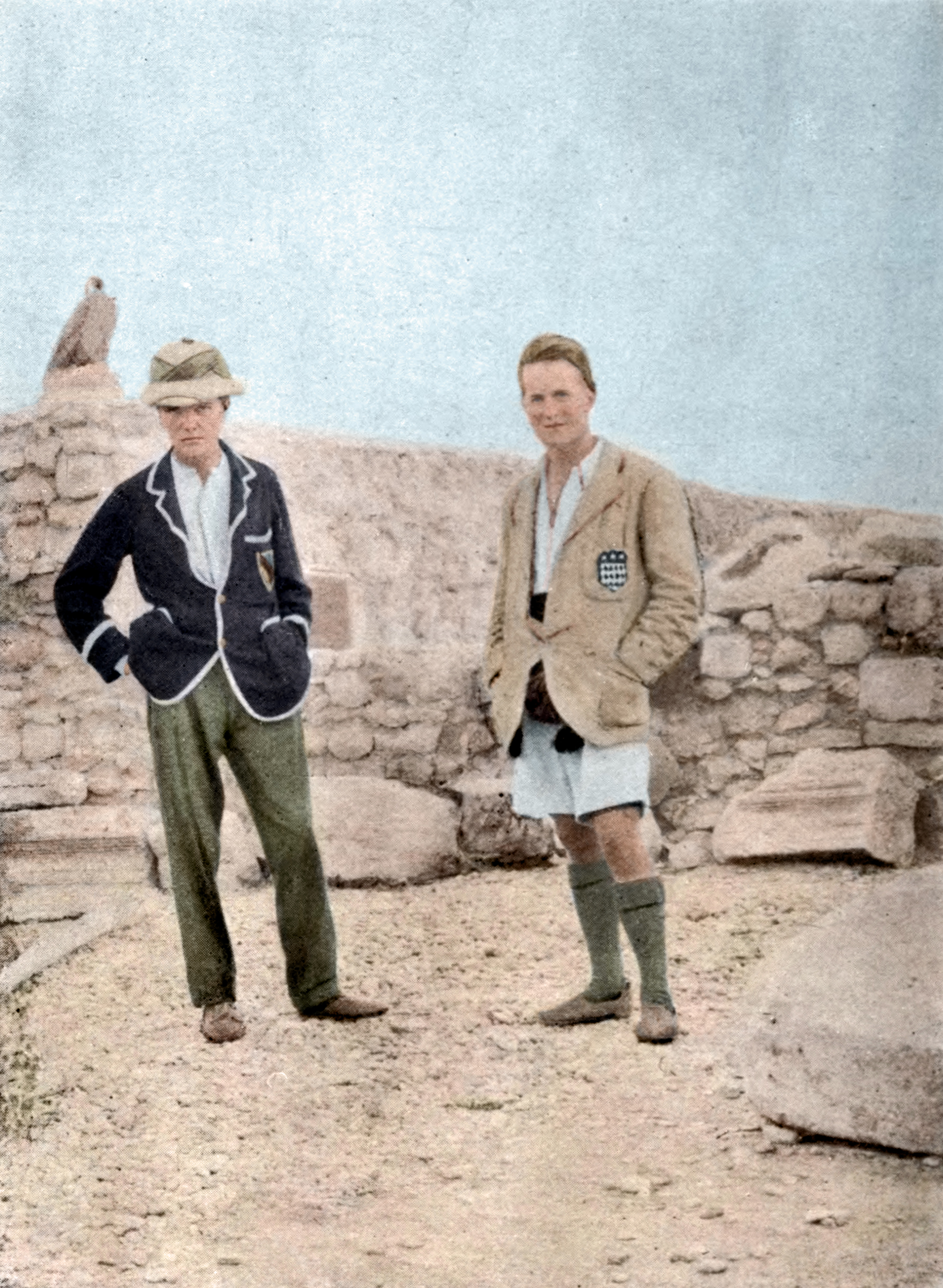
Леонард Вулли (слева) и Томас Лоуренс на раскопках в Каркемише в 1913 году. Колоризированное фото, оригинал которого был опубликован в книге Вулли «Dead Towns and Living Men» (London: Milford, 1920)

По мнению биографа Гарри Уинстона, Леонард Вулли находится в одном ряду с крупнейшими британскими археологами: Флиндерсом Питри, Эвансом и Картером. Лев Клейн отмечал, что он был поколением моложе Питри и Эванса, однако, несомненно, относится к классикам археологии. В то же время Магнус Бернгардсон отметил, что Вулли в известном смысле был похож на Лейарда, как успехами в воздействии на общественное сознание, так и тем, что без колебаний монетизировал свои успехи. Брайан Фейган счёл, что раскопки Вулли в Уре были последним в своём роде «крупномасштабным предприятием, в одиночку проводимым археологом, помощники которого руководили копальщиками на траншеях».

### Контекст: развитие ближневосточной археологии
Археолог Амара Торнтон отметила, что ко времени расцвета раскопочной деятельности Вулли археология переходила от любительского к профессиональному уровню. Ещё в XIX веке в Великобритании было сильно наследие антикварианизма, сеть местных обществ возглавлялась Королевским обществом древностей, а также Британской археологической ассоциацией и Британским археологическим институтом. Бурное развитие археологии в Британии было неотделимо от колониальной экспансии на Восток, сопровождавшейся облегчением доступа в восточные страны и появлением туризма. Именно туризм был одновременно результатом и первопричиной археологических работ, археологи формировали и направляли развитие ранней туристической индустрии; туристический и антикварный рынки были тесно взаимосвязаны. В 1870 году было основано Общество библейской археологии, зоной работы которого были Египет, Палестина и Передняя Азия в целом. Это была «зонтичная» организация, координирующая работы Фонда исследования Палестины и Королевского азиатского общества. На Всемирном конгрессе востоковедов в Лондоне в 1873 году было принято решение начать последовательное развитие образовательных институтов, занятых подготовкой специалистов по восточным древностям. Кембриджский и Оксфордский университеты в XIX веке не предлагали специализированных курсов по археологии, но в их колледжах традиционно сильна была филологическая подготовка, а с 1887 года была учреждена профессура по классической археологии в Лондонском университетском колледже. Кафедра ассириологии была создана в Кембридже в 1891 году для Арчибальда Сайса, тогда как кафедра древней истории — лишь в 1907-м. Уоллис Бадж попытался создать специализированный научно-учебный центр при Британском музее, где существовали специализированные египетский и ассирийский отделы. С Лондоном конкурировал оксфордский Ашмолеанский музей.
Развитие туризма в XIX—XX веках шло в традиции гран-туров, принятых в среде британской аристократии. Эта индустрия породила жанр путеводителей, самые популярные из которых публиковались фирмой Бедекера. Путеводители регулярно обновляли, и в их составлении археологи занимали заметное место. Популярность музеев и физическая доступность мест раскопок привели к росту «культурного туризма». Египетский департамент древностей очень быстро электрифицировал самые эффектные гробницы в Долине царей и храмы Карнака и Луксора. Британское издательство Мюррея стало печатать путеводители с цветными иллюстрациями и картами. Неотъемлемой частью туристической программы стали встречи с археологами и покупка найденных ими изделий и памятников. Актуальные издания путеводителей приводили имена конкретных учёных или организаторов раскопок, даты раскопочного сезона, а также содержали указатели изданных трудов и научно-популярных публикаций по теме. В викторианской и эдвардианской Англии среди высших сословий весьма популярным времяпрепровождением было зимнее путешествие на Восток. Фирма Томаса Кука организовала первое турне в Палестину и Египет ещё в 1869 году. В сезон 1900 года Египет посетили около 50 000 туристов.
После окончания Первой мировой войны интерес к археологическому туризму определялся эпохальными открытиями гробницы Тутанхамона и подобными. Основной туристический поток 1920-х годов был нацелен на Палестину, Трансиорданию и Ирак, перешедшие под британское мандатное правление. На выставке Британской империи в 1924—1925 годах был представлен палестинский павильон, в свою очередь, французы организовали Международный археологический конгресс 1926 года в рамках турне по Сирии. «Справочник по Палестине и Трансиордании», первое издание которого увидело свет в 1922 году, предназначался в первую очередь для чиновников и военнослужащих, направляемых в регион, но содержал и археологический раздел. «Справочник Кука по Палестине и Сирии» издавался с 1924 года и охватывал также археологические достопримечательности Ирака. Иногда путеводители издавали сами археологи, как Дороти Маккей, чей муж Эрнест в 1926 году раскапывал Киш.

### Леонард Вулли и радиовещание
Поскольку большинство британских археологов были связаны с армией или разведкой, они воплощали собой национальный динамизм и авантюризм, что не могло не повлиять на тональность информации об их успехах. Основой археологической пропаганды были публичные лекции, сопровождаемые показом диапозитивов, выставками находок, публикациями в прессе и выпуском научно-популярных книг. С 1920-х годов к информационным каналам добавился кинематограф. Леонард Вулли оказался пионером использования радиовещания в освещении археологических раскопок. После создания Би-би-си очень быстро возник формат образовательных радиопередач: впервые участники экспедиций получили возможность непосредственного обращения к аудитории, намного превышающей круг потребителей печатной продукции. Во второй половине 1920-х годов популярными у лондонцев стали выступления Хильды Питри — супруги Флиндерса Питри, а также Артура Вейгалла и Леонарда Вулли. Их лекции транслировались и в другие английские города. С 1929 года еженедельно издавался журнал «The Listener», который публиковал в печатном виде материалы, озвученные во время радиоэфира. Это вызывало протесты традиционных печатных СМИ. Археологи располагали собственным отделом в журнале, который носил как просветительский, так и рекламный характер; он сопровождался иллюстрациями.
Леонард Вулли сотрудничал с радио Би-би-си ещё с июля 1924 года, когда участвовал в двух передачах о своих находках и древней Вавилонии. В августе он рассказывал о собственных раскопках в Уре в порядке рекламы выставки, проходившей тогда в Британском музее. Выставка была первой, специально предназначенной для популяризации работ совместной британо-американской экспедиции. В следующие четыре сезона во время летнего отпуска Вулли регулярно вёл радиопередачи, приуроченные к ежегодным экспозициям новых находок в Британском музее. В 1929 году он прочитал радиолекцию «Царские гробницы и Потоп» и далее рассказывал о планах на будущее. Книга Вулли «Ур Халдеев», вышедшая в конце года, упоминалась в годовом отчёте радиокомпании. Рекламные лекции археолога продолжались и в 1930 году, выставка была открыта в июле. Среди экспонатов имелся скелет, якобы, времени библейского Ноя; к выставке были напечатаны шестипенсовые проспекты с диаграммами и объяснениями археологических методов датировки. В том же году Вулли прочитал целостный цикл из шести лекций «Раскопки прошлого», которые печатались с продолжением в «The Listener», далее они были объединены в книгу.

### Вулли и библейская археология
По воле отца Леонард Вулли должен был сделать карьеру священника и избрал археологию случайно. До конца жизни он не сомневался в историчности событий, описанных в Библии, и для подтверждения этого активно использовал раскопки. Библейские интенции всегда были сильны в его трудах. М. Бернгардсон полагал, что огромный успех лекций и книг Вулли в первую очередь объяснялся понятностью его занятий для широких масс британцев и американцев, воспитанных, преимущественно, на Ветхом Завете. Однако это отражало и его личные взгляды, которые почти не прогрессировали в течение его жизни. В то же время Э. Майлермэн отмечал, что не следует и упрощать взгляды Вулли, поскольку это не позволило бы осознать его действительный вклад в историю археологии. Ранние исследователи зачастую рассматривали работы археолога вне контекста его современности, тогда как в отождествлении библейских локаций и активной саморекламе он был далеко не одинок. В сущности, широко распространённый тезис, что Вулли всецело руководствовался библейской картиной мира, восходит к мемуарам Маллована.
Как и все учёные своего поколения, Вулли обучался раскопочной деятельности на практике. В воспоминаниях он сетовал, что литературы о раскопках практически не существовало и сам он лишь смутно осознавал, что Флиндерс Питри в Египте и Артур Эванс на Крите в буквальном смысле творили историю. Однако он быстро понял, что археологическая профессия отлична от кладокопательства и взял за образец метод Питта Риверса, то есть методичное комплексное исследование археологического памятника, а не «лихорадочную охоту за интересными находками». Одновременно, работая в рыночных условиях и для спонсоров, которые желали коллекционировать древности, Вулли решал три связанных друг с другом задачи:
1. Быть понятным для максимально широких слоёв публики, используя привычную религиозную лексику;
2. Максимизировать продажи научно-популярных книг о раскопках и находках;
3. Выстоять в конкурентной борьбе с египетским направлением в археологии.

#### «Шумеры»
Небольшая, богато иллюстрированная книга Вулли вызвала многочисленные отзывы рецензентов. Ключевым моментом стало доказательство историчности I династии Ура, которую Вулли приблизительно датировал 3100—2930 годами до н. э. Это сразу вызвало большие дискуссии в среде ассириологов: золотой шлем Мескаламдуга по форме напоминал изображённый на стеле Эаннатума, датированной примерно 2630 года до н. э. То же касалось и Урского штандарта. Морфологический анализ имел свои ограничения: находя вазы и орудия из цветного камня, указывающие на связи Шумера и Египта, Вулли безоговорочно утверждал о месопотамской культурной экспансии в Египте. В целом, рецензенты признавали, что именно Вулли наилучшим образом подходил для написания обобщающего труда о шумерах на основе археологических источников, однако нескрываемая симпатия к этому народу привела к ряду смелых обобщений в финальной главе. Леонард Вулли заявил, что значительная часть достижений современной западной цивилизации восходит к шумерам. Рассуждая об отношениях семитов и шумеров, Вулли объявил семитов (аккадцев) — коренным населением Месопотамии, а шумеров — чужаками, носителями более высокой культуры, захватчиками или иммигрантами, первые следы пребывания которых в Двуречье были им отождествлены в Эль-Убейде.

#### «Авраам» и «Ур халдеев»

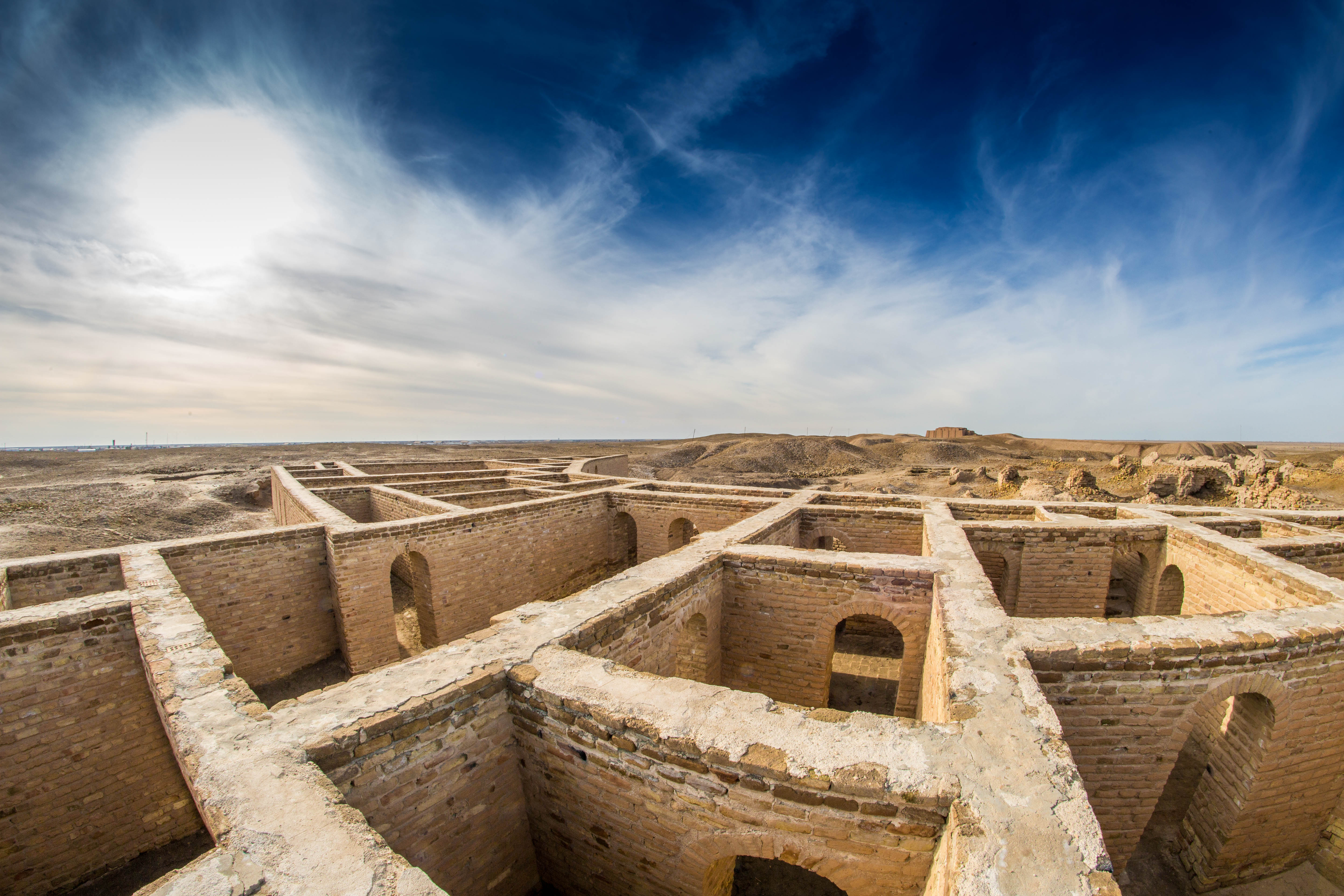
Панорамный снимок «дома Авраама» в Уре. 2016 год

Эти научно-популярные книги стали самыми издаваемыми произведениями Л. Вулли. «Ур» с 1929 по 1938 год переиздавался восемь раз, а далее постоянно печатался в мягкой обложке издательством «Пингвин». В 1954 году книга была полностью переработана и вышла под названием «Раскопки Ура», также выдержав много изданий. Однако наибольший резонанс вызвала книга «Авраам», посвящённая вопросу возникновения евреев и их религии. Первое издание «Авраама» вышло в свет в 1936 году. Именно концепция, выраженная в «Аврааме», вызвала наибольшие нарекания критиков по причине её «недоработанности» (термин У. Ирвина). Объявив, что патриарх Авраам являлся реальным историческим персонажем, Вулли сам же признавал, что с археологической точки зрения не было обнаружено никаких доказательств его присутствия в Уре; равным образом, если в Ханаане и будут найдены письменные памятники той же эпохи, они не приблизят разгадки. Теория Леонарда Вулли строилась на следующих постулатах: мифологизированные царские списки шумеров в основе своей историчны и соотносятся с современной археологу традицией арабских кланов вести свои генеалогии (и даже родословные своих породистых лошадей) в течение длительного периода. Библейские генеалогические списки относятся к той же традиции, вероятно, восходят к глубокой древности и могут считаться историческими и восходящими непосредственно к эпохе Авраама. Равным образом профессор Чикагского университета У. Ирвин критиковал Вулли за то, что тот заменил доказательства категорическими утверждениями, ведь все шумерские тексты, которые могут быть названы историческими, отстоят от описываемых событий примерно на тысячу лет. Совершенно не доказано, что библейские свидетельства могут быть перекрёстно подтверждены ханаанскими или месопотамскими; нет и документов, которые несомненно относились бы к семейству Авраама. У. Ирвин отмечал, что коллеги Вулли, работавшие в Палестине, также приходили к аналогичным выводам об историчности персонажей Ветхого Завета, однако при критическом рассмотрении их доказательства не выходят за пределы самых общих аналогий, вызываемых религиозными, а не научными, мотивами. «Всё это способствует усилению доверия к историческому содержанию Пятикнижия, но не может вывести Авраама из тумана древнееврейской мифологии»; с тем же успехом патриарха можно считать сопоставимым с персонажами «Тысячи и одной ночи». Профессиональный библеист критиковал археолога и по другой причине. Вопреки заявлению Вулли, что Авраам многократно упоминается как выходец из Ура, во всей Библии об этом сказано всего четыре раза (три упоминания в книге Бытие, и однократное в Неемии). Более того, в Септуагинте нет никакого «Ура Халдейского», а только «Земля Халдейская». Иными словами, «чтобы эти построения приобрели ценность, они должны выражаться в чём-то более конкретном, нежели просто набор мнений».
Библеист Теодор Гастер более сочувственно отнёсся к выкладкам Вулли, когда тот пытался сопоставить шумерскую и еврейскую космологию и мифологию. Позитивным моментом, в его понимании, является то, что передаточным звеном в передаче шумерской мифологической картины мира в Сирию и Палестину могли оказаться хурриты, что можно проиллюстрировать версиями мифа о потопе. Однако методологическая слабость рушит почти все построения Вулли. Так, он считает фактом, что «земля Сеннаарская» — это Шумер, а еврейское слово «бездна» (др.-евр. תְּהוֹם‬) — это вавилонская Тиамат. Однако выясняется, что в угаритских текстах XIV века до н. э. данное слово вообще не имело мифологического значения и обозначало океан. Доказательство месопотамского контекста упоминания Арарата в потопном мифе признано вполне корректным, аналогичная локация в угаритской литературе именуется Наири. Т. Гастер особо подчеркнул, что Вулли отдельно работал над объяснением ветхозаветной хронологии, пытаясь рационализировать указанный в Библии 175-летний срок жизни патриарха. С его точки зрения — это следствие искажений при передаче традиции, в результате которых соединялись правители двух или трёх поколений, что иллюстрируется шумерскими царскими списками. Это же объясняет, как Аврам превратился в Авраама: соединились две мифологические традиции, в трактовке Вулли — северная (то есть шумерская) и южная, семитически-кочевая. Долгая жизнь патриарха маскировала и неизбежные хронологические сбои, образовавшиеся при наложении разных мифологических последовательностей. Археолог попытался даже найти источники библейских сюжетов. В целом, книга Вулли названа Гастером «поучительной, увлекательной и своевременной».
В книге «Ур халдеев» высказывались все перечисленные точки зрения, увязанные с описанием археологических находок за первые семь сезонов. В 1954 году Вулли радикально переработал свою популярную книгу, выпустив её под названием «Раскопки в Уре»; в 1961 году она была переведена на русский язык, но вышла под первоначальным названием. Книга охватывала период от энеолита до эллинистической эпохи. Рецензенты отмечали, что за время, прошедшее между изданиями книги, сильно поменялось мировоззрение Вулли и многие высказанные им ранее оценки. Например, археолог согласился с пересмотренной хронологией, и стал относить Саргонидов не к 2600-м годам до н. э., а к 2300-м. Сэр Леонард не отказался от признания II династии Ура мифической, взамен отнеся I династию Урука к эпохе Джемдет-Наср. Изменилась и стратиграфия, вместо десяти слоёв в городище Эль-Убейд оказалось шесть. Практически все упоминания Авраама были элиминированы, меньше стало и отсылок к мифу о Потопе. Объёмный анализ книги Вулли представил в предисловии к русскому изданию академик В. В. Струве. Он, как и другие рецензенты, очень высоко оценил тщательность и точность археологических работ Вулли. С этим мнением контрастирует склонность исследователя к общим выводам, хотя, зачастую, постановка им вопросов «весьма ценна и открывает новые перспективы». Так, именно Вулли окончательно установил историчность существования Саргона Аккадского, обнаружив изображение его дочери на алебастровом диске. Василий Струве отметил, что Вулли идеализировал далёкое прошлое: противореча сам себе, оправдывал человеческие жертвоприношения и описывал природу убейдского периода как «благословенную», хотя именно тяжёлый труд пришельцев в Двуречье превратил болото в возделанную землю. В известной степени Вулли придерживался панвавилонизма, популярного в конце викторианской эпохи, что приводило к нарушению логики. В особенности это касается попыток Вулли обосновать превосходство и первенство Шумера над Древним Египтом, опираясь на весьма шаткую хронологию. В общем, учёный перешёл на исправленные датировки, предложенные Сидни Смитом, однако применял датировки непоследовательно, смешивая разные системы.
Василий Васильевич Струве отдельно остановился на библейских аналогиях Вулли. Советский исследователь согласился с выводом, что в конце убейдского периода в Ираке произошло катастрофическое наводнение, а также с тем, что многие параболы шумерского мифа в конечном итоге перешли в библейскую традицию. Вполне обоснованными признаны аналогии между идолами, найденными в Уре, и семейными божками, якобы украденными библейской Рахилью у своего отца Лавана. Вообще, месопотамские находки очень важны для исследования ханаанейского политеизма, здесь Вулли отступает от богословской традиции. Вполне допустимо его предположение, что в книге пророка Даниила содержатся намёки на религиозную реформу Навуходоносора II. Вместе с тем, Леонард Вулли иногда слишком увлекался: вряд ли фигурка золотого козлёнка, выглядывающего из-за ветвей, соответствует агнцу из книги Бытия, принесённому в жертву вместо Исаака; ещё более сомнительно отождествление лестницы Иакова с зиккуратом в Уре. В. Струве также отметил, что Вулли явно ошибался, когда объяснял появление технически непрактичного плосковыпуклого кирпича политическими причинами, а именно протестом против влияния джемдет-насрского периода и отказа от технических приёмов завоевателей. Не владея шумерским и аккадским языками, Вулли зачастую неверно прочитывал имена, которые были исправлены в последующие годы.

### Леонард Вулли — профессиональный археолог
По словам Макса Маллована и Брайана Фейгана, Леонард Вулли был «идеальным археологом». Его огромный практический опыт наслаивался на большую научную интуицию, чёткое осознание своих возможностей, и талант организатора и администратора. Он умел реконструировать первоначальный вид построек Ура из груды развалившихся сырцовых кирпичей и мог без повреждений извлекать из земли захоронений деревянные арфы, основываясь на очертаниях давно истлевших футляров. Маллован заявил, что он «обладал гением, чтобы найти то, что он вознамерился отыскать, и терпение, когда он знал, что следует ожидать». Первые золотые изделия из царского некрополя Ура были обнаружены в пробных шурфах 1922 года, но Вулли выжидал целых четыре сезона, прежде чем вернулся на этот участок. Он быстро понял, что слишком неопытен, и нуждался в археологических материалах, чтобы точно датировать ценные находки, а также нуждался в проверенной и спаянной рабочей команде. Когда в том же году обнаружилось, что рабочие утаивали бусины и мелкие золотые изделия, которые сбывали перекупщику, Вулли стал выдавать премии за находки, по цене, в три раза превышавшую даваемую сбытчиком, так что копальщики выкупили все изделия и сдали начальству.
Издание фундаментального отчёта о раскопках в Уре чрезмерно затянулось, и выпуск полного десятитомного издания завершился через много лет после кончины Леонарда Вулли (частично это компенсировалось оперативными публикациями в профессиональных периодических изданиях, в частности, «The Antiquaries Journal»). Подготовленные к публикации богато иллюстрированные тома нередко выходили с двадцатилетным опозданием; к моменту смерти исследователя не вышли в свет четыре тома. Уильям Олбрайт (Университет Джонса Хопкинса) оперативно откликнулся на описания царского некрополя и завершение тома, посвящённого зиккурату. Он сразу отметил, что Вулли явно отдавал предпочтение реконструкциям того, что было, перед действительным состоянием раскопа. Не приводился план теменоса, на планах не указывалась глубина залегания находок, что крайне затрудняло ориентировку. Примерно такие же критические замечания появлялись и впоследствии. Археолог И. Клочков, комментируя раскопки Вулли в Уре и Алалахе, отмечал, что они были выполнены вполне на уровне начала XX века, уступая, вероятно, только работам Кольдевея и Андре. То есть черновую раскопочную работу выполняли неквалифицированные рабочие, набранные из местных жителей, за которыми следили десятники, главной задачей которых было предотвращение краж. Лично Вулли крайне редко находился на раскопе, брал на себя лишь самые ответственные участки, преимущественно занимаясь составлением планов, фотографированием и обработкой поступающего материала. В экспедициях были заняты сотни рабочих, вскрывающих культурный слой тысячами квадратных метров. Именно поэтому Вулли зачастую не мог указать, где именно были сделаны те или иные находки. Этим же объяснялись «кочующие» на разных схемах и планах стены и фундаменты построек, и тому подобные несообразности. Тем не менее, отчёты Вулли дают ясное представление обо всех стадиях археологической работы, от постановки задачи и выбора места раскопок до интерпретации полученных результатов. Даже его неверные построения всегда аргументированы, равным образом, всегда зафиксирована вся цепочка рассуждений.

### «История человечества»

#### Концепция. Полемика Леонарда Вулли с Игорем Михайловичем Дьяконовым

Два создателя и руководителя ЮНЕСКО: Сарвепалли Радхакришнан и Джулиан Хаксли. Фото 1950 года

Идею написания глобальной истории человеческой культуры под эгидой ЮНЕСКО выдвинул в 1946 году Джулиан Хаксли. В 1950 году был создан Международный комитет по разработке проекта, в котором к 1955 году было 26 участников и 102 члена-корреспондента, представлявших, в том числе, СССР, Венгрию и Чехословакию. Самому сэру Леонарду заказали раздел, который должен был в комплексе описать развитие цивилизаций бронзового века. В архиве Хаксли и самого Вулли сохранилась переписка с многочисленными специалистами, которые консультировали его по вопросам, связанным с разными регионами земного шара: египтологом Гардинером, ассириологами С. Гэддом и Дьяконовым, синологами Шуй Цзяньтуном и Васильевым, и другими. Вулли прекрасно понимал, что вышел далеко за пределы своей профессиональной компетенции, поэтому работа затянулась: на многие выдвинутые тезисы приходили возражения, приходилось переделывать или привлекать новую литературу. Джулиан и Джульетта Хаксли прислали рукопись шестой главы с подробным разбором и критикой только в 1955 году. В связи с этим Леонард иронически цитировал Библию: «голос, голос Иакова; а руки, руки Исавовы» (Быт. 27:22). Вулли попытался сформулировать понятие «урбанистической революции бронзового века», описание которой подтверждалось разделом «Техника, искусство и ремесло».
Наиболее последовательным критиком Вулли оказался Игорь Михайлович Дьяконов, некоторые из возражений и комментариев которого вошли в состав опубликованного тома «Истории человечества». Вулли и Дьяконов совпадали в видении далёкого прошлого как непрерывного поступательного процесса развития от доклассового обществе через стадии урбанизации и появления частной собственности. Британский археолог считал невозможным «загнать стадии процесса в прокрустово ложе того, что мой друг-марксист называет „законами общественного развития“». Напротив, Вулли утверждал, что рассмотрение конкретных эпох и цивилизаций исключает любую общность стадиального развития. Особенно серьёзным был вопрос о рабстве в бронзовом веке. Леонард Вулли не отрицал, что рабство существовало во всех древних обществах, но в разных культурах его экономическая и социальная роль отличалась чрезвычайно сильно. Если в Египте цивилизация достигла высокого уровня развития в эпоху VI династии, то рабство достигло существенных масштабов лишь ко времени экспансии XVIII династии. Вулли, вероятно, был знаком с дискуссиями об азиатском способе производства и древнем феодализме, и утверждал, что не во всех культурах феодализм возник непосредственно из рабовладения по мере развития производительных сил. Он вообще избегал термина «рабовладельческое общество», утверждая, что в любом организованном обществе функция правящей элиты не менее важна, чем, например, крестьян-производителей, и нормальное функционирование управления и обороны от внешнего противника носит вне- и надклассовый характер, отвечая интересам всех слоёв общества. В их переписке Дьяконов отмечал, что они с Вулли явно не понимали друг друга, тем более, что Игорь Михайлович не разделял теории раннего возникновения феодализма. С его точки зрения, ни одно древнее общество не достигло феодальной стадии. Главное расхождение было в ином: классовое разделение объективно было двигателем прогресса, однако государство служило имущим классам, и служило для поддержания их привилегий и уровня жизни, а не общим интересам и даже обороне.
Полемика Вулли и Дьяконова в определённой степени была затронута в советской «Истории Древнего Востока», опубликованной в 1980-е годы на основе концепции и под редакцией Игоря Михайловича. В первую очередь, завышенной была названа численность населения Ура, которую Вулли исчислил в четверть миллиона человек, тогда как исходя из древних документов и расчётов, внутри городского овала не могло быть больше 50 000 обитателей; не слишком многочисленным было и население сельской периферии. Не всегда верными были и архитектурные реконструкции: Вулли полагал, что крыши у домов Ура были скошенные, а не плоские, как в действительности. В принципе, все обобщения Вулли именовались «далеко идущими», но непроверяемыми из-за неудовлетворительной документации раскопок. Скептически отнёсся Дьяконов (как и другие критики) к библейским отождествлениям Вулли. Древнееврейскую историю тот излагал по своему «Аврааму», трактуя основных ветхозаветных персонажей (по крайней мере, трёх из них) как исторических личностей, следы пребывания которых вполне можно найти и идентифицировать. Еврейскую религию Вулли возводил к лунным шумерским культам, что вызвало обвинения Дьяконова, что его английский оппонент не делает разницы между историей и мифом. Вулли же считал, что его советские оппоненты были заражены немецкой «высшей критикой».

#### Критическое восприятие
В 1963 году вышел в свет первый том «Истории человечества», изданной под эгидой ЮНЕСКО. Перу Вулли принадлежала вторая часть объёмного тома (начиная со страницы 359), включавшая историю цивилизаций бронзового века (Месопотамия, хетты, древние евреи, крито-микенская цивилизация, индская и древнекитайская культуры) до 1200 года до н. э. Факт, что автор скончался, не успев завершить работы, отмечался во многих рецензиях. Уильям Макнил (Чикагский университет) отметил, что главная проблема разделов, написанных Вулли, коренится в «радикально ошибочной концепции». Леонард Вулли, будучи археологом-самоучкой, постоянно допускал ошибки, как только выходил за пределы своей профессиональной компетенции — месопотамской археологии. Откровенно ошибочными названы его пассажи о ранней истории Китая или влияния китайской архитектуры на памятники древней Индии (Санчи). В «Истории человечества» Вулли использовал свой обычный метод, рассматривая «элементы, составляющие цивилизацию» по отдельности, исходя из просвещенческой идеи, что цивилизация — это некий высший образ жизни, венец социальной эволюции, единое целое. То есть прошлое рассматривается как «лестница, ведущая к вершинам нашего настоящего». Как с этим стыкуется существование в разных цивилизациях разнородных типов искусства, Вулли не поясняет. Сомнительной У. Макнилу показалась и идея эквивалентности культурных элементов для всех цивилизаций на всём протяжении истории. «Пятидесятистраничное введение, предлагающее сжатое изложение политических событий бронзового века, не является противоядием от бессвязности целого». Вулли рассматривает египетскую и месопотамскую литературу в отрыве от соответствующих религиозных систем, навязывая глубочайшей древности греческую по происхождению жанровую структуру, используя её как масштабную линейку для оценки успешности древних цивилизаций.
Разгромную рецензию представил в 1965 году Арнальдо Момильяно. Он прямо заявил, что «История человечества» как сборник очерков разных авторов едва ли заслуживает рассмотрения. С его точки зрения, намного интереснее изучать работу по созданию коллективного труда, «внутреннюю кухню» специальной международной комиссии. Как справочное издание, «История человечества» намного уступает книжным сериям, издаваемым во Франции (например, «Clio») и монографиям школы Анналов. На противоположном идеологическом полюсе располагается советская «Всемирная история» («очень скучный и убивающий воображение текст, который жёстко контролируется партийной редакцией»). В обоих случаях издания подчинены чёткой авторской концепции, которая систематически выдерживается от начала и до конца. В издании ЮНЕСКО авторы были вынуждены выходить за рамки профессиональной компетенции, что и приводило к компилятивному характеру работы и откровенным ошибкам. Сэр Леонард Вулли характеризовался А. Момильяно как «необыкновенно способный и удачливый археолог и писатель», который «в типично английском духе» буквально интерпретировал библейские и гомеровские тексты. Лучшими страницами его очерка названы те, что суммировали результаты его собственных раскопок в Уре и Алалахе. Однако он не являлся историком Древнего Востока, и не имел достаточной лингвистической подготовки, чтобы работать с источниками на еврейском или аккадском языках. В результате — и это общая особенность всей «История человечества» — вместо связного изложения читатель получал «каталог несвязанных фактов».

## Память

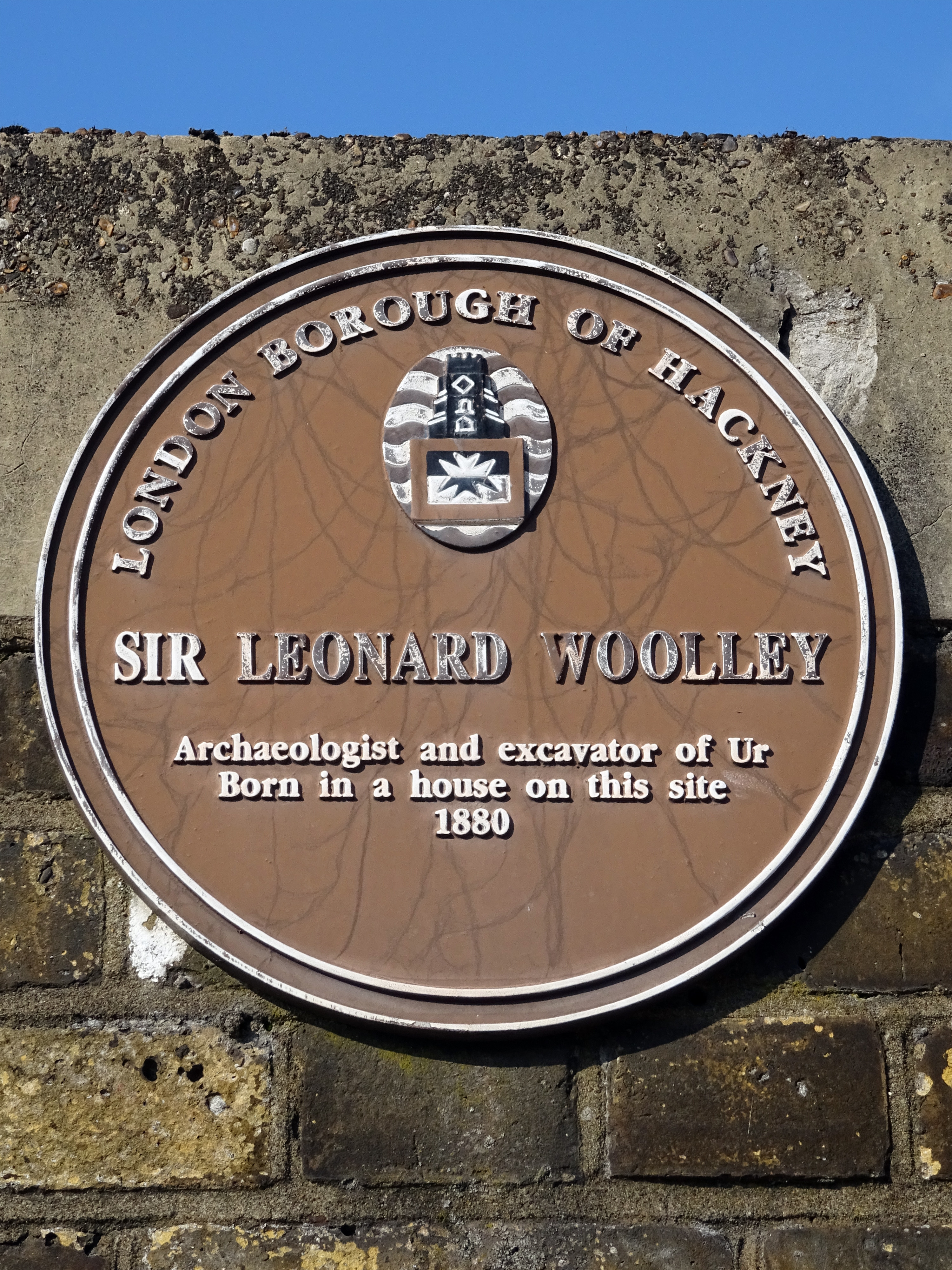
Памятная доска близ места рождения Леонарда Вулли

В многочисленных некрологах сэр Леонард Вулли единогласно провозглашался выдающимся археологом, который чрезвычайно способствовал прогрессу представлений о древних обществах Месопотамии и Сирии и должен быть причислен к сонму величайших археологов в XX веке. Особо отмечались его способности доносить свои открытия до самой широкой аудитории, включая молодых людей, а также его собственный энтузиазм к профессии археолога. В 1960 году Макс Маллован стал инициатором мемориального проекта в журнале «Ирак», выпускаемого багдадским археологическим институтом, весь 22-й том которого был посвящён восьмидесятилетию Вулли. Юбиляр не дожил до этой даты, сильно затянулось и издание мемориального выпуска. В состав тома, выпущенного без разделения по номерам, вошли 27 статей 25 авторов, в том числе воспоминания самого Маллована.
Документы, связанные с деятельностью Леонарда Вулли, находятся в разных архивохранилищах. Архивы полевых исследований в Уре хранятся в Британском музее, который совместно с музеем Пенсильванского университета оцифровал их. В Центральном архиве Британского музея документы сгруппированы по темам в хронологическом порядке, охватывая, в том числе, переписку Вулли с начальством с декабря 1922 по октябрь 1939 года. Всего существует 7 архивных дел по раскопкам в Уре и 12 коробок с перепиской и полевыми записями самого Вулли. Они были переведены на микрофильмы, которые предоставляются по запросу. Бумаги Вулли в Пенсильвании до их оцифровки даже не были каталогизированы.
Открытия Вулли обыкновенно описывались в популярной литературе (как в археологическом романе Курта Керама) через призму библейских параллелей. В таком духе была целиком выдержана первая биография исследователя, выпущенная в свет в 1968 году Аланом Гонором, и предназначенная, главным образом, для младших школьников; основное содержание книги было сосредоточено вокруг описания раскопок в Уре. Полноценная научная биография Леонарда Вулли, основанная на первоисточниках, была опубликована журналистом-ближневосточником Гарри Уинстоном в 1990 году. Этот же автор опубликовал биографии Гертруды Белл, Говарда Картера, и других. В рецензии Стивена Дайсона подчёркивалось, что книга хорошо написана и демонстрирует типичного представителя «племени британских любителей», которые, имея минимальную теоретическую подготовку, добивались больших успехов, обучаясь в процессе практической деятельности. В то же время он критиковал Уинстона за то, что тот удачно описал достижения Вулли, но не сумел показать его деятельность в контексте развития ближневосточной археологии как таковой. Биограф продемонстрировал, что его герой не был выдающимся учёным и, хотя вёл раскопки предельно аккуратно, «Питт Риверсом в своей дисциплине» так и не сделался. Вулли был представителем последнего поколения дилетантов, которые действовали под прикрытием британской колониальной экспансии.

## Важнейшие публикации (с указанием рецензий)

### Отчёты об археологических раскопках разных лет
- Woolley C. Corstopitum : provisional report of the excavations in 1906. — Newcastle-upon-Tyne : Andrew Reid & Co., 1907. — 26 p. — Overprint from the Archaeologia Aeliana, 3rd series, vol. iii.
- Karanòg : the Romano-Nubian cemetery / by C. Leonard Woolley and D. Randall-Maciver. — Philadelphia : The University museum, 1910. — xi, 286 p. — (University of Pennsylvania. Egyptian department of the University museum. Eckley B. Coxe junior expedition to Nubia, 3-4). — 116 leaves of plates.
[Review: Karanog by C. Leonard Woolley and D. Randall-MacIver] // Bulletin of the American Geographical Society. — 1911. — Vol. 43, no. 5. — P. 388. — JSTOR 199134.
- The wilderness of Zin : (archaeological report) / by C. Leonard Woolley and T. E. Lawrence. — London : Palestine Exploration Fund, 1914. — xvi, 154 p. — (Palestine Exploration Fund; Annual). — 37 leaves of plates.
Waddy C. [Reviewed Work: The Wilderness of Zin by C. Leonard Woolley and T. E. Lawrence] // The Journal of the Royal Asiatic Society of Great Britain and Ireland. — 1937. — № 2. — P. 319—320. — JSTOR 25201507.
G. R. C. [Review: The Wilderness of Zin by C. Leonard Woolley and T. E. Lawrence] // The Geographical Journal. — 1937. — Vol. 89, no. 5. — P. 467—468. — JSTOR 1786422.
Rosen S. [Review: The Wilderness of Zin by C. Leonard Woolley and T. E. Lawrence] :  [англ.] // Near Eastern Archaeology. — 2002. — Vol. 65, no. 4, Petra: A Royal City Unearthed (December). — P. 286—287. — JSTOR 3210864.
- Woolley C. L. Excavations at Tell el-Amarna :  [англ.] // The Journal of Egyptian Archaeology. — 1922. — Vol. 8, no. 1/2 (April). — P. 48—82. — JSTOR 3853624.
- Woolley L. Alalakh : an account of the excavations at Tell Atchana in the Hatay, 1937—1949 : With sections by C. J. Gadd and R. D. Barnett. — Oxford : Printed at the University Press by Charles Batey for the Society of Antiquaries, 1955. — xi, 411 p. — (Reports of the Research Committee of the Society of Antiquaries of London, no. 18). — 131 leaves of plates.
J. N. [The Statue of Idri-mi by Sidney Smith and  Leonard Woolley] :  [фр.] // Revue d'Assyriologie et d'archéologie orientale. — 1951. — Vol. 45, no. 3. — P. 151—154. — JSTOR 23294576.
Mellink M. J. [Review: Alalakh: An Account of the Excavations at Tell Atchana in the Hatay, 1937—1949 by Leonard Woolley] :  [англ.] // American Journal of Archaeology. — 1957. — Vol. 61, no. 4 (October). — P. 395—400. — JSTOR 500612.

### «Каркемиш»
- Carchemish: report on the excavations at Jerablus on behalf of the British Museum ; conducted by C. Leonard Woolley and T. E. Lawrence : Part 1, Introductory / by D. G. Hogarth. — London : Published for the Trustees of the British Museum by British Museum Publications, 1914. — viii, 32 p.
- Carchemish: report on the excavations at Jerablus on behalf of the British Museum ; conducted by C. Leonard Woolley and T. E. Lawrence : Part 2, The town defences / by C. L. Woolley. — London : Published for the Trustees of the British Museum by British Museum Publications, 1914. — xvi, 33—156 p.
- Carchemish : report on the excavations at Jerablus on behalf of the British Museum conducted by D. G. Hogarth, R. Campbell Thompson and C. Leonard Woolley with T. E. Lawrence, P. L. O. Guy, and H. Reitlinger : Part 3: The Excavations in the inner town / by Sir Leonard Woolley and the Hittite inscriptions, by R. D. Barnet. — London : Published for the Trustees of the British Museum by British Museum Publications, 1952. — vi, 157—290 p.

### «Раскопки Ура»
- Ur excavations / by H. R. Hall and C. Leonard Woolley ; with chapters by C. J. Gadd, and Arthur Keith. — Oxford University Press, 1927. — Vol. I: Al-'Ubaid : a report on the work carried out at Al-'Ubaid for the British Museum in 1919 and for the Joint Expedition in 1922-3. — xii, 244 p. — 68 leaves of plates.
- Ur excavations / by C. Leonard Wooley, M.A., D.Litt. ; with chapters by the Rev. E. R. Burrows, S.J., Professor Sir Arthur Keith, M.D., F.R.S., Dr. L. Legrain and H. J. Plenderleith. — London, Philadelphia : Published for the trustees of the two museums by aid of a grant from the Carnegie Corporation of New York, 1934. — Vol. II. The Royal Cemetery : a report on the Predynastic and Sargonid graves excavated between 1926 and 1931. — xx, 604 p. — With 274 leaves of plates.
- Ur excavations : publications of the joint expedition of the British museum and of the Museum of the University of Pennsylvania to Mesopotamia / by Léon Legrain. — London : Printed by order of the Trustees of the two museums, 1937. — Vol. III: Business documents of the third dynasty of Ur: Plates. — CCVII p.
- Ur excavations : publications of the joint expedition of the British museum and of the Museum of the University of Pennsylvania to Mesopotamia / by Léon Legrain; Cyril J. Gadd. — London : Printed by order of the Trustees of the two museums, 1947. — Vol. III: Business documents of the third dynasty of Ur: Indexes, vocabulary, catalogue, lists. — II, 288 p.
- Ur excavations : publications of the joint expedition of the British museum and of the Museum of the University of Pennsylvania to Mesopotamia / by Sir Leonard Woolley. — Philadelphia : Published for the trustees of the two museums by the aid of a grant from the Johnson Fund of the American Philosophical Society, 1955. — Т. IV: The early periods : a report on the sites and objects prior in date the third dynasty of Ur discovered in the course of the excavations. — 225 p. — 83 pages of plates.
G. C. [Reviewed Work: Ur Excavations, vol. IV : The Early Periods by Leonard Woolley] :  [фр.] // Revue d'Assyriologie et d'archéologie orientale. — 1958. — Т. 58, № 1. — P. 38—39. — JSTOR 23294843.
- Ur excavations : publications of the joint expedition of the British museum and of the Museum of the University of Pennsylvania to Mesopotamia / by Sir Leonard Woolley, M.A., D. Litt., LL. D. — London : Published for the Trustees of the two museums, 1939. — Vol. V: The Ziggurat and its surroundings. — xiv, 150 с. — 88 leaves of plates.
G. C. [Ur Excavations. V. The Ziggurat and its Surroundings by Leonard Woolley] :  [фр.] // Revue d'Assyriologie et d'archéologie orientale. — 1939. — Vol. 36, no. 2. — P. 105. — JSTOR 23294272.
Parrot A. Ur Excavations. V by Leonard Woolley // Syria. — 1941. — Т. 22, вып. 2. — P. 178—181. — JSTOR 4196348.
Albright W. F. [Review: Ur Excavations, Vol. V: The Ziggurat and Its Surroundings by Leonard Woolley] // American Journal of Archaeology. — 1944. — Vol. 48, no. 3. — P. 303—305. — JSTOR 499992.
- Ur excavations : publications of the joint expedition of the British museum and of the Museum of the University of Pennsylvania to Mesopotamia / by Sir Leonard Wooley. — London ; Philadelphia : Publ. by the trustees of the two museums by the Oxford University Press, 1974. — Vol. VI, The buildings of the third dynasty. — x, 110 p. — 62 leaves of plates.
- Ur excavations : publications of the joint expedition of the British museum and of the Museum of the University of Pennsylvania to Mesopotamia / by Sir Leonard Woolley and Sir Max Mallowan. — London : Published for the Trustees of the two Museums by British Museum Publications, 1976. — Vol. VII: The old Babylonian period. — xviii, 260 p. — 129 pages of plates.
Amiet P. [Ur Excavations, vol. VII : The Old Babylonian Period by Leonard Woolley, Max Mallowan and T. C. Mitchell] // Revue d'Assyriologie et d'archéologie orientale. — 1980. — Vol. 74, no. 1. — P. 85—87. — JSTOR 23282464.
- Ur excavations : Publications Joint Expedition of the British Museum and of the Museum of the University of Pennsylvania to Mesopotamia / by Leonard Woolley. — London : Published for the Trustees of the two Museums, 1965. — Vol. VIII: The Kassite period and the period of the Assyrian kings. — xii, 113 p. — 32 unnumbered leaves of plates.
Amiet P. [Ur Excavations VIII. The Kassite Period and the Period of the Assyrian Kings by Leonard Woolley] :  [фр.] // Syria. — 1966. — Т. 43, № 1/2. — P. 122—125. — JSTOR 4197568.
Spycket A. [Ur Excavations, vol. VIII : The Kassite Period and the Period of the Assyrian Kings by Leonard Woolley] // Revue d'Assyriologie et d'archéologie orientale. — 1968. — Vol. 62, no. 1. — P. 83—87. — JSTOR 23283486.
Schirmer W. Ur Excavations. Volume VIII. The Kassite Period and the Period of the Assyrian Kings by Leonard Woolley // Archiv für Orientforschung. — 1968. — Vol. 22. — P. 84—85. — JSTOR 41637265.
Brinkman J. A. [Review: Ur: «The Kassite Period and the Period of the Assyrian Kings»] // Orientalia. — 1969. — Vol. 38, no. 2. — P. 310—348. — JSTOR 43074322.
- Ur excavations : publications of the joint expedition of the British museum and of the Museum of the University of Pennsylvania to Mesopotamia / by Sir Leonard Woolley. — London : Pub. for the Trustees of the Two Museums, 1962. — Vol. IX: The Neo-Babylonian and Persian periods. — xii, 139 p.
A. P. [Ur Excavations IX. The Neo-Babylonian and Persian Periods by Leonard Woolley] :  [фр.] // Syria. — 1963. — Т. 40, № 3/4. — P. 325—327. — JSTOR 4390468.
Ghirshman R. [Review: Ur Excavations. Volume IX. The Neo-Babylonian and Persian Periods by Leonard Woolley and M. E. L. Mallowan] // Artibus Asiae. — 1963. — Vol. 26, no. 3/4. — P. 374—375. — JSTOR 3249007.
Lambert W. G. [Review: Ur Excavations, Vol. IX. The Neo-Babylonian and Persian Periods by Leonard Woolley] :  [англ.] // American Journal of Archaeology. — 1964. — Vol. 68, no. 2 (April). — P. 205—206. — JSTOR 501665.
Brinkman J. A. [Review: Ur Excavations, IX: The Neo-Babylonian and Persian Periods by Leonard Woolley] // Orientalia. — 1965. — Vol. 34, no. 2. — P. 241—258. — JSTOR 43079623.
Heinrich E. Ur Excavations. Volume IX. The Neo-Babylonian and Persian Periods by Leonard Woolley and M. E. L. Mallowan :  [нем.] // Archiv für Orientforschung. — 1966. — Vol. 21. — P. 92—96. — JSTOR 41637664.
- Ur excavations : publications of the Joint Expedition of the British Museum and of the University Museum, University of Pennsylvania, Philadelphia, to Mesopotamia / by L. Legrain ; with an introductory note by Leonard Woolley. — London : Published for the Trustees of the two museums, 1951. — Vol. X: Seal cylinders. — x, 56 p. — 43 pages of plates.

### Прочие
- Woolley L. Dead towns and living men, being pages from an antiquary's notebook. — London, Edinburgh, Glasgow, New-York : H. Milford, 1920. — viii, 259 p.
B. L. [Dead Towns and Living Men by Leonard Woolley] :  [итал.] // Il Politico. — 1956. — Vol. 21, no. 1 (maggio). — P. 161—162. — JSTOR 43208827.
  - Woolley L. Dead towns and living men : being pages from an antiquary's notebook. — London, Toronto : Jonathan Cape, 1930. — 308 p. — (Life and letters series, v. 29).
- From Kastamuni to Kedos being a record of experiences of prisoners of war in Turkey, 1916—1918 / written by many hands and ed. by C. L. Woolley. — Oxford : B. Blackwell, 1921. — vii, 179 p.
- Woolley L. Digging up the past: an introduction to archaeology showing how excavation has grown from a treasure hunt to a science. — New York : C. Scribner, 1921. — ix, 138 p.
  - Woolley L. Digging up the past. — 2nd ed. — Harmondsworth, Baltimore : Pelican Books, 1930. — 121 p. — (Pelican books, A4).
  - Wooley L. Mit Hacke und Spaten : die Erschliessung versunkener Kulturen :  [нем.]. — Leipzig : F. A. Brockhaus, 1930. — 80 p. — 44 Tafeln ; 2 figur.
  - Woolley C. L. Kǎogǔ fājué fāngfǎlùn :  [кит.] / Wú Lǐ zhe, Hú Zhàochūn yì. — Shànghǎi shì : Shāngwù yìnshūguǎn, 1935年. — 134 p. — (Shǐ dì xiǎo cóngshū). — Ориг.: Woolley, C. L. 著 [(英)吴理]。《 考古發掘方法論》吴理著胡肇椿译。上海市: 商務印書館, 1935。134 頁 (史地小叢書).
- Woolley L. The Sumerians. — Oxford : Clarendon Press, 1928. — xi, 198 p.
R. D. [Review: The Sumerians by C. Leonard Woolley] // Syria. — 1929. — Т. 10, вып. 2. — P. 164—166. — JSTOR 4236937.
Butin R. [Reviewed Work: The Sumerians by C. Leonard Woolley] // The Catholic Historical Review. — 1929. — Vol. 15, no. 2. — P. 206—208. — JSTOR 25012627.
Pinches T. G. [Review: The Sumerians by C. Leonard Woolley] // The Journal of the Royal Asiatic Society of Great Britain and Ireland. — 1929. — № 3. — P. 680—683. — JSTOR 25193989.
Hadas M. [Review: The Sumerians by C. Leonard Woolley] :  [англ.] // The Classical Weekly. — 1929. — Vol. 22, no. 25 (6 May). — P. 199—200. — JSTOR 4389330.
Dougherty R. P. [Review: The Sumerians by C. Leonard Woolley] // American Journal of Archaeology. — 1930. — Vol. 34, no. 2. — P. 266—267. — JSTOR 498548.
G. D. H. [Review: The Sumerians by C. Leonard Woolley] // Man. — 1930. — Vol. 30. — P. 70—71. — JSTOR 2789293.
Speiser E. A. [Review: Mesopotamian Studies. The Sumerians by C. Leonard Woolley] // The Jewish Quarterly Review. — 1931. — Vol. 22, no. 2. — P. 187—189. — JSTOR 1451698.
- Woolley L. The excavations at Ur and the Hebrew records / by C. Leonard Woolley ; with a foreword by M. Gaster. — London : George Allen & Unwin, 1929. — 61 p. — (Arthur Davis memorial lecture).
- Woolley L. Ur of the Chaldees : a record of seven years of excavation. — London : Ernest Benn Limited, 1929. — 210 p. — 16 unnumbered leaves of plates : illustrations, map, folded plan.
P. D. [Reviewed Work(s): The Sumerians by C. Leonard Woolley; Ur of the Chaldees by C. Leonard Woolley; The Flood by Harold Peake] // An Irish Quarterly Review. — 1930. — Vol. 19, no. 74. — P. 322—325. — JSTOR 30094624.
E. B. [Review: Ur of the Chaldees by C. Leonard Woolley] // The Burlington Magazine for Connoisseurs. — 1930. — Vol. 56, no. 327. — P. 326. — JSTOR 864358.
  - Woolley L. Ur 'of the Chaldees' : a record of seven years of excavation. — Hatmondsworth, Middlesex : Pelican Books, 1938. — xiii, 151 p. — 8 unnumbered leaves of plates : illustrations, map.
- Woolley. The development of Sumerian art. — London : Faber and Faber, 1934. — 140 p.
Mallowan M. E. L. [Review: The Development of Sumerian Art by C. Leonard Woolley] // The Journal of the Royal Asiatic Society of Great Britain and Ireland. — 1936. — № 2. — P. 334—340. — JSTOR 25201313.
- Woolley. Abraham; recent discoveries and Hebrew origins. — London : Faber and Faber, 1936. — 299 p.
Gaster T. H. [Reviewed Work: Abraham. Recent Discoveries and Hebrew Origins by Leonard Woolley] // The Journal of the Royal Asiatic Society of Great Britain and Ireland. — 1937. — № 3. — P. 529—531. — JSTOR 25201578.
Irwin W. A. [Review: Abraham: Recent Discoveries and Hebrew Origins by Leonard Woolley] // The Journal of Religion. — 1937. — Vol. 17, no. 2. — P. 235—238. — JSTOR 1196092.
Albright W. F. [Review: Abraham: Recent Discoveries and Hebrew Origins by Leonard Woolley] // Journal of Bible and Religion. — 1937. — Vol. 5, no. 4. — P. 182—183. — JSTOR 1457884.
Vaux R. de. [Review: Abraham. Recent discoveries and Hebrew origins by Leonard Woolley] :  [фр.] // Revue Biblique. — 1937. — Vol. 46, no. 1 (janvier). — P. 128—131. — JSTOR 44102943.
Garofalo S. [Reviewed Work: Abraham. Recent Discoveries and Hebrew Origins by Leonard Woolley] :  [итал.] // Biblica. — 1939. — Vol. 20, no. 1. — P. 109—113. — JSTOR 42631523.
- Woolley L. Middle East archaeology : The James Bryce memorial lecture, 12 May 1949. — Oxford : Oxford Univ. Press ; Geoffrey Cumberledge, 1949. — 45 p.
Baumgartner W. [Reviewed Work: Middle East Archaeology by Leonard Woolley] :  [нем.] // Artibus Asiae. — 1949. — Vol. 12, no. 4. — P. 381. — JSTOR 3248380.
Perkins A. [Review: Middle East Archaeology by Leonard Woolley] :  [англ.] // American Journal of Archaeology. — 1951. — Vol. 55, no. 1 (January). — P. 107—108. — JSTOR 501190.
- Woolley. Spadework : adventures in archaeology. — London : Lutterworth Press, 1953. — 154 p. — 14 unnumbered pages of plates, leaf of plates : illustrations, maps.
Coon C. S. [Review: Spadework in Archaeology] :  [англ.] // The Scientific Monthly. — 1953. — Vol. 77, no. 4 (October). — P. 220—221. — JSTOR 21236.
Finegan J. [Review: Spadework in Archaeology by Leonard Woolley] // Journal of Bible and Religion. — 1954. — Vol. 22, no. 1. — P. 74. — JSTOR 1458751.
- Woolley L. Excavations at Ur; a record of twelve years' work at Ur. — London : Ernest Benn, 1954. — 261 p.
Dyson R. H., Jr. [Review: Excavations at Ur by Leonard Woolley] // Archaeology. — 1956. — Vol. 9, no. 4. — P. 290—291. — JSTOR 41663422.
Porada E. [Review: Ur 'of the Chaldees': A Revised and Updated Version of Sir Leonard Woolley's 'Excavations at Ur'] // Archaeology. — 1983. — Vol. 36, no. 4. — P. 75—76. — JSTOR 41728734.
[Reviewed Work: Ur 'of the Chaldees': A Revised and Updated Edition of Sir Leonard Woolley's Excavations at Ur by P. R. S. Moorey] // The Wilson Quarterly. — 1982. — Vol. 6, no. 5, Special Issue. — P. 149—150. — JSTOR 40256410.
  - Вулли Л. Ур халдеев / Пер. с англ. Ф. Л. Мендельсона; Предисл. В. В. Струве. — М. : Изд-во вост. лит, 1961. — 255 с. — (По следам исчезнувших культур Востока). — Ориг.: Leonard Woolley. Excavations at Ur.
- Woolley L. History unearthed. — London : Ernest Benn Limited, 1958. — 175 p.
Hicks R. I. [Review: History Unearthed by Leonard Woolley] // American Journal of Archaeology. — 1960. — Vol. 64, no. 1. — P. 87. — JSTOR 502428.
Vermeule E. [Review: History unearthed by Leonard Woolley] // Archaeology. — 1963. — Vol. 16, no. 1. — P. 72. — JSTOR 41667311.
  - Woolley L. Ausgrabungen-lebendige Geschichte :  [нем.] / Ünbertragung aus dem Englischen: Hubertus Schulte-Herbrüggen. — Köln : M. DuMont Schauberg, 1960. — 179 p. — (DuMont Dokumente, Reihe 3: Kultur und Geschichte).
- Woolley L. The art of the Middle East including Persia. — New York : Crown Publishers, 1961. — 259 p. — (Art of the World, Non-European Cultures, The Historical, Sociological and Religious Backgrounds).
Mitchell T. C. [Review: Mesopotamia and the Middle East. by Leonard Woolley] // Man. — 1963. — Vol. 63. — P. 168. — JSTOR 2795726.
Ballard L. [Review: The Art of the Middle East by Leonard Woolley] // The Journal of Aesthetics and Art Criticism. — 1964. — Vol. 22, no. 3. — P. 343. — JSTOR 427241.
Kantor H. J. [Review: The Art of the Middle East Including Persia, Mesopotamia and Palestine by Leonard Woolley] // Journal of the American Oriental Society. — 1967. — Vol. 87, no. 3. — P. 350—352. — JSTOR 597752.
- Woolley C. L., Sir. As I seem to remember / illustrated by Sprod. — London : G. Allen and Unwin on behalf of Shaftesbury and District Society and Museum, 1962. — 112 p.
- The world of the past / with An introduction and introductory notes, by Jacquetta Hawkes. — New York : A. A. Knopf, 1963. — Vol. I: About archaeology. — xx, 602, vi p.
- History of mankind / by Jaquetta Hawkes and Leonard Woolley. — New York : Published for the International Commission for a History of the Scientific and Cultural Development of Mankind by Harper & Row, 1963. — Vol. 1: Prehistory and the beginnings of civilization. — xlvii, 873 p. — 56 unnumbered pages of plates.
McNeill W. H. [Reviewed Work: Prehistory and the Beginnings of Civilization by Jacquetta Hawkes and Leonard Woolley] // The  American  Historical  Review. — 1964. — Vol. 69, no. 3. — P. 721—723. — JSTOR 1845791.
Underwood E. A. [Reviewed Work: History of Mankind. Cultural and Scientific Development. Volume I: Prehistory and the Beginnings of Civilization by Jacquetta Hawkes and  Leonard Woolley] // The British Journal for the History of Science. — 1964. — Vol. 2, no. 1. — P. 71—75. — JSTOR 4025087.
Momigliano A. [www.nybooks.com/articles/1965/12/09/history-by-committee/?lp_txn_id=1292672 History by Committee. Reviewed: History of Mankind, I. Prehistory and the Beginnings of Civilization of the Scientific and Cultural Development of Mankind] // The New York Review. — 1965. — 9 декабря.
- Woolley L. A forgotten kingdom being a record of the results obtained from the excavation of two mounds, Atchana and Al Mina, in the Turkish Hatay. — New York : Norton, 1968. — 191 с. — (The Norton library). — First edition 1953.
L.B.L. [Review: A Forgotten Kingdom by Leonard Woolley] :  [англ.] // The Classical Outlook. — 1954. — Vol. 31, no. 7 (April). — P. 73. — JSTOR 43935528.
Steiner G. [Review: A Forgotten Kingdom by Leonard Woolley] // The Classical Journal. — 1955. — Vol. 50, no. 8. — P. 378—379. — JSTOR 3292660.
Potratz H. [Ein vergessenes Königreich. Die Ausgrabungen der zwei Hügel Atschana und al-Mina im türkischen Hatay für Leonard Woolley] :  [нем.] // Zeitschrift der Deutschen Morgenländischen Gesellschaft. — 1956. — Vol. 106, no. 2. — P. 367—370. — JSTOR 43317631.
A. P. Un royaume oublié :  [фр.] // Syria. — 1964. — Т. 41, вып. 3/4. — P. 367—369. — JSTOR 4197489.

### Переводы на русский язык
- Вулли Л. Ур халдеев / Пер. с англ. Ф. Л. Мендельсона; отв. ред. И. С. Кацнельсон. — М.: Издательство восточной литературы, 1961. — 256 с. — (По следам исчезнувших культур Востока).
- Вулли Л. Забытое царство / Пер. с англ. Е. Н. Самусь; Предисл. И. С. Клочкова. — М. : Наука, Главная ред. вост. литературы, 1986. — 166 с. — (По следам исчезнувших культур Востока).

### Комментарии
1. ↑  В 1960-е годы в семейной Библии была обнаружена чрезвычайно откровенная автобиография Герберта Вулли. Из неё следует, что в домашней коллекции была картина «Святой Пётр» школы Мурильо, подлинник Тенирса, а также английские копии Халса и ван де Велде. Судя по документам, коллекция фарфора была оценена в 600 фунтов стерлингов (здесь имелся уникальный голубой чайник династии Мин), а собрание гравюр — в тысячу, что было значительной суммой в XIX веке. Домашняя библиотека включала 3000 томов, здесь были представлены первоиздания Рёскина, Карлейля, Диккенса, Киплинга, Стивенсона, Теннисона, Браунинга и Кингсли[4].
2. ↑  В сезон 1911 года Хаджи Вахид убил в соседней деревне четверых братьев девушки, которые запретили ему общаться с нею. Для Вулли он был незаменимым охранником: так, однажды в отсутствие начальства он продержал целый день под прицелом главного инженера немецкого строительства, который попытался зайти на территорию раскопок[20].
3. ↑  В письме Лоуренса содержался следующий расклад: из Лондона выделили 1000 фунтов стерлингов на жалованье рабочим, по 225 фунтов жалованья Томасу и Леонарду, 35 фунтов подъёмных и 25 фунтов кормовых денег, а также 100 фунтов стерлингов на оплату почтовых расходов[24].
4. ↑  Писательница и исследователь Генриетта Маккол в лекции, прочитанной в 2012 году в Британском музее, выдвинула гипотезу, что особенности личности Кэтрин объяснялись синдромом полной нечувствительности к андрогенам, что, вероятно, привело к самоубийству её первого мужа и объясняло все несообразности жизни с Вулли. Впрочем, Г. Маккол настаивала, что спекуляции о личной жизни и сексуальности Кэтрин не должны затмевать её действительно большого вклада в раскопки Ура и сотрудничество с Леонардом Вулли[66][67].
5. ↑  Сборник «Тринадцать загадочных случаев» также несёт посвящение Леонарду и Кэтрин Вулли[79].
6. ↑  Цитируется по неопубликованному письму Л. Вулли[140].

### Некрологи
- A. P. Sir Leonard Woolley (1880—1960) :  [фр.] // Syria. — 1960. — Т. 37. — P. 384—386. — JSTOR 4197378.
- Ch. P. Sir Charles Leonard Woolley (1880—1960) :  [фр.] // Revue Archéologique. — 1960. — Т. 2. — P. 86—87. — JSTOR 41753926.
- Kirwan L. P. Obituary: Sir Leonard Woolley // The Geographical Journal. — 1960. — Vol. 126, no. 2. — P. 256—257. — JSTOR 1794036.
- Lambert W. G. Ur in Retrospect. In Memory of Sir C. Leonard Woolley by M. E. L. Mallowan and D. J. Wiseman // American Journal of Archaeology. — 1962. — Vol. 66, no. 2. — P. 204—205. — JSTOR 502588.
- Mallowan M. E. L. Sir Leonard Woolley // Expedition Magazine. — 1960. — Vol. 3, no. 1. — P. 25—28.
- P.-M. S. Sir Leonard Wooley (1880—1960) // Revue Philosophique de la France et de l'Étranger. — 1960. — Т. 150. — P. 431. — JSTOR 41088985.
- Sir Leonard Woolley :  [англ.] // The Journal of the Royal Asiatic Society of Great Britain and Ireland. — 1960. — No. 3/4 (October). — P. 204—205. — JSTOR 25202400.
- Weidner  E. Sir Leonard Woolley. (17. April 1880 bis 20. Februar 1960) :  [нем.] // Archiv für Orientforschung. — 1960. — Bd. 19. — S. 265—266. — JSTOR 41637151.

### Статьи и монографии
- Bernhardsson M. T. Reclaiming a Plundered Past: Archaeology and Nationalism in Modem Iraq, 1808—1941 : A Dissertation Presented… for the Degree of Doctor of Philosophy. — Yale University, 1999. — iv, 386 p.
- Crawford H. Ur : the city of the moon god. — London : Bloomsbury Academic, 2015. — vii, 146 p. — (Archaeological histories). — ISBN 978-1-47253-369-2.
- Dyson S. L. Archaeological Lives // American Journal of Archaeology. — 1994. — Vol. 98, no. 1. — P. 159—161. — JSTOR 506224.
- Exhibition: Sir Leonard Woolley's North Syrian Expedition // The British Museum Quarterly. — 1937. — Vol. 11, no. 2. — P. 104—105. — JSTOR 4421960.
- Fagan B. Return to Babylon. — Boston, Toronto : Little, Brown and Company, 1979. — xvii, 300 p. — ISBN 0-316-27306-6.
- Fagan B. M. Archaeologists : explorers of the human past. — Oxford ; New York : Oxford University Press, 2003. — 191 p. — (Oxford profiles). — ISBN 0-19-511946-0.
- Gilbert P. L'Egypte et la plaque aux deux lions d'Ur. Étude de quelques rapports entre l'art Sumérien et l'art memphite :  [фр.] // Iraq. — 1960. — Vol. 22, Ur in Retrospect. In Memory of Sir C. Leonard Woolley. — P. 96—101. — JSTOR 4199672.
- Goode J. F. Negotiating for the past : archaeology, nationalism, and diplomacy in the Middle East, 1919—1941. — Austin : Univ. of Texas Press, 2007. — xii, 293 p. — ISBN 978-0-292-71497-7.
- Hall H. R. Excavations at Ur of the Chaldees by C. Leonard Woolley // The Journal of Egyptian Archaeology. — 1924. — Vol. 10, no. 3/4. — P. 347—348. — JSTOR 3853943.
- Honour, Alan. Treasures under the sand : Leonard Woolley's finds at Ur. — Kingswood & London : World's Work, 1968. — 159 p.
- Millerman A. The Spinning of Ur: How Sir Leonard Woolley, James R. Ogden and the British Museum interpreted and represented the past to generate funding for the excavation of Ur in the 1920s and 1930s : Thesis Submitted… for the degree of Doctor of Philosophy. — University of Manchester, 2015. — 238 p.
- Molleson T., Hodgson D. The Human Remains from Woolley's Excavations at Ur // Iraq. — 2003. — Vol. 65. — P. 91—129. — JSTOR 4200535.
- Potratz  J. A. H. [Review: Ur in Retrospect. (= Iraq. Vol XXII) by C. Leonard Woolley, M. E. L. Maixowan and  D. J. Wiseman] :  [нем.] // Orientalia. — Vol. 32, no. 4. — P. 452—454. — JSTOR 43073784.
- Thornton A. Archaeologists in print : publishing for the people. — London : University College London, 2018. — xi, 293 p. — ISBN 978-1-7873-5258-2.
- Ucko P. J., Quirke S. The Petrie Medal // Public Archaeology. — 2006. — Vol. 5, no. 1. — P. 15—25. — doi:10.1179/pua.2006.5.1.15.
- Winstone H. V. F. Woolley of Ur : The life of Sir Leonard Woolley. — London : Secker & Warburg, 1990. — 314 p. — ISBN 0436577909.
- История Древнего Востока. Зарождение древнейших классовых обществ и первые очаги рабовладельческой цивилизации. Ч. 1: Месопотамия / под ред И. М. Дьяконова. — М. : Наука, Гл. ред. вост. лит., 1983. — 534 с.
- История Древнего Востока. Зарождение древнейших классовых обществ и первые очаги рабовладельческой цивилизации. Ч. 2: Передняя Азия. Египет / под ред. чл.-кор. АН СССР Г. М. Бонгард-Левина. — М. : Наука, Гл. ред. вост. лит., 1988. — 622 с.
- Керам К. Боги, гробницы, учёные : Пер. с нем / Послесл. и коммент. В. И. Гуляева. — М. : Республика, 1994. — 350 с. — ISBN 5-250-02261-8.
- Клейн Л. С. История археологической мысли. — СПб. : Издательство СПбГУ, 2011. — Т. 1. — С. 426—432. — 688 с. — ISBN 978-5-288-05166-1 (Т. 1); 978-5-288-05165-4.
- Морган, Джанет. Жизнь Дамы Агаты // Агата Кристи. Собрание сочинений. — М. : Артикул-принт, 2002. — Т. 27. Книга 2. — С. 5—348. — 576 с. — ISBN 5-93776-026-3.